# Teatre d'operacions d'Itàlia (Primera Guerra Mundial)
|  | Aquest article tracta sobre la Primera Guerra Mundial. Si cerqueu la Segona Guerra Mundial, vegeu «Campanya d'Itàlia (Segona Guerra Mundial)». |

El front italià (en alemany Italienfront o Südwestfront, «front sud-oest») inclou totes les operacions bèl·liques lliurades entre el Regne d'Itàlia i els seus aliats contra els exèrcits d'Àustria-Hongria i Alemanya al sector delimitat per la frontera amb Suïssa i la riba nord del golf de Venècia, que formen part dels grans esdeveniments de la Primera Guerra Mundial. El conflicte també es coneix a Itàlia com la «guerra italoaustríaca», o «quarta guerra d'independència».
Després d'haver estipulat un pacte d'aliança amb les potències de la Triple Entesa i haver abandonat la Triple Aliança, Itàlia va declarar la guerra a Àustria-Hongria el 23 de maig de 1915, iniciant les operacions bèl·liques l'endemà. Es va desplegar el front de contacte entre els dos exèrcits al nord-est d'Itàlia, al llarg de les fronteres alpines i la regió del Carso. En la primera fase de l'enfrontament, les forces italianes, dirigides pel cap d'estat major de l'exèrcit el general Luigi Cadorna, van llançar una sèrie d'ofensives frontals massives contra les defenses austrohongareses a la regió del riu Isonzo, contra l'exèrcit del general Svetozar Borojević von Bojna, mentre s'estaven duent a terme operacions més petites als turons alpins i, en particular, a la zona de les Dolomites.
El conflicte aviat es va convertir en una sagnant guerra de trinxeres, semblant a la que s'estava lluitant al front occidental. La llarga sèrie de batalles a l'Isonzo va fer que els italians només s'aconseguissin guanys territorials miserables al preu de grans pèrdues entre les tropes, quedant-se aviat esgotats i desmoralitzats pel progrés de les operacions. Les forces austrohongareses es van limitar a defensar-se llançant contraatacs limitats, llevat de l'ofensiva massiva a l'altiplà d'Asiago el maig-juny de 1916, aturada pels italians.
La situació va experimentar un canvi sobtat l'octubre de 1917, quan una ofensiva sobtada dels austrohongaresos i alemanys a la zona de Caporetto va provocar un avenç de les defenses italianes i un col·lapse sobtat de tot el front. El Regio Esercito es va veure obligat a realitzar una llarga retirada cap a les ribes del riu Piave, deixant el Friül i el nord del Vèneto en mans de l'enemic així com centenars de milers de presoners. Passades sota el lideratge del general Armando Díaz i reforçades per les tropes franco-britàniques, les forces italianes van aconseguir consolidar un nou front al llarg del Piave, bloquejant l'ofensiva de les Potències Centrals. Després de rebutjar un nou intent dels austrohongaresos de forçar la línia del Piave el juny de 1918, les forces aliades van iniciar la contraofensiva a finals d'octubre de 1918; durant l'anomenada batalla de Vittorio Veneto les forces austrohongareses van quedar desfetes, dispersant-se en el curs de la seva retirada.
El 3 de novembre, l'Imperi Austrohongarès va demanar i signar l'armistici de Villa Giusti, que va entrar en vigor el 4 de novembre i va marcar el final de les hostilitats.

## Antecedents

### La neutralitat italiana
Encara que vinculat al Regne d'Itàlia des de 1882 com a part de l'anomenada Triple Aliança, després de l'atemptat de Sarajevo el 28 de juny de 1914, l'Imperi Austrohongarès i l'Imperi Alemany van decidir mantenir a les esquenes del seu aliat, en consideració del fet que l'article 7 del Tractat de la Triple Aliança preveia una compensació territorial per a Itàlia en cas d'atac austrohongarès a Sèrbia. El 24 de juliol de 1914, Antonino Paternò Castello, marquès de San Giuliano i ministre d'Afers Exteriors, va fer una ullada als detalls de l'ultimàtum a Sèrbia i va protestar fervorosament davant l'ambaixador alemany a Roma, declarant que una possible guerra entre l'Imperi Austrohongarès i Sèrbia derivaria d'un premeditat acte agressiu de Viena i, per tant, Itàlia no hauria tingut l'obligació (donat el caràcter defensiu de la Triple Aliança) d'intervenir, fins i tot en el cas que Sèrbia rebés ajuda de l'Imperi Rus.
La decisió oficial i definitiva de neutralitat italiana va ser presa pel govern del primer ministre Antonio Salandra el 2 d'agost de 1914, cinc dies després de la declaració de guerra d'Àustria-Hongria a Sèrbia, i va ser emesa la matinada del día 3. La neutralitat va obtenir inicialment el consentiment gairebé unànime en els cercles polítics i en l'opinió pública italiana, però l'aturada brusca de l'ofensiva alemanya sobre el Marne (5-12 de setembre) va plantejar els primers dubtes sobre la invencibilitat alemanya; els moviments intervencionistes es van formar a la tardor de 1914, fins a aconseguir una consistència no menyspreable només uns mesos després. Els intervencionistes, en particular, van denunciar la imminent disminució de la talla política d'Itàlia si el país hagués continuat sent un espectador passiu; si els vencedors del conflicte haguessin estat les Potencies Centrals, no haurien oblidat ni perdonat una nació que, des del seu punt de vista, havia traït una aliança de trenta anys.

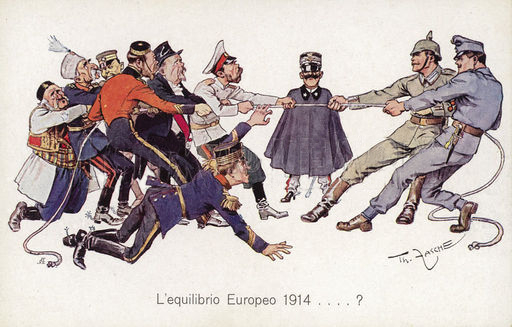
Caricatura satírica sobre la neutralitat italiana: Víctor Manuel III (centre) assisteix a l'estira-i-arronsa entre les Potències Centrals i les nacions de l'Entente

A més, els intervencionistes van veure en la guerra una oportunitat per venjar totes les derrotes i humiliacions del passat i permetre així que la unificació d'Itàlia es completés amb l'annexió de les «terres irredemptes», que entre altres coses la Triple Entesa va assegurar a Itàlia si es posava al seu bàndol. A finals de 1914, amb la mort de Paternò, el nou ministre d'Afers Exteriors Sidney Sonnino va iniciar negociacions amb ambdues parts per obtenir la major compensació possible; les peticions territorials fetes pels italians als austrohongaresos, pel que fa a la venda del Trentino i Friül fins al riu Isonzo i l'autonomia de la ciutat de Trieste van ser totalment rebutjades per Viena, disposada només a fer canvis limitats a la frontera. Mentre el país era sacsejat per les manifestacions d'intervencionistes i neutralistes, els delegats italians van negociar en secret amb la Triple Entesa, obtenint promeses sobre la venda de grans territoris que inclouen tot el Trentino-Tirol del Sud fins al pas del Brenner, Gorizia, Trieste, Ístria, i part de Dalmàcia.
El 26 d'abril de 1915 el govern italià va concloure negociacions secretes amb l'Entente signant el pacte de Londres, amb el qual Itàlia es comprometia a entrar a la guerra en el termini d'un mes. El 3 de maig següent es va denunciar la Triple Aliança i es va iniciar la mobilització. Finalment, el 23 de maig Itàlia va declarar la guerra a Àustria-Hongria però no a Alemanya, amb la qual cosa el govern de Salandra esperava no espatllar definitivament les relacions.

### La situació delRegio Esercito

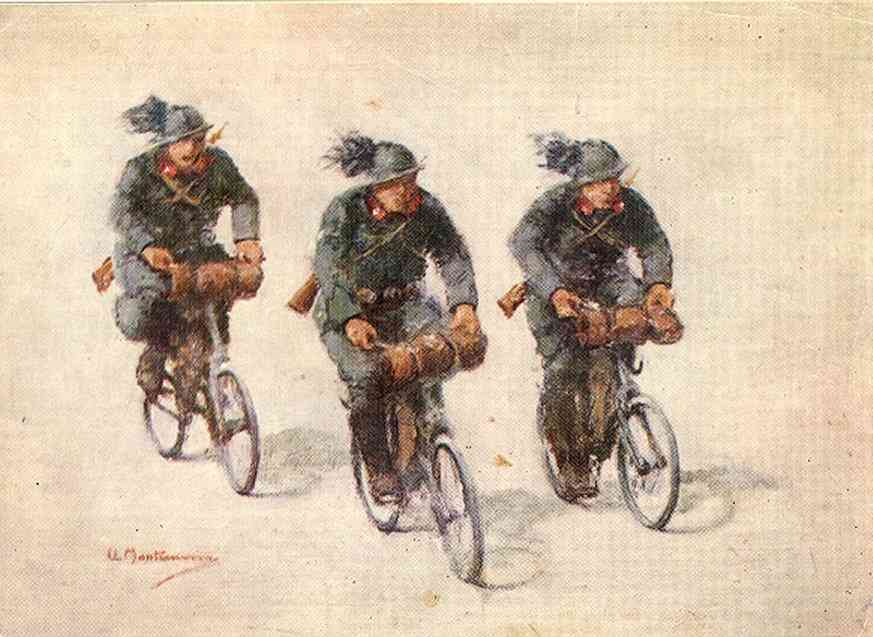
Postal dedicada als ciclistes bersaglieri de la Primera Guerra Mundial

En el període comprès entre l'estiu de 1910 i l'agost de 1914, el Regio Esercito italià va ser sotmès a una àmplia reorganització i ampliació de les tropes segons els dictats del Sistema Spingardi (del nom del seu creador, el ministre de la Guerra Paolo Spingardi). La nova organització, que preveia l'augment de regiments alpins, unitats d'artilleria i cavalleria, va portar la força de l'exèrcit en temps de pau de 240.000 a 270.000 unitats. A l'esclat del conflicte, inclòs en el període de dos anys 1914-1915, la força de l'exèrcit s'havia estabilitzat en uns 275.000 homes, 14.000 dels quals eren oficials, i en cas de mobilització s'utilitzaria el contingent anual de la lleva de 1a categoria de 19 crides (incorporades entre 1896 i 1914), que hauria proporcionat uns 1.335.000 homes, als quals s'haurien afegit uns 200.000 homes de 2a categoria, les crides dels quals des de 1909 havien iniciat el període de l'instrucció militar obligatori. Amb una circular del 14 de desembre de 1914, el comandament del cos d'estat major va ordenar la creació de 51 nous regiments d'infanteria, que s'havien d'incorporar als 48 existents. A finals d'agost de 1914, l'evolució política i militar europea va proposar avançar-se als temps mobilitzant les tropes, apropant-les a les fronteres i posant en marxa les unitats d'infanteria, tot i que moltes d'elles encara es trobaven en fase de preparació. El 4 de maig de 1915 es van completar les mesures necessàries per posar l'exèrcit en ordre de batalla; en aquell moment hi havia 23.039 oficials, 852.217 efectius i 9.163 civils. El rei Víctor Manuel III era nominalment el comandant en cap, però el cap d'estat major, el general Luigi Cadorna, exercia el comandament; el sobirà hauria jugat principalment un paper de mediador entre ells i el govern. Itàlia va entrar a la guerra desplegant quatre exèrcits, dividits en catorze cossos d'exèrcit per a un total de trenta-cinc divisions d'infanteria, una de bersaglieri, quatre de cavalleria i 467 bateries d'artilleria de campanya amb uns 2.000 canons i obusos. El 22 de maig hi va haver un pas més en la mobilització que va portar la força armada a 1.339.000 homes, incorporant les crides del 1894 al 1896.
Si pel que fa als homes s'aconseguia arribar a la plantilla esperada en relativament poc temps, va ser molt més difícil esmenar la manca de metralladores; amb les 618 armes del Maxim-Vickers Mod. 1911 disponible en el moment de l'entrada en guerra només es va poder muntar 309 de les 612 seccions previstes (no va ser fins a l'any 1916, amb la compra de metralladores de França i la producció a gran escala del Fiat-Revelli Mod. 1914, la infanteria va estar equipada amb suficients armes automàtiques. A l'esclat de les hostilitats, l'exèrcit italià estava lluny de tenir ni tan sols el nombre mínim de metralladores requerides per assignar una secció de dues armes a cada batalló d'infanteria de línia, granaders, bersaglieri i alpini.
Un altre motiu de preocupació va ser la coherència del subministrament de peces d'artilleria i d'armes lleugeres personals, considerablement afectades per cobrir les necessitats de l'anterior guerra italoturca: si els fusells i mosquets Carcano Mod. 91 eren suficients per armar l'exèrcit regular (deixant l'antic Vetterli-Vitali Mod. 1870/87 a la Milícia Territorial), la situació de l'artilleria era més crítica, en particular les de mig i gran calibre pel que fa no només al nombre de canons, sinó també a les reserves de munició. i els quadrúpedes necessaris per a les bateries. Per esmenar temporalment la manca d'artilleria, a l'espera que la reconversió industrial donés els seus fruits, l'exèrcit va posar la mà a totes les peces disponibles, encara que antiquades, amb mesures destinades a requisar l'artilleria de les bateries de costa i de les obres fortificades llunyanes de l'àrea d'operacions.

#### El pla estratègic italià
El pla estratègic elaborat pel general Cadorna es va centrar en una acció ofensiva/defensiva per contenir els austrohongaresos al seu sortint, centrada en la ciutat de Trento i el riu Adige, que es trobava encaixat al nord d'Itàlia, al llarg del llac de Garda, a la regió de Brescia i Verona. En canvi, l'objectiu era concentrar l'esforç ofensiu cap a l'est, on els italians podien comptar al seu torn amb un sortint que es projectava cap a Àustria-Hongria, just a l'oest del riu Isonzo. L'objectiu a curt termini de l'Alt Comandament italià era la conquesta de la ciutat de Gorizia, situada just al nord de Trieste, mentre que l'objectiu a llarg termini, molt més ambiciós i difícil d'implementar, preveia avançar cap a Viena des de Trieste.
En els plans del general Cadorna, la guerra contra un enemic ja afeblit per la carnisseria del front oriental hauria d'haver acabat en poc temps, amb l'exèrcit italià victoriós marxant cap a Viena. Al front s'agrupaven prop de mig milió d'homes, als quals en un principi els austrohongaresos només van poder oposar-se a 80.000 soldats, en part incloses en les milícies territorials, mal armades i poc entrenades. El riu Isonzo hauria constituït, doncs, el front principal, el que un cop trencat hauria d'haver conduït primer a Trieste i després a Viena; Cadorna somiava amb maniobres colossals de tipus napoleònic, amb grans atacs al llarg de tota la línia per a que l'enemic li donés literalment «l'esquena» i fer-lo retrocedir metòdicament per conduir-lo finalment al seu col·lapse.

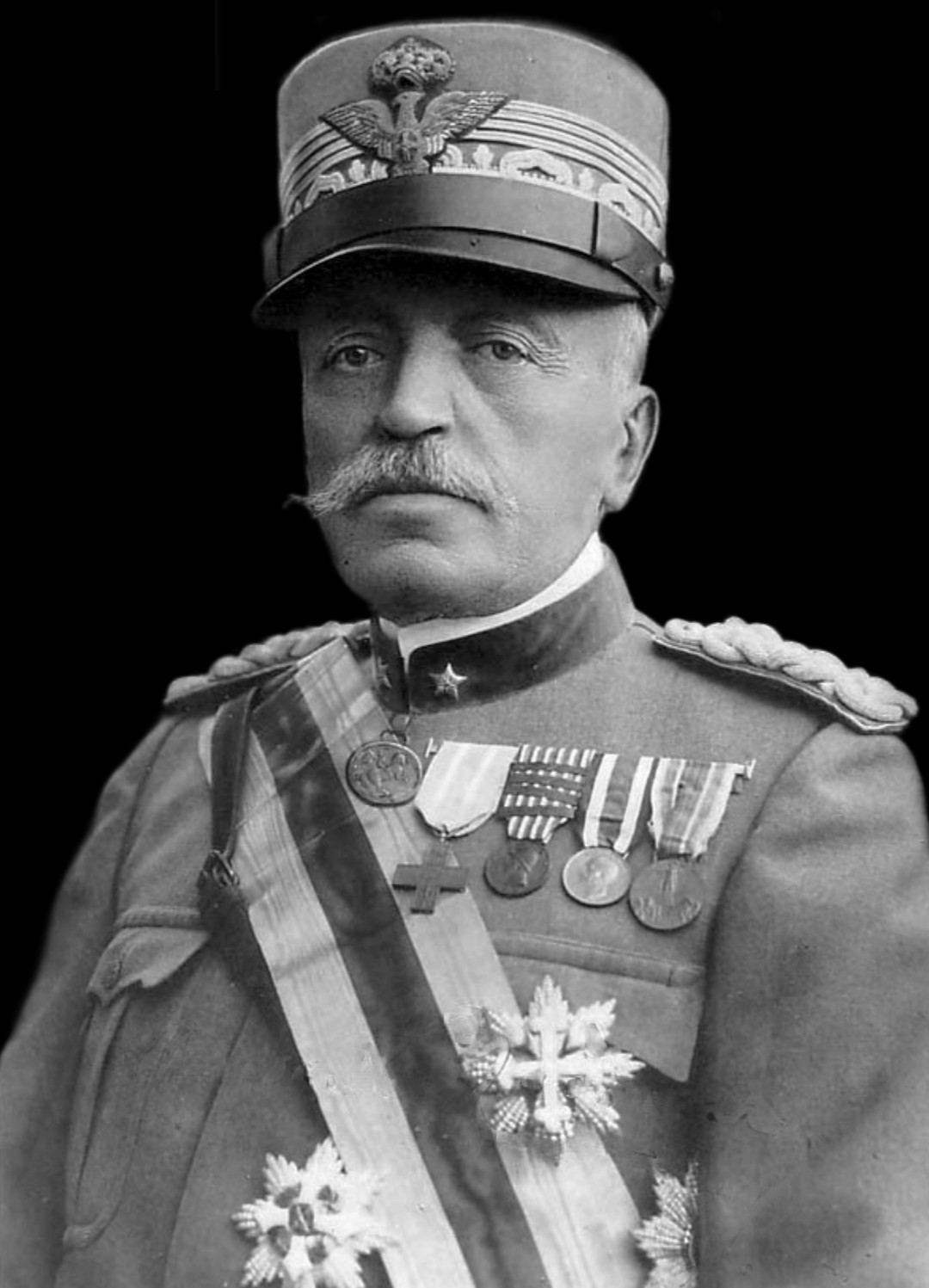
El general Luigi Cadorna, cap d'estat major de l'exèrcit italià del 27 de juliol de 1914 al 8 de novembre de 1917
Situació del front italià entre el 1915 i el 1917. En blau les conquestes inicials dels italians
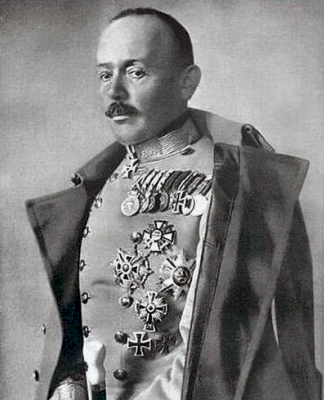
El general Svetozar Borojević von Bojna, comandant austrohongarès del front de l'Isonzo

Al front de les Dolomites, els italians, molt mancats d'artilleria i metralladores destinades sobretot a l'est, haurien d'haver atacat per dues vies estratègiques principals: entre les Dolomites de Sesto i a través del Col di Lana. Aquestes actuacions haurien d'haver donat lloc a un avenç amb prou profunditat per arribar a la vall Pustertal amb el seu important ferrocarril i el fons de la vall, que conduïa d'una banda cap a Brenner i de l'altra al cor d'Àustria. En canvi, la prioritat a la part sud del front de les Dolomites era l'ocupació de la Vall de Fassa, des d'on es podia arribar a Bolzano a través del Pas de Costalunga, o fins i tot a Trento seguint la vall del riu Avisio. A més d'aquests sectors on pretenien penetracions estratègiques, els italians també van atacar al cor del massís dolomita, a les carenes, al llarg dels barrancs i fins i tot als cims, sovint en condicions desfavorables ja que els austrohongaresos gairebé sempre ocupaven posicions més altes, en accions que van tenir efectes notables en la moral de les tropes però que no van modificar de cap manera el curs bèl·lic del conflicte.

### La situació de l'Exèrcit Imperial i Reial austrohongarès

Mapa ètnic de l'Imperi Austrohongarès segons el cens del 1910

L'estructura de l'Exèrcit Imperial i Reial austrohongarès, i el mosaic d'institucions i de diferents nacionalitats que el conformaven, van fer de les forces armades dels Habsburg una estructura molt complicada. El nucli de les forces terrestres estava format per l'Exèrcit Imperial i Reial, o el kaiserliche und königliche Armee (k.u.k Armee). Després hi havia els dos exèrcits nacionals, previstos pel compromís que data de 1867, l'exèrcit hongarès Honvéd i el Landwehr austríac: el primer estava sota el control de Budapest, capital del Regne d'Hongria, l'altre sota el de Viena. També hi havia multitud de milícies territorials i d'altres cossos derivats d'antigues institucions locals, integrades principalment per homes dels mateixos territoris i de la mateixa llengua materna.
Els aproximadament 450.000 homes que conformaven les tropes permanents de l'exèrcit imperial en temps de pau van ser exterminats en gran part durant els primers mesos de la guerra als fronts oriental i sèrbi, obligant a Viena a dependre totalment dels reclutes mobilitzats; aquests soldats eren essencialment «civils uniformats», molt més sensibles als corrents nacionalistes que els soldats professionals. Al voltant del 25% de la infanteria estava formada per alemanys, un 18% hongaresos, un 13% txecs i el 45% restant d'una barreja d'una dotzena de grups ètnics diferents, inclosos membres de comunitats nacionals en guerra amb la mateixa Àustria-Hongria, com els serbis i italians.
El maig de 1915, amb tots els anys de servei especialitzat ja al front oriental, es va ordenar una mobilització general que va permetre aplegar 47 batallons de nois d'entre 15 i 19 anys (anomenada periòdicament pel govern com a «exercicis premilitars») i homes d'entre 45 i 70 anys, enviats immediatament a recolzar les poques tropes regulars. La major part de les tropes regulars estaven desplegades al front de l'Isonzo, on els italians havien d'atacar amb força, però aquest contingent no podia arribar a ser més de tres divisions (amb un total de 24 batallons i un centenar de canons), atès que el cap de l'estat major alemany Erich von Falkenhayn inicialment es va negar a enviar les set divisions sol·licitades pel seu homòleg austrohongarès, Franz Conrad von Hötzendorf. El front de Trentino estava principalment guarnit per la gendarmeria tirolesa i els Standschützen, milícies auxiliars organitzades durant segles en cercles tradicionals de tir al blanc; se suposava que havien d'actuar com a suport, però a causa de la manca de tropes regulars sovint se'ls encarregava de la defensa de punts perillosos al front, on es van implicar en combats violents. També al front alpí també es van desplegar els Landesschützen i els Kaiserjäger, cossos formats per tirolesos i més tard també per austríacs i bohemis, que a l'esclat de les hostilitats estaven desplegats principalment al front oriental. En aquest sector del front es van precipitar a ajudar als alemanys, que el 26 de maig de 1915 van enviar un important contingent del Deutsche Alpenkorps, que va fer una important contribució als austrohongaresos en tot el front alpí fins al 15 d'octubre, data en què va ser retirat del front italià.
En esclatar la guerra, el front alpí només estava guarnit per un vel de tropes, però la lentitud de la mobilització italiana va permetre als austrohongaresos d'omplir ràpidament les seves fortificacions; si a mitjans de maig la frontera amb Itàlia estava protegida per només 25.000 homes, el 24 de maig aquesta xifra ja s'havia elevat a 50.000-70.000 homes, que es van convertir en 100.000 a finals de mes amb l'arribada de diverses divisions retirades del front serbi. A mitjans de juny, quan van començar els atacs de Cadorna, el desplegament austrohongarès ascendia ara a 200.000 homes. El comandament suprem de les forces dels Habsburg desplegades contra els italians va ser confiat a l'arxiduc Eugeni, mentre que a l'est el sector d'Isonzo queia sota la responsabilitat del general Svetozar Borojević von Bojna.

#### Les fortificacions a la frontera austríaca-italiana
Els austrohongaresos havien establert diverses posicions defensives a la frontera amb Itàlia des de les últimes dècades del segle xix, per una eventual guerra. El front del Tirol estava dividit en cinc seccions anomenades Rayon, dues de les quals incloïen les Dolomites, però des de l'inici de les hostilitats la línia del front no es corresponia amb la de la frontera política, jutjada indefendible pel comandament suprem austrohongarès amb escasses forces. disponible aleshores.
Per contenir l'avanç italià, que es creia ràpid i decisiu, calia escurçar el front, eliminant-ne al màxim la sinuositat, establint-se en defensa de zones més favorables i al voltant de les fortificacions ja existents en els lloc de pas obligat. Això va suposar deixar grans porcions de territori als seus adversaris i els italians van conquerir així, sense lluitar, la Cortina d'Ampezzo, el municipi de Colle Santa Lucia i Livinallongo del Col di Lana, terres ladines els homes de les quals estaven enrolats a l'exèrcit austrohongarès. Els austrohongaresos van començar la guerra a la defensiva i hi van romandre gairebé tota la durada del conflicte; les úniques accions ofensives no tenien com a finalitat avançar, sinó només la conquesta de posicions més favorables.

## El camp de batalla

### El front de l'Isonzo

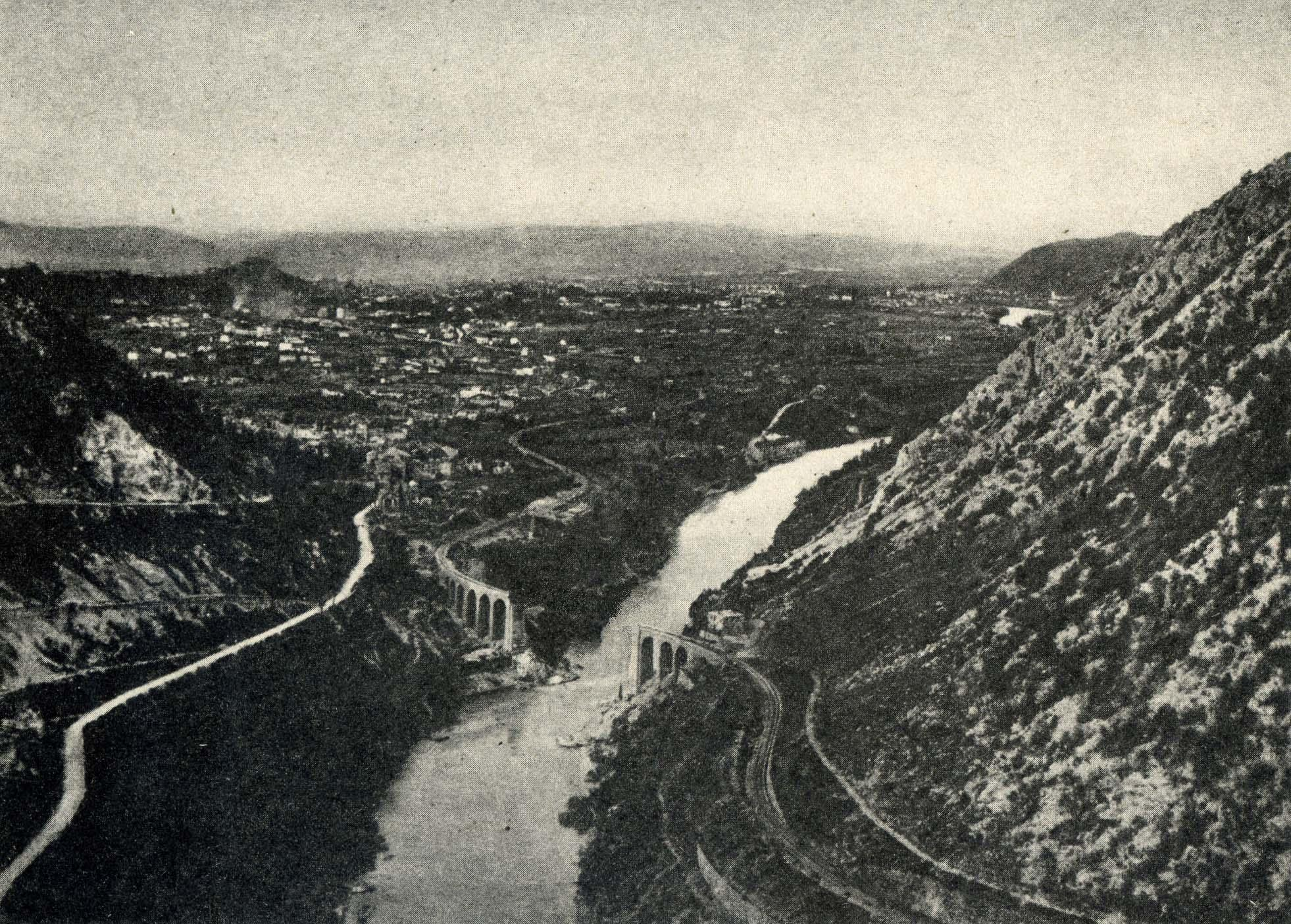
El riu Isonzo, amb el pont de Solkan destruït i la ciutat de Gorizia al fons

Les batalles més dures i sagnants dels primers anys de la guerra van tenir lloc al front de l'Isonzo. Molt menys extens que l'alpí, va adquirir una gran importància estratègica en els plans italians des del principi; la majoria dels recursos militars es van abocar a les seves ribes, en un intent de trencar les defenses austrohongareses i obrir el camí cap al cor de Àustria, per mitjà del 2n Exèrcit del general Pietro Frugoni i el 3r Exèrcit del duc Emanuele Filiberto de Savoia-Aosta. Des de la conca del Plezzo fins al mont Sabotino, que domina els turons baixos davant de Gorizia, l'Isonzo flueix entre dos vessants escarpats de muntanyes, constituint un obstacle gairebé insuperable; així, les línies atrinxerades dels dos exèrcits s'havien d'adaptar a l'orografia i característiques del camp de batalla.
Els austrohongaresos, després d'haver abandonat la vall de Caporetto, s'enfrontaven als departaments italians en una línia dominant gairebé arreu, que començava des del mont Rombon, passava pel campament atrinxerat de Tolmin i després connectava l'empinat costat dret del riu amb el costat esquerre d'aquest campament, en correspondència amb les trinxeres del mont Sabotino. Des de Sabotino les trinxeres austrohongareses defensaven la ciutat de Gorizia, fins a creuar novament l'Isonzo, per empeltar amb els quatre cims del massís de San Michele i finalment continuar cap a la mar per la primera carena del Carso, passant per San Martino del Carso, la muntanya Sei Busi, Doberdò del Lago, i les muntanyes Debeli i Cosich.
Ja a l'inici del conflicte es va envair la gran zona del Carso i es van ocupar Gradisca d'Isonzo i Monfalcone; les tropes italianes es van instal·lar no lluny de les posicions austrohongareses. A banda i banda del front, el gran i complex sistema logístic dels dos exèrcits ocupava molt profundament el territori; monopolitzava les vies de comunicació i ocupava camps, boscos, ciutats i pobles; es van instal·lar comandants, guarnicions militars, magatzems, arsenals, hospitals i canons. Tots dos exèrcits van evacuar la majoria de civils de zones properes a la línia del front. Des del costat austrohongarès, l'èxode va afectar especialment Gorizia, Ístria i les zones del Carso i del Collio, els habitants dels quals van ser desplaçats en grans camps de refugiats. Als territoris ocupats per l'exèrcit italià, molts rectors i autoritats austrohongareses van ser internats per precaució, mentre que les poblacions dels països propers a l'àrea d'operacions van ser traslladades a diversos llocs d'Itàlia, en particular ciutats i pobles remots del sud d'Itàlia.
L'altiplà del Carso era un mal lloc per fer una guerra de posicions; excavar trinxeres i passarel·les sense disposar de màquines de perforació mecànica resultava gairebé impossible, ja que sota una capa lleugera de terra hi havia pedra calcària dura, i el terreny en general no afavoria moviments ràpids de tropes. Les explosions dels obusos d'artilleria llençaven fragments de roca a llarg i ample del terreny que van augmentar l'efecte mortal de la metralla.

### El front alpí
El maig de 1915 la frontera entre Itàlia i l'Imperi Austrohongarès passava per la línia establerta l'any 1866, al final de la tercera guerra d'independència italiana i l'annexió del Vèneto; era una frontera majoritàriament muntanyosa, que a la seva part occidental corresponia gairebé arreu amb el límit administratiu actual de la regió de Trentino-Alto Adige. El punt més baix, només 65 m.s.n.m., es trobava en correspondència amb el llac de Garda (prop de Riva), però a l'oest d'aquesta línia arribava als 4000 metres d'altitud (al Massís Ortles-Cevedale). A llevant, les altituds eren més baixes; la Marmolada arriba a una altitud notable de 3342 metres, però (més enllà de la zona de l'altiplà i la llarga carena del Lagorai) la particular morfologia de les Dolomites, sense llargues carenes contínues, imposava un curs molt irregular a la frontera amb forts i freqüents desnivells.
Continuant cap a l'est, la frontera transcorregué per la cadena dels Alps Càrnics, per després trobar-se amb les Dolomites al Coll del Monte Croce di Comelico i de seguida pujar a grans muntanyes: Croda Rossa di Sesto, Cima Undici, Monte Popera, Croda dei Toni fins a va arribar a les Tre Cime di Lavaredo, on es va baixar la frontera, va travessar la vall Rimbon i amb un llaçat retorçat va deixar gran part del Monte Piana en territori italià. Baixava a Carbonin, pujava al cim del Monte Cristallo i després baixava de nou a la vall d'Ansiei, deixant el coll de Tre Croci per a Àustria; per les crestes dels Sorapis arribava al fons de la vall d'Ampezzo, al sud de Cortina.

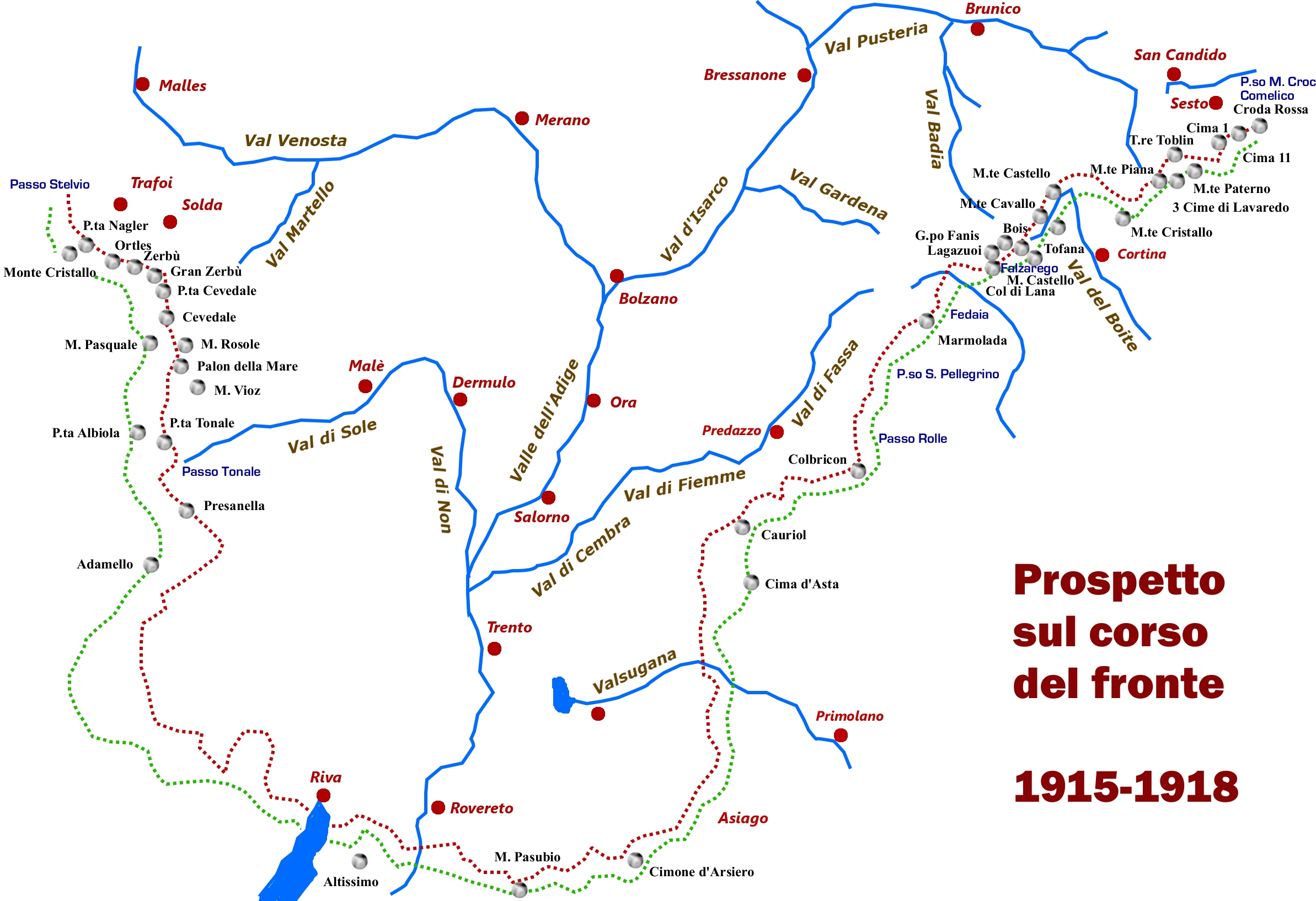
Mapa del front alpí (1915-1918)
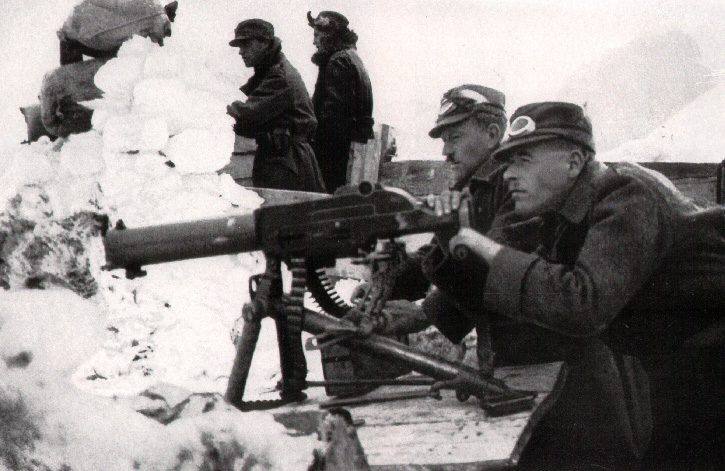
Les tropes austrohongareses es van trobar durant tot el període de la lluita en una posició elevada i avantatge sobre l'enemic. En aquesta fotografia es pot veure metralladors amb una Schwarzlose al front alpí
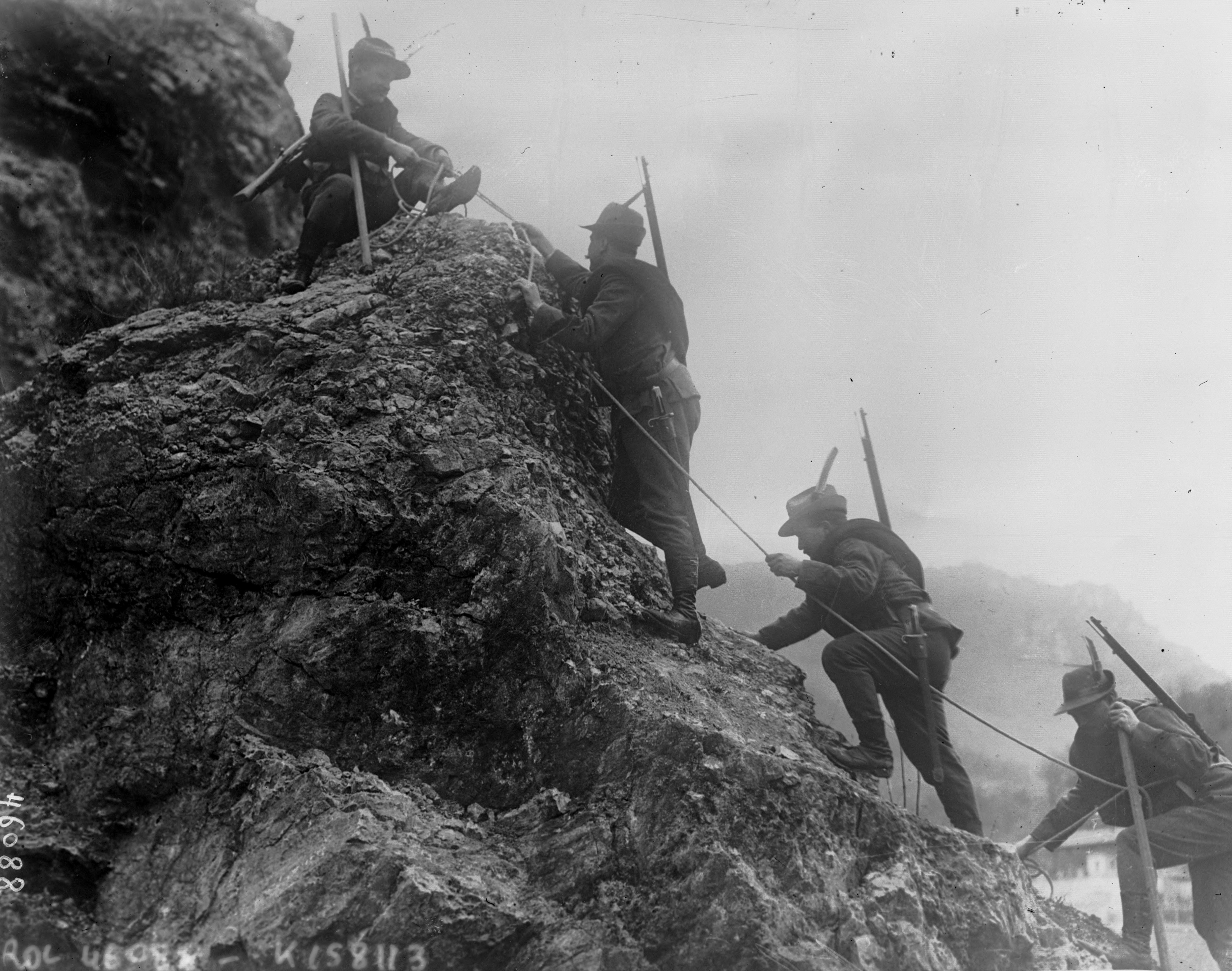
El front de muntanya va comprometre els soldats durant gairebé tota la durada del conflicte en una «guerra vertical», lliurada entre els cims de les muntanyes. En aquesta fotografia, uns alpini escalant amb corda

Travessant el Becco di Mezdì i la Croda da Lago, la frontera, seguint el coll de Giau, apuntava decididament cap al sud fins a arribar al peu de la Marmolada, i després continuava cap al coll de San Pellegrino i per la carena del Lagorai (ja fora de la zona de les dolomites) fins a la vall de l'Adige passant pel Mont Ortigara, l'altiplà del Sette Comuni i el Pasubio. La frontera tocava llavors l'extrem nord del llac de Garda des del qual reprenia el seu recorregut cap al nord al llarg de la frontera administrativa actual, tocant el mont Adamello, el coll del Tonale i continuant fins al massís d'Ortles-Cevedale a la frontera amb Suïssa.
El terreny rocós i vertical, les adversitats climàtiques i les altituds van determinar en gran manera la manera de dur a terme les accions i les estratègies de planificació en ambdós exèrcits. Des de l'inici del conflicte, els contendents es van impergnar en un repte per ocupar les posicions elevades, en una mena de «joc» que ràpidament els va portar als cims de les muntanyes. Les caminades difícils actuals amb bon temps i amb material lleuger es feien normalment de nit, amb càrregues molt pesades i sota totes les condicions meteorològiques. Milers de soldats es van haver d'acostumar a un entorn difícil, amb condicions molt dures com vents molt forts, tempestes, llamps, temperatures hivernals sota zero,despreniment de pedres i allaus. La neu en particular limitava el moviment, deixant guarnicions senceres completament aïllades i agreujant la fam que patien els soldats; a la recerca de menjar, abandonaven les barraques per arribar a la base més propera, travessant els pendents escarpats i mortals. A partir d'algunes estimacions s'estima que al front alpí, per a ambdós bàndols, aproximadament 2/3 dels morts van ser víctimes dels elements i només 1/3 de les accions militars directes; tanmateix, els primers sovint són ignorats i no es comptabilitzen entre els morts de guerra.

## L'inici de les hostilitats
A la matinada del 24 de maig de 1915, les primeres avantguardes del Regio Esercito van avançar cap a la frontera, creuant la frontera quasi per tot arreu i ocupant les primeres posicions al front. Al principi, la mobilització italiana es va desenvolupar lentament a causa de la dificultat de moure més de mig milió d'homes amb armes i serveis alhora. Els primers tirs de canó es van fer contra les posicions austrohongareses ubicades a Cervignano del Friuli (el primer tir de canó va partir de Forte Verena, a l'altiplà de l'Asiago, cap a les fortaleses austrohongareses situades a la Piana di Vezzena) que, hores més tard, esdevingué la primera ciutat conquerida; el 24 de maig va caure el primer soldat italià, Riccardo Giusto.

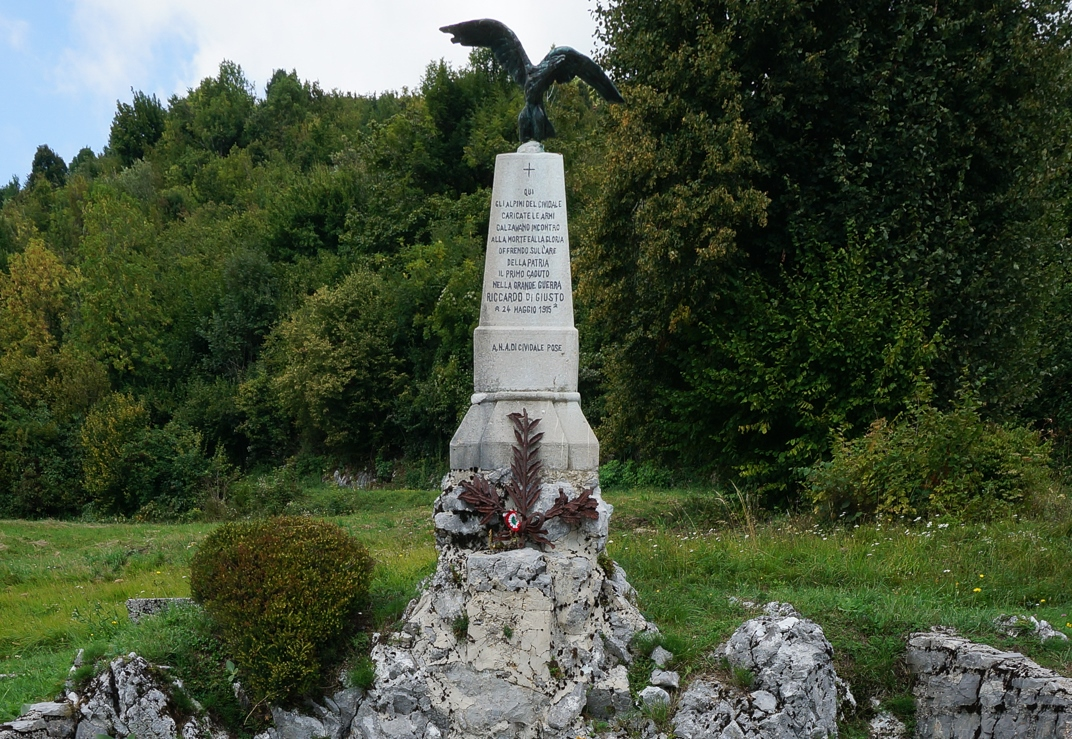
Monument a Riccardo Giusto, el primer italià mort de la Primera Guerra Mundial. Passo Solarie (960 m), Drenchia (Itàlia)
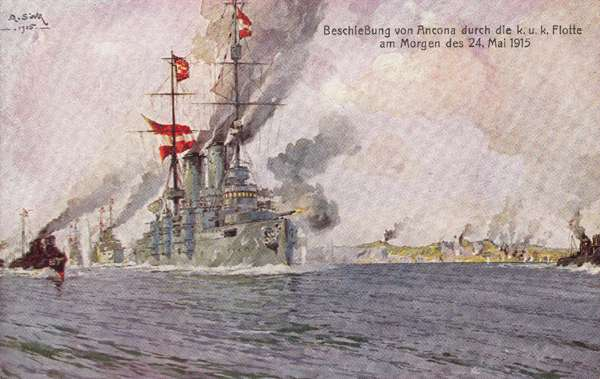
El bombardeig naval d'Ancona en una postal de propaganda austrohongaresa

A la matinada del mateix dia, la flota austrohongaresa (Kaiserliche und Königliche Kriegsmarine) va bombardejar els ports i les principals infraestructures de les ciutats d'Ancona, Barletta, Manfredonia, Senigallia, Potenza Picena i Rimini sense causar danys greus, excepte a Ancona; la flota italiana (Regia Marina) només es va oposar a Porto Bruno, forçant la força enemiga a retirar-se prematurament. La primera estrofa de la cançó La Leggenda del Piave està dedicada als primers soldats d'infanteria del Regio Esercito que van travessar la frontera.
En els primers dies de la guerra, Luigi Cadorna va planejar un atac a tota la línia del front, però, amb només dos dels disset cossos que formaven les seves forces amb total dotació i disposats a moure's, l'acció es va desenvolupar molt lentament, donant pas al austrohongaresos per a cobrir-se ràpidament. La situació dels italians també es va veure agreujada per la inexperiència dels departaments i per un servei d'espionatge insuficient que va provocar una sobreestimació considerable de les forces enemigues que tenien al davant. Al front de les Dolomites, el 4t Exèrcit italià va ocupar Cortina el 29 de maig, cinc dies després que els austrohongaresos l'haguessin abandonat, i després va romandre en les seves posicions fins al 3 de juny següent. L'exèrcit només disposava d'una bateria d'artilleria pesada i li mancava qualsevol altre mitjà per trencar les tanques de filferro instal·lades pels defensors. Més a l'oest, el 1r Exèrcit va ocupar algunes posicions al sud del Trentino abans de ser bloquejat per fortes defenses austrohongareses.
Al front inferior de l'Isonzo les avantguardes italianes avançaven lentament, permetent que els austrohongaresos volessin els ponts principals. Monfalcone va ser ocupada pel 3r Exèrcit el 9 de juny, però els defensors es van establir al proper mont Cosich que, tot i que només tenia 112 metres d'alçada, li va permetre dominar la plana de sota. El 2n Exèrcit va avançar fàcilment a la vall superior d'Isonzo, prenent Caporetto el 25 de maig i establint un cap de pont a la riba oriental. Tanmateix, per malentesos entre els comandaments i retards en el desplegament de les tropes, els italians van fracassar en la cursa per ocupar abans que els austrohongaresos les posicions estratègiques del mont Mrzli i el mont Nero que defensaven l'accés a Tolmin; una sèrie d'atacs contra el mont Mrzli entre el l'1 i el 4 de juny no van aportar res, però el 16 de juny un contingent de tropes d'alpini va aconseguir pujar de nit al Mont Nero, conquerint-ne el cim amb un atac de matinada. Més al sud, els italians van prendre Plave, a mig camí entre Tolmino i Gorizia, però els austrohongaresos van construir un cap de pont a l'oest de l'Isonzo, ancorat als dos cims del mont Sabotino al nord i del mont Calvario al sud, bloquejant l'accés a Gorizia. Els enfrontaments van disminuir després durant la segona setmana de juny.

### Els primers combats a l'Isonzo
No va ser fins a finals de juny que es va poder completar la mobilització italiana i tenir l'exèrcit preparat per moure's, amb prop d'un milió d'homes reunits entre Friül i Vèneto. El 23 de juny, Luigi Cadorna va desencadenar la primera de les seves «esquenes» contra el front enemic al llarg de l'Isonzo, que va continuar fins al 7 de juliol: 
- davant de Plava, els italians van atacar vuit vegades el cim dominant anomenat Cota 383 sense obtenir pràcticament cap resultat, mentre que un l'assalt del 1r de juliol contra el mont Mrzli va fracassar al llarg dels vessants amb un desnivell del 40% enfangat per sobtades tempestes d'estiu.
- al Carso, després de violents combats, la primera línia austrohongaresa va cedir sota els cops de l'artilleria italiana prop de la Cota 89 de Redipuglia i per sobre de Sagrado, permetent als atacants moure's sota els cims del mont San Michele i el mont Sei Busi que va acabar representant un sortint fermament sostingut pels austrohongaresos.

En general, l'atac italià no va aconseguir res. Tot i que les defenses austrohongareses encara eren relativament improvisades per la dificultat d'excavar trinxeres al sòl càrstic, els italians van mostrar una dificultat considerable per superar les barreres de filferro d'arç protegides per metralladores.
Després d'acumular una major quantitat d'artilleria, Cadorna va intentar una nova ofensiva el 18 de juliol. L'acció es va concentrar a San Michele, i els atacs van obligar els austrohongaresos a retirar les seves trinxeres uns centenars de metres fins a l'altiplà de Doberdò del Lago i en davant del poble de San Martino del Carso. Però als dos costats del sortint, els atacs italians contra el mont Cosich al sud i contra Podgora i Sabotino al nord davant de Gorizia només van provocar grans pèrdues i guanys territorials insignificants. A la part superior de l'Isonzo, el 2n Exèrcit va iniciar una sèrie d'assalts al sector Monte Nero-Mrzli per intentar distreure els austrohongaresos de San Michele, però el poc terreny guanyat es va perdre en gran part en els contraatacs dels defensors. Les bateries italianes aviat van començar a patir l'escassetat de municions i això va portar a Cadorna a suspendre els atacs per al 3 d'agost, convertint la segona batalla de l'Isonzo en el primer bany de sang a gran escala del front; els italians van informar que van patir 42.000 morts i ferits, pèrdues provocades per tàctiques obsoletes que van imposar atacs frontals amb les tropes agrupades en formacions denses (van ser nombroses les víctimes entre els oficials inferiors, que insistien en dirigir les tropes en primera línia amb l'espasa en mà) i també per la mala coordinació entre artilleria i infanteria. La batalla va ser l'única que va registrar pèrdues més elevades al bàndol austrohongarès (47.000 entre morts i ferits), a causa de les defenses esbossades (les línies del front estaven ben fortificades però la rereguarda mancava de refugis protegits, resultant molt vulnerables als foc d'artilleria) i l'obstinació de Borojević a mantenir la possessió de qualsevol franja de terreny.

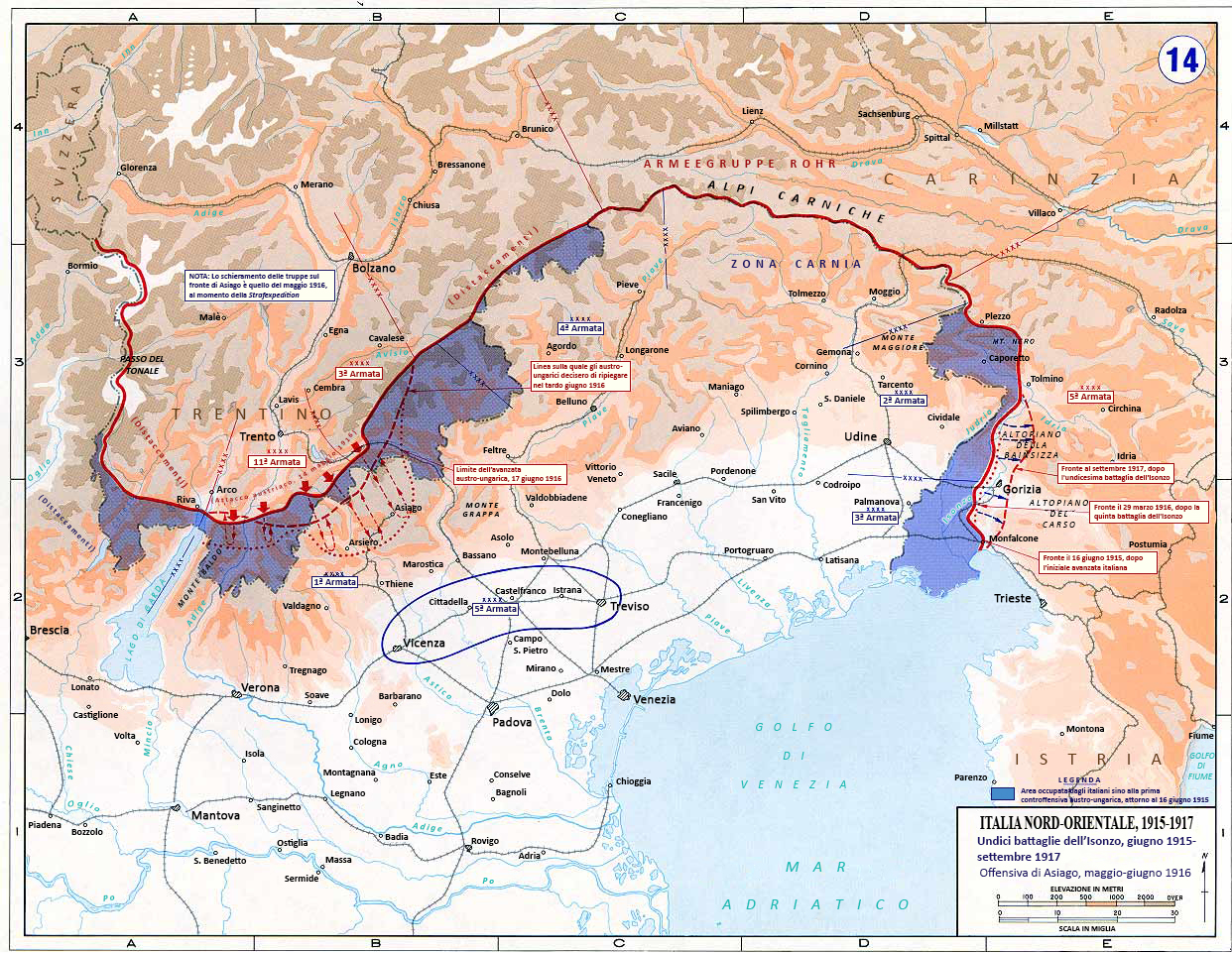
Operacions al front italià entre juny de 1915 i setembre de 1917
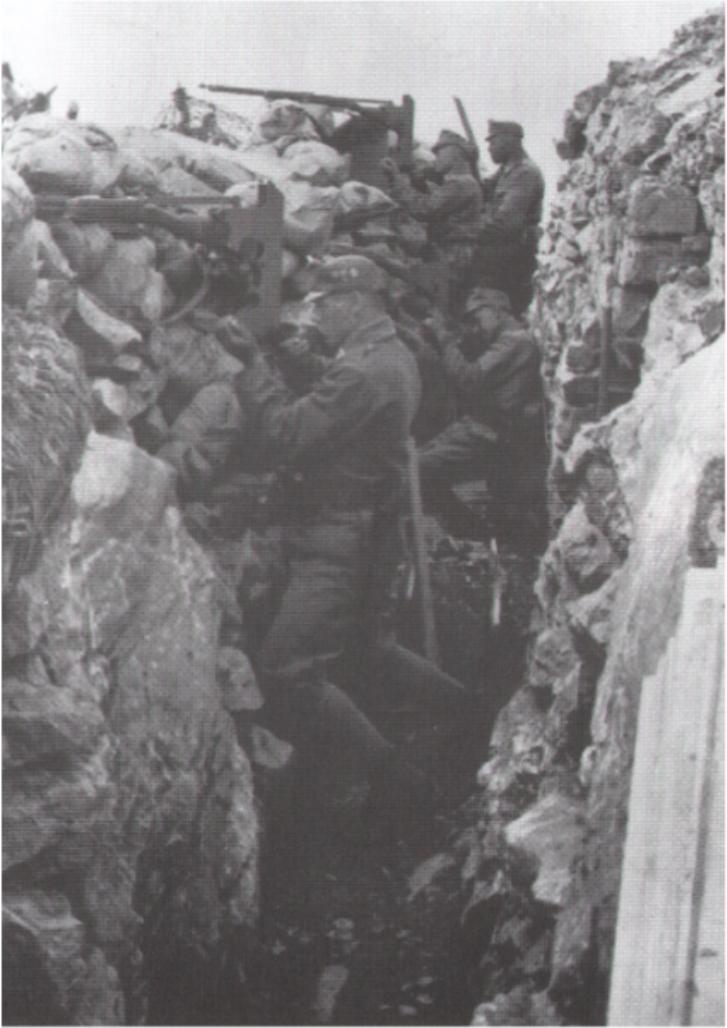
La infanteria austrohongaresa al front del Carso utilitzaven dispositius de tir improvisats: un rifle Steyr-Mannlicher M1895 muntat juntament amb un periscopi

Cadorna va passar dos mesos acumulant més artilleria i reconstruint les seves reserves de munició per a un nou assalt. Els Aliats van pressionar perquè l'ofensiva s'iniciés el més aviat possible, per tal d'alleujar la pressió sobre Sèrbia sota l'atac dels austroalemanys des del nord i dels búlgars des de l'est, que va provocar que estiguès a punt de col·lapsar. Cadorna va iniciar les seves operacions el 18 d'octubre. Malgrat el fort foc de suport de 1.300 canons que va durar tres dies sencers, els assalts d'infanteria llançats a partir del 21 d'octubre des de Mrzli fins a San Michele, passant per Sabotino i Podgora, van aportar només alguns guanys, en gran part perdut en els contraatacs dels austrohongaresos, que havien aprofitat bé el període de treva establint una línia defensiva basada en tres línies de trinxeres. El mal temps va fer estrall durant tota la batalla, fet que va fer que el comandament italià acabés l'acció el 4 de novembre després de nous i infructuosos assalts a San Michele.
Malgrat les 67.000 pèrdues informades pels italians, entre morts i ferits, Cadorna estava convençut que les unitats de Borojević estaven a punt d'ensorrar-se i, després d'una setmana de descans, el 10 de novembre va desencadenar la quarta batalla de l'Isonzo. Sota una pluja torrencial que es va convertir en neu a partir del 16 de novembre, els italians van atacar les mateixes posicions; van aconseguir ocupar només petites franges de terreny a un cost elevat. El 5 de desembre, totes les actuacions van cessar.
A finals de 1915 al llarg de l'Isonzo, l'exèrcit italià va registrar unes 235.000 baixes entre morts, ferits, malalts, presoners de guerra i desapareguts, mentre que els austrohongaresos (mentre que gairebé només es defensaven), van patir més de 150.000 pèrdues. Els austrohongaresos van començar a preocupar-se per l'aprimament de les tropes, però el sistema defensiu va aguantar bé l'impacte de la infanteria italiana, que va tornar a veure frustrats els seus esforços. No s'havia assolit cap dels objectius marcats pel comandament suprem i a hores d'ara l'avançada temporada recomanava la suspensió de les operacions en gran manera, també perquè, davant les baixes, ambdues parts no es podien permetre el luxe de continuar lluitant fins a l'últim home.

### Les operacions alpines
Paral·lelament a les ofensives realitzades durant els primers mesos de guerra pel 2n i 3r Exèrcit al front d'Isonzo, el tinent general Luigi Nava, al comandament del 4t Exèrcit italià, el 3 de juny va donar l'ordre d'avançament general al llarg de tot el Sector dolomític, donant l'inici d'una sèrie de petites ofensives en diversos punts del front, que van tenir lloc entre finals de maig i principis de juny. El 8 de juny, els italians van atacar a l'alt Cadore, al Col di Lana, en un intent de tallar una de les principals vies de subministrament austrohongareses cap a Trentino a través de la Val Pusteria. Aquest teatre d'operacions va ser secundari a l'empenta cap a l'est, però va tenir el mèrit de bloquejar posteriorment diversos contingents austrohongaresos; l'àrea d'operacions era, de fet, més propera que cap altra a vies de comunicació estratègiques per al subministrament del front del Tirol i el Trentino.
Entre el 15 i el 16 de juny es va iniciar la primera ofensiva cap al Lagazuoi i els voltants, en un atac destinat a capturar el Sasso di Stria, al damunt del qual s'havia instal·lat un observatori d'artilleria austrohongaresa. Una mica més al nord, entre juny i juliol, els italians van llançar els primers atacs al Tofane i cap a la Val Travenanzes, on després d'un primer avanç el 22 de juliol van retrocedir cap a posicions desfavorables per un contraatac austrohongarès. Després d'haver ocupat Cortina i Passo Tre Croci el 28 de maig, els italians es van trobar davant de tres obstacles que els impedien entrar a Dobbiaco i la Val Pusteria: Son Pauses, Monte Cristallo i Monte Piana. Al juny es va desenvolupar un atac simultani a les tres pedres angulars que no va aconseguir resultats significatius. En canvi, ambdues parts es van veure obligades a atrinxerar-se en posicions que, a la pràctica, no canviarien mai fins al 1917.
Més a l'est, altres sectors van presenciar els primers enfrontaments entre italians i austrohongaresos. El 25 de maig, el refugi de Tre Cime a la base de les Tre Cime di Lavaredo va ser bombardejat pels italians, encara que el primer atac italià real només es va produir a l'agost. El 8 de juny, la 96a Companyia del Batalló Alpini «Pieve di Cadore» i la 268a Companyia «Val Piave» van ocupar el Passo Fiscalino, i entre juliol i agost van ocupar el cim del Monte Popera, la carena Zsigmondy i Cima Undici quan no estaven guarnits. En canvi, més a l'est durant tot l'estiu, els intents italians d'ocupar el coll de Monte Croce di Comelico es van succeir, però aviat es van convertir en una guerra de posicions que va durar fins al 1917.

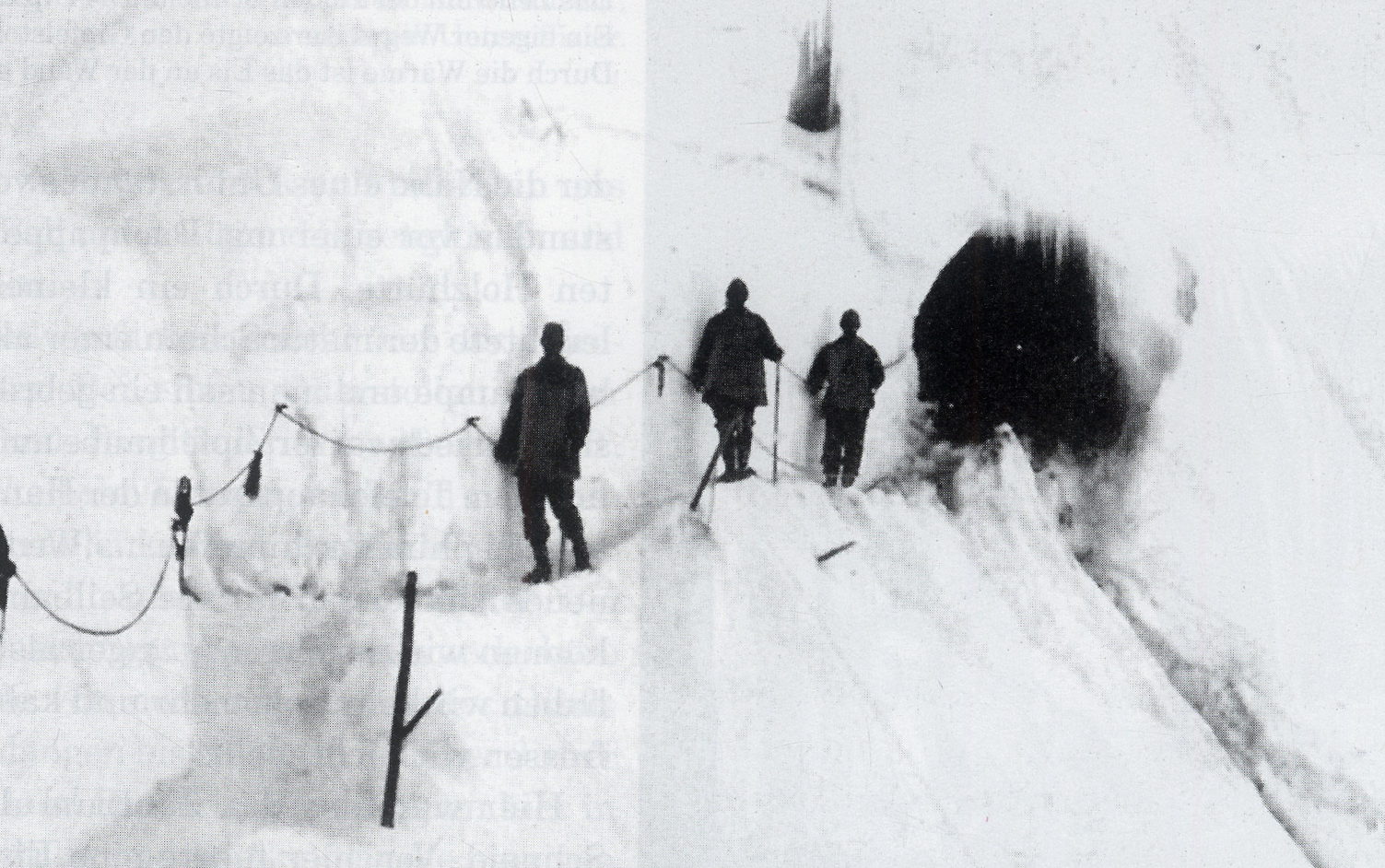
Entrada d'un túnel austrohongarès excavat sota la neu del Monte Cristallo - Hohe Schneide, al sud del coll de Stelvio, 1917
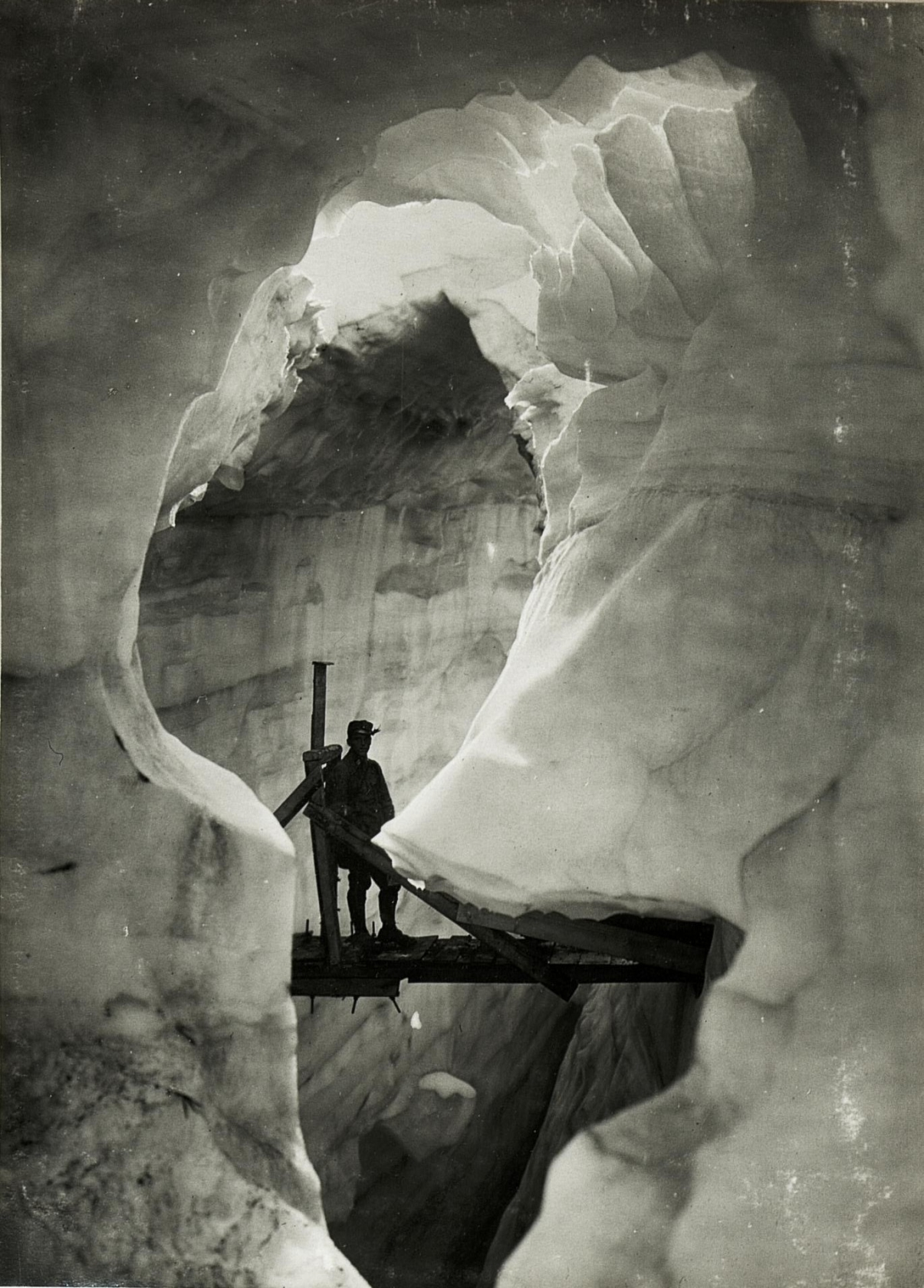
Soldat en la «ciutat dins del gel»
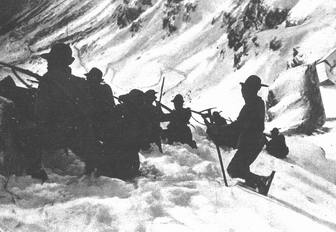
Alpini en posició de tir sobre el mont Adamello

A l'oest del sector alpí, des de finals de maig de 1915 fins a principis de novembre de 1917, la possessió del massís de la Marmolada va ser un element estratègic especialment important, perquè controlava la carretera de la Val di Fassa i la Val Badia. i, per tant, al Tirol, convertint-se immediatament en un dels punts més calents del front alpí occidental.
Un altre sector considerat essencial pels italians va ser el Passo del Tonale, sobre el qual ja abans de la guerra es van construir alguns sectors fortificats, en previsió d'una guerra típicament defensiva. De fet, les disposicions del Comandament Suprem establien que al front de Trentino només es realitzaven petites accions ofensives, quan fos necessari, per tal d'ocupar posicions més fàcilment defensables, que permetessin a les tropes italianes instal·lar-se en llocs més fàcilment accessibles i disponibles.
En esclatar les hostilitats, els comandaments militars italians es van adonar que la presència dels austrohongaresos a les crestes dels Monticelli i Castellaccio-Lagoscuro representava una greu amenaça per a la primera línia del Tonale, per la qual cosa es va decidir impulsar una acció per allunyar-los. La primera operació de guerra a les glaceres va ser encarregada al Batalló Alpini «Morbegno» i va tenir lloc el 9 de juny de 1915 per acabar amb una terrible derrota. Les tropes alpini, en un intent d'ocupar la Conca Presena i agafar per sorpresa els austrohongaresos, van dur a terme una autèntica empresa alpinista remuntant la Val Narcanello, la glacera de Pisgana i travessant la part alta de la Conca Mandrone; quan van arribar al coll de Maroccaro i començaven el descens cap a la Conca Presena, foren albirats pels observadors austrohongaresos i sotmesos, sobre la blancura de la glacera, al precís tir de la infanteria imperial que, tot i ser en nombre molt menor, van poder contrarestar l'atac d'una manera molt hàbil i els va obligar a retrocedir, deixant 52 morts al camp.
Un mes més tard, el 5 de juliol, els austrohongaresos van atacar al seu torn la guarnició italiana a la vora del llac de Campo, a l'alta Val Daone. L'emboscada, perfectament preparada, va posar de manifest la manca de preparació tàctica italiana. Estimulats per l'èxit obtingut, el 15 de juliol els austrohongaresos van intentar un atac sobtat al Refugi Garibaldi a través de la Vedretta del Mandrone; el pla va fracassar per la capacitat dels defensors, però va tornar a destacar la vulnerabilitat del sistema de defensa italià, que per tant es va reforçar. Pel que fa a l'ala dreta del front del Tonale, les accions italianes més significatives de 1915 van tenir lloc a l'agost amb diferents direccions, però només van portar a la conquesta del Torrione d'Albiolo.
Totes aquestes ofensives no van suposar cap avenç, tant que, com a l'Isonzo, fins i tot la guerra alpina es va convertir en una guerra de trinxeres semblant a la que s'estava fent al front occidental, amb trinxeres, estaques i passarel·les excavades a les roques i a les glaceres dels Alps, fins a 3000 metres o més d'altitud.

### La cooperación amb laRegia Marina

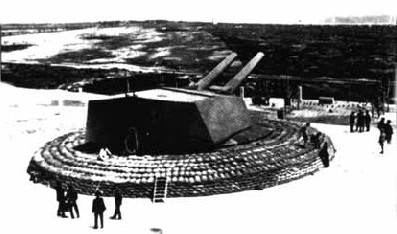
L'enorme torreta de canons de 381 mm de la bateria d'Amalfi

La neutralitat italiana inicial no va influir tant en l'armada italiana (Regia Marina), sinó sobretot en els plans defensius de l'armada austrohongaresa (k.u.k Kriegsmarine). Amb la flota alemanya (Kaiserliche Marine) ocupada a la mar del Nord, la k.u.k. Kriegsmarine es va trobar de sobte sola contra les forces navals de l'Entente, en comparació amb les quals, fins i tot tenint en compte només les forces franceses (Marine Nationale), era decididament inferior. Tot i axí, Àustria-Hongria va decidir tancar-se als seus ports, intentant mantenir la flota de batalla intacta tant com fos possible i mantenir-la a punt per a un possible enfrontament amb Itàlia. El front marítim es va contreure així dins la franja costanera oriental de la mar Adriàtica fins a la desembocadura del canal d'Òtranto.
La primera mesura operativa dels italians a l'esclat del conflicte va ser la redistribució de la flota al port de Tàrent, on va assumir el nom d'«Armata Navale» (Armada Naval), que el 26 d'agost de 1914 va ser posat sota el comandament del Duc dels Abruços, a qui van seguir els primers estudis per a possibles operacions contra Àustria-Hongria. Una altra decisió va ser que, en cas de conflicte, ocupar una part de la costa de Dalmàcia per assegurar el suport del flanc dret del 3r Exèrcit, crear un bloqueig naval a la desembocadura del canal d'Òtranto per evitar que els vaixells austrohongaresos abandonèssin l'Adriàtica, soscavar les principals línies de comunicació enemigues, i intentar assegurar-se el domini a l'Alt Adriàtic. Amb això present, el 24 de maig es van usar torpediners i submarins per mantenir net el golf de Trieste i protegir l'avanç del 3r Exèrcit, que ràpidament havia conquerit Aquileia i Belvedere i havia entrat a la ciutat evacuada de Grado. La defensa de la zona va ser encarregada a l'armada anglesa (Royal Navy) que va enviar el monitor Robusto, armat amb tres canons de 120 mm.
La necessitat d'una estreta coordinació entre l'exèrcit i la marina es va fer evident de seguida i el subcap d'estat major, el contraalmirall Lorenzo Cusani, va ser enviat al comandament suprem de l'exèrcit per mantenir el contacte entre les dues forces armades. Es va demanar a la Royal Navy que recolzés l'ala dreta del 3r Exèrcit i per això el 29 de maig un esquadró de set destructors de la classe Soldato va bombardejar la planta química Adria-Werke de Monfalcone, on es produïen gasos asfixiants. El 5 de juny, mentre l'exèrcit es preparava per creuar l'Isonzo, l'armada va assegurar la cobertura de l'avanç amb cinc destructors i alguns torpediners situats prop de la desembocadura del riu, mentre tres destructors i alguns submarins patrullaven el golf.
Una altra petició de suport en suport a les operacions terrestres es va produir durant la conquesta de Monfalcone prevista per al 9 de juny, en la qual van participar tres monitors amb canons de 152 mm. Un cop conquerida la ciutat, la defensa del port es va encarregar a l'armada, que va enviar les primeres bateries flotants, que des del dia 16 s'havien dedicat a batre la zona del Carso. En els mesos següents l'artilleria naval va ser reiteradament cridada a fer operacions coordinades amb l'exèrcit: la bateria d'Amalfi i les del baix Isonzo, tant en monitors com fixes, van dur a terme diferents accions de tir contra l'ala esquerra de l'exèrcit austrohongarès (posicions al Carso, Monte San Michele, Duino, Medeazza i Flondar). L'armada va col·laborar constantment durant les operacions terrestres que es van succeir fins al 2 de desembre de 1915, data en què va acabar la quarta batalla de l'Isonzo.

## 1916
La durada de la guerra semblava allargar-se ara més enllà de totes les expectatives, i a principis de 1916 l'exèrcit italià va iniciar un treball de reorganització i enfortiment sobre la base d'un programa acordat entre el govern i el cap d'estat major, presentat al maig per Cadorna. Al novembre es van preparar 12 noves brigades d'infanteria i es va formar una nova quarta companyia per als batallons que només en tenien tres. Aleshores es va emmarcar una unitat d'excavació de 88 homes extrets de les companyies a cada batalló. Les mateixes mesures es van adoptar per als Bersaglieri, mentre que per a les tropes alpines es va completar el procés de formació dels 26 batallons de la Milícia Mòbil, portant el cos total a 78 batallons amb 213 companyies. Entre abril i maig es van formar 4 brigades d'infanteria més, aprofitant el que quedava de la lleva de 1896, dels exonerats sotmesos a una nova visita de 1892 a 1894, per la fusió d'alguns batallons de Líbia (entre març i juny). A finals d'any, les divisions havien augmentat de 35 a 48, amb una força combinada d'aproximadament un milió i mig d'homes.]
En l'àmbit de l'equipament va començar a arribar a les tropes roba específica per al clima de muntanya, així com equipaments de nova adopció com cascs i granades de mà. Es va multiplicar la producció de canons i metralladores, i es va introduir un nou tipus de canó, una bombarda capaç de disparar granades equipades amb aletes de 400 mm amb foc indirecte que va resultar molt útil per enderrocar les barreres de filferro tot romanent a l'abric de les trinxeres. També es van revisar les tàctiques, que obligaven als oficials a eliminar els elements més destacats dels seus uniformes (espases o faixa), mantenir-se darrere de la línia d'homes en els assalts, i intentar apropar-se el menys possible (fins a 50 metres) a les línies enemigues de les trinxeres per tal de reduir el temps al descobert davant dels atacants.
El 21 de febrer de 1916 els alemanys van atacar en massa la plaça fortificada de Verdun a França, iniciant la batalla més sagnant de tot el conflicte que va acabar cridant l'atenció dels dos contendents. Sota pressió, els aliats occidentals van demanar a Rússia i Itàlia que fessin ofensives als seus fronts el més aviat possible per tal d'alleujar el control de Verdun. Els russos van respondre llançant l'ofensiva del llac Narač el 18 de març, mentre Cadorna va desencadenar la cinquena batalla de l'Isonzo l'11 de març. Els italians van conquerir algunes posicions al Sabotino, però el poc terreny obtingut davant de San Michele es va perdre sota el contraatac dels austrohongaresos i, de fet, l'atac contra Tolmino i el Mrzli va ser estèril. Obstaculitzada per la neu i la boira, l'ofensiva es va aturar el 15 de març següent.

### LaStrafexpedition
Després de la rendició de Sèrbia el novembre de 1915, el cap d'estat major austrohongarès Franz Conrad von Hötzendorf va començar a planificar una ofensiva decisiva al front italià. El pla preveia un atac partint del sortint del Trentino en direcció est, cap a la desembocadura de les muntanyes a la plana de Vicenza. L'enorme dificultat d'acumular i maniobrar mitjans adequats en una regió tan accidentada i muntanyosa va ser contrapesada per l'inici de les accions: la sortida de les divisions austrohongareses cap a la plana veneciana i l'encerclament de l'exèrcit italià desplegat al Friül, pràcticament enrere.
Per dur a terme aquesta maniobra, Conrad va estimar que havia de desplegar almenys 160.000 homes (16 divisions completes), quan la força de les forces al llarg de l'Isonzo no arribava a més de 147.000 homes. Després es va dirigir al seu homòleg alemany. Erich von Falkenhayn, per demanar-li tropes per al front oriental per tal de desbloquejar les divisions austrohongareses per ser traslladades al Trentino. Falkenhayn, totalment absorbit en els preparatius per a l'atac a Verdun, va rebutjar la sol·licitud i va arribar a desaconsellar obertament la implementació d'un pla tan ambiciós, per a la realització del qual les forces austrohongareses semblaven massa limitades. La negativa va provocar acalorats desacords entre els dos comandants i Conrad va perseverar en els preparatius; cinc divisions van ser retirades del front oriental malgrat les protestes alemanyes, mentre que l'exèrcit de Borojević a l'Isonzo va ser privat de quatre de les seves millors divisions i bona part de la seva artilleria pesada. Conrad va aconseguir així acumular 15 divisions a Trentino amb unes mil peces d'artilleria.

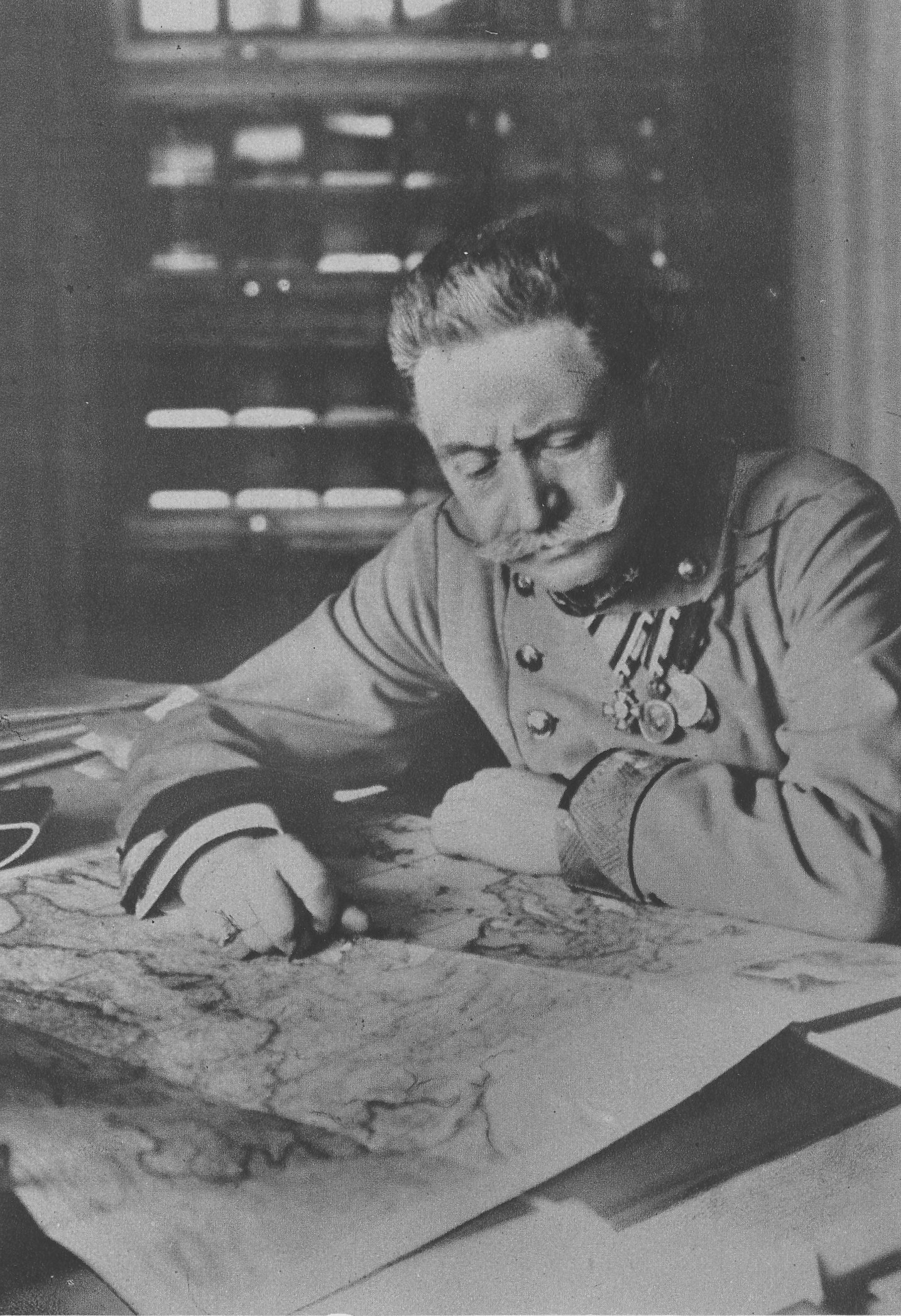
Franz Conrad von Hötzendorf, cap d'estat major austrohongarès i creador de la Strafexpedition
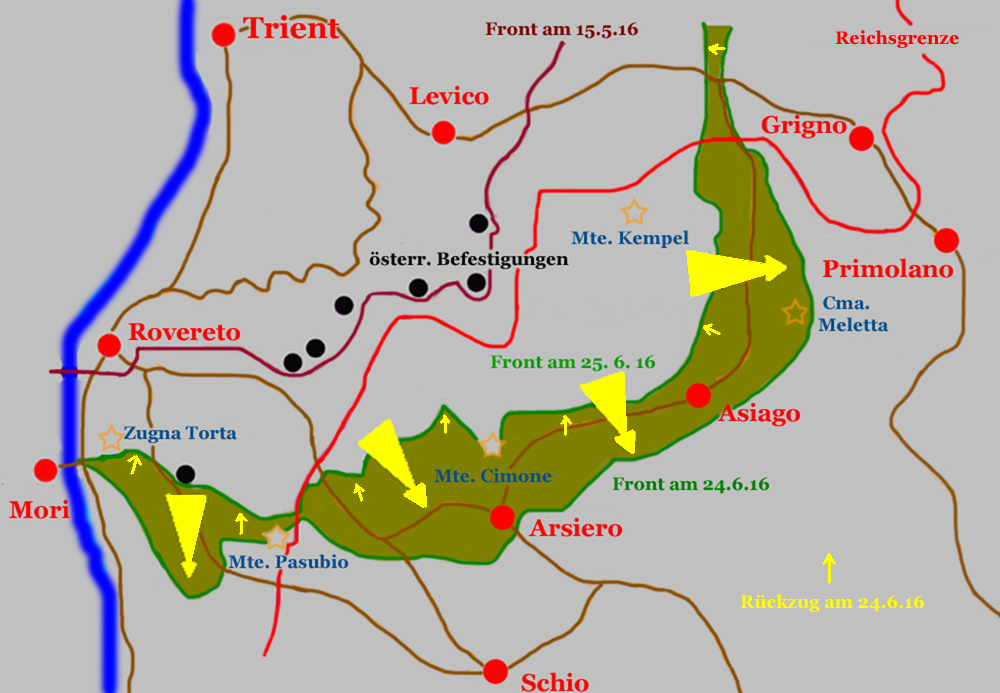
Mapa de la Strafexpedition

El pla austrohongarès preveia l'inici de l'ofensiva per al 10 d'abril, però les fortes nevades del març van obligar Conrad a ajornar la data de l'atac. Però els preparatius austrohongaresos no van escapar de l'atenció dels italians, gràcies a les desercions endèmiques de soldats i oficials que van afligir les unitats multiètniques austrohongareses. La zona afectada per la imminent batalla estava sota la responsabilitat del 1r Exèrcit del general Roberto Brusati, una formació feble dispersa per tot el sortint del Trentino des de la frontera amb Suïssa fins a les Dolomites. Brusati va demanar insistentment reforços, però va rebre de l'alt comandament només cinc divisions addicionals que es van acabar desplegant a primera línia en posicions massa avançades. Cadorna es va mostrar escèptic davant les notícies que arribaven sobre els preparatius enemics a Trentino, tranquil·litzat pel fet que Rússia estava preparant una nova ofensiva massiva al front oriental per a l'abril. Però a causa de les males comunicacions entre els aliats, el comandament italià va ser informat només el dia abans de l'atac de Conrad que l'ofensiva russa s'havia ajornat fins a mitjans de juny. A més, Cadorna sempre va mostrar impaciència pel que no s'ajustava al seu pensament tàctic i estratègic; mentre va romandre en el càrrec, el comandant suprem va apartar dels seus càrrecs 217 generals, 255 coronels i 355 comandants de batalló, una «selecció» que va fer que no afavoria que els oficials ambiciosos expressessin idees innovadores i de contratendència sobre la conducta de la guerra.
El 15 de maig, tan aviat com el temps va permetre, es va posar en marxa l'anomenada Strafexpedition (expedició punitiva): l'11è Exèrcit Austrohongarès va atacar entre la vall d'Adige i la Valsugana al Trentino, recolzat pel 3r Exèrcit destinat a l'explotació de l'èxit. Si l'ofensiva no va ser una sorpresa per a Cadorna, va ser una sorpresa per a l'opinió pública; de sobte Itàlia va descobrir, després d'un any d'ofensives en solitari, que estava en greu perill. L'avanç austrohongarès va desbordar el front italià durant una longitud de 20 quilòmetres, avançant profundament a la zona de l'altiplà de les Sette Comuni. El 27 de maig els austrohongaresos van prendre Arsiero, seguit d'Asiago el 28. Cadorna va arribar a oferir al govern de Salandra la possibilitat de retirar ràpidament l'exèrcit de l'Isonzo amb i abandonar el Vèneto, per tal d'evitar-ne l'encerclament, però l'ofensiva austrohongaresa es va alentir progressivament; els homes estaven esgotats i mancaven les provisions, però sobretot Conrad va persistir amb la tàctica tradicional d'avançar en paral·lel tant al fons de la vall com als cims a gran alçada, una maniobra que finalment només va frenar el desenvolupament de l'atac.

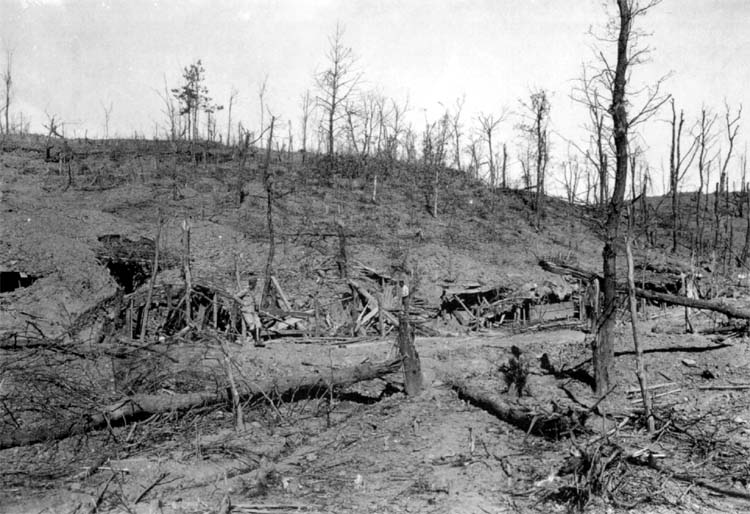
Camp de batalla devastat després de la batalla d'Asiago
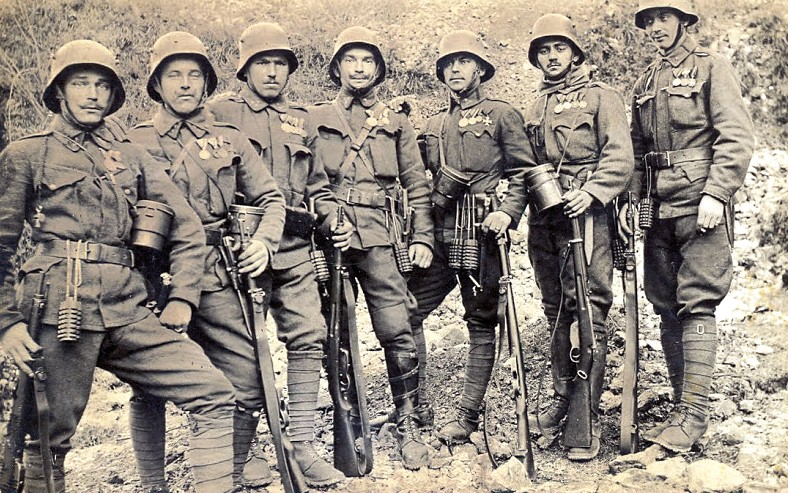
Un grup de soldats austrohongaresos. Es poden veure les granades de mà M16, reconeixibles per la carcassa de segmentació accentuada i el peculiar filferro metàl·lic plegat, apte per portar-les penjades del cinturó

Cadorna va reaccionar ràpidament a l'atac austrohongarès, recordant les divisions de reserva del front de l'Isonzo i establint un 5è Exèrcit que va poder frenar i, per tant, aturar eficaçment, l'ofensiva als altiplans. Després d'una crida personal del rei Víctor Manuel III al tsar Nicolau II, els russos van anticipar la seva ofensiva fins al 4 de juny; l'ofensiva Brussílov va aconseguir un èxit a gran escala contra el dèbil front austrohongarès a l'est, fet que va fer que es retirés 75 quilòmetres, donant lloc a captura d'uns 200.000 presoners i 700 canons en una setmana. Després d'un últim intent d'atac cap a Monte Lemerle i Val Magnaboschi, el 16 de juny Conrad va suspendre l'operació; a partir del 25 de juny les forces austrohongareses van iniciar una retirada ordenada cap a noves posicions defensives, abandonant els semidestruïts Arsiero i Asiago però establint-se fermament al part nord de l'altiplà, on van repel·lir una sèrie de contraatacs italians precipitats. L'acció va finalitzar el 27 de juny.
Així va acabar la primera gran batalla defensiva d'Itàlia, definitivament «madurada» per a la «guerra de materials» que hauria vist l'enfrontament de grans quantitats d'homes, mitjans i recursos fins a la fi del conflicte; el fet d'haver perdut terreny, que és intrínsec a les batalles de materials, poc va fer per apreciar l'autèntica victòria defensiva italiana. Més enllà del resultat militar, l'ofensiva va representar un èxit polític notable per a Cadorna; el 30 de maig, Salandra va demanar el suport del rei per anul·lar-li el comandant suprem, però el primer ministre va avançar lentament i quan el 6 de juny va portar la pregunta al Parlament el moment de crisi havia passat i Cadorna semblava un heroi per haver bloquejat l'atac. L'executiu de Salandra va caure el 18 de juny i va ser substituït per un govern d'«unió nacional» presidit per Paolo Boselli.

### La captura de Gorizia
Amb l'avanç de Conrad aturat i amb els austrohongaresos plenament compromesos al front oriental, Cadorna va reprendre els seus plans per a una ofensiva estival al sector de l'Isonzo. Frustrat per les experiències anteriors, el comandant en cap va planificar una acció més limitada, destinada a obtenir més posicions favorables des de les quals amenaçar posteriorment el San Michele i Gorizia; per primera vegada, intentaria contenir la mida del front a atacar, per tal de concentrar millor la seva superioritat en termes d'artilleria. Les forces italianes havien passat els mesos posteriors a la Strafexpedition millorant les seves posicions, excavant un complex sistema de túnels d'aproximació i trinxeres per acostar-se el més possible a les línies enemigues i acumulant artilleria i munició a la rereguarda. Fins i tot sense accions massives, el desgast al front havia estat continu i el 29 de juny els austrohongaresos havien intentat una petita ofensiva a San Michele utilitzant armes químiques per primera vegada; una barreja de gasos tòxics a base de clor i fosgen. va ser alliberat a les línies italianes causant 2.000 morts i 5.000 intoxicats, però com que es van emprar poques tropes per explotar l'èxit, al vespre gran part del territori conquerit s'havia perdut de nou.
El 6 d'agost, Cadorna es va sentir preparat per iniciar la sisena ofensiva sobre l'Isonzo i, per una vegada, els resultats van superar les seves expectatives. Amb una superioritat aclaparadora pel que fa als canons, de matinada l'artilleria italiana va dur a terme un breu i violent bombardeig preparatori, aleshores aquella mateixa tarda la infanteria va avançar ràpidament des de les seves trinxeres d'aproximació, a 50 o fins i tot a només 10 metres de les línies enemigues, portant grans discos blancs a l'esquena per permetre a la seva artilleria coordinar el foc amb els seus moviments. Les tropes del general Luigi Capello van conquerir el cim de Sabotino en només 38 minuts, el primer clar èxit italià des de la conquesta de Monte Nero el juny de 1915. Al massís de San Michele, el cim i el poble de San Martino del Carso es van ocupar al vespre, repel·lint un contraatac nocturn de les reserves de Borojević. Havent perdut el Sabotino, la línia austrohongaresa es va enfonsar; Podgora va caure en mans italianes el 7 d'agost i, després de fracassar una sèrie de contraatacs, els austrohongaresos van netejar la riba dreta de l'Isonzo. El 8 d'agost, els primers italians van entrar a Gorizia, en aquell moment habitada per no més de 1.500 civils.

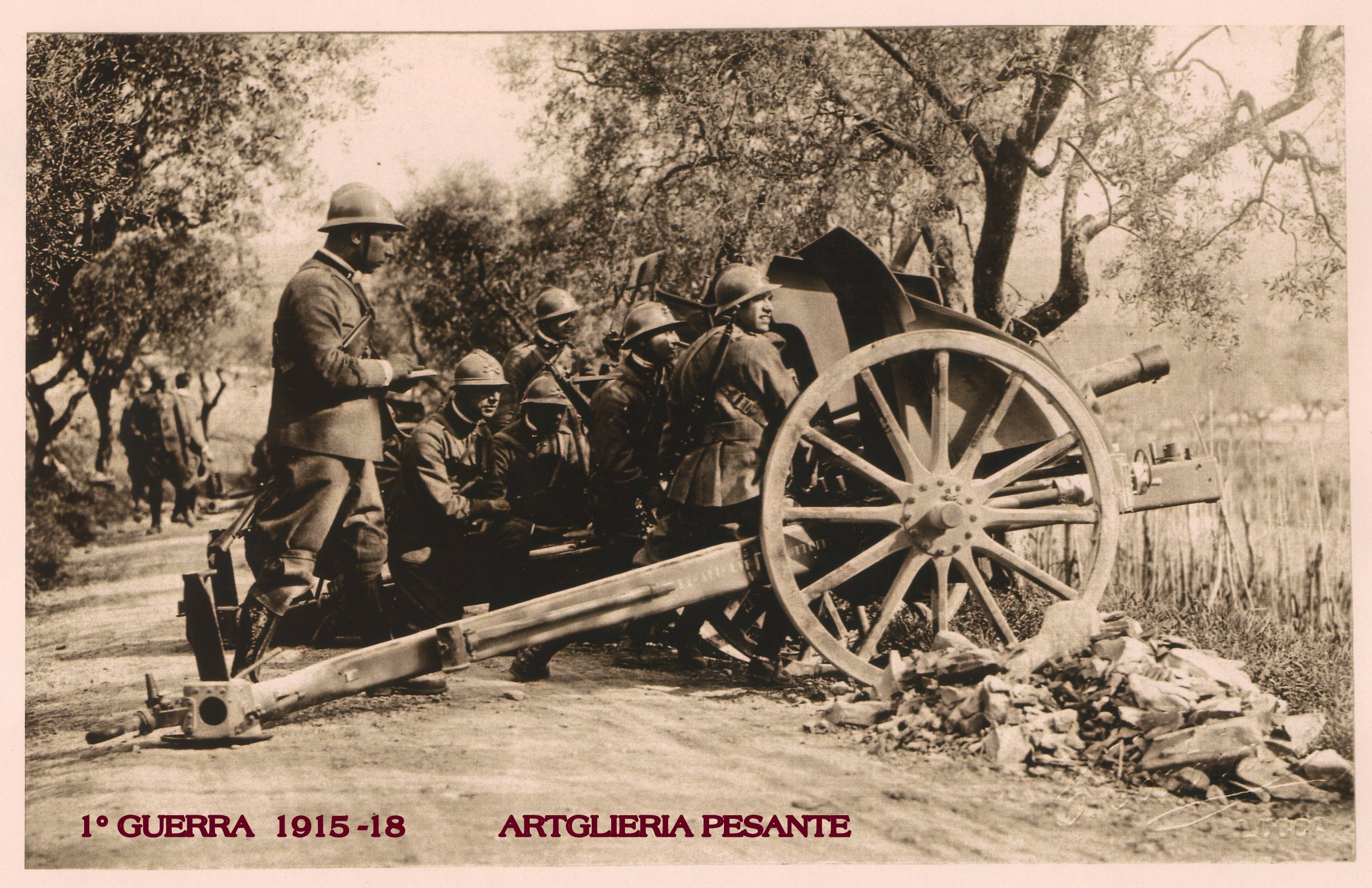
Artillers italians en acció amb un canó 75/27 Mod. 1911
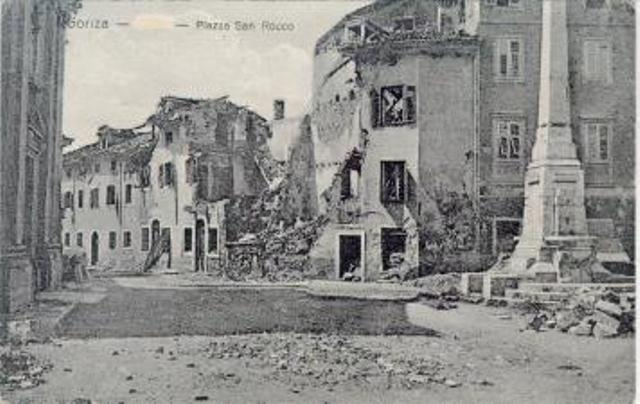
Plaça San Rocco a Gorizia, parcialment destruïda pels combats

Sense més control de San Michele, les forces austrohongareses van abandonar tot el Carso occidental, passant a una nova línia defensiva que anava des del Monte Santo di Gorizia al nord fins al Monte Ermada al sud, passant pels cims del mont San Gabriele i del Dosso Faiti. Cadorna va tardar a explotar l'èxit obtingut i, amb l'artilleria pesada que quedava enrere, les tropes italianes no van poder debilitar la renovada resistència. El 12 d'agost van obtenir un últim èxit en capturar el poble d'Opacchiasella, però el 17 l'ofensiva ja estava encallada. Segons els estàndards del Front d'Isonzo, la sisena batalla va ser un èxit notable, permetent als italians avançar amb un front de 24 quilòmetres d'ample per una profunditat de 4 a 6 quilòmetres, però no es va aconseguir cap avenç definitiu. Després d'haver passat més d'un any assetjant les posicions austrohongareses, l'únic que s'havia fet era traslladar el camp de batalla uns quants quilòmetres cap a l'est.

### Les successives batalles de l'Isonzo
Després de reorganitzar les unitats i de tornar a posar en línia la seva artilleria, Cadorna va planificar una nova ofensiva per a principis de setembre per tal d'aprofitar l'obertura del front romanès, una càrrega addicional per a Àustria-Hongria. Tanmateix, la pluja i la boira van dificultar el bombardeig preliminar durant diversos dies i no va ser fins a la tarda del 14 de setembre quan la infanteria va poder atacar. El 3r Exèrcit va desplegar una concentració de tropes sense precedents, amb 100.000 homes concentrats en un front de 8 quilòmetres, però les forces austrohongareses van adoptat una nova tàctica que va resultar eficaç: durant el bombardeig italià, les trinxeres de la primera línia només estaven ocupades per uns pocs observadors, amb el gruix dels soldats segurs en refugis subterranis a la rereguarda; una vegada que el foc cessava i es deixava el camp a la infanteria, els austrohongaresos tornaven ràpidament a la primera fila per enfrontar-s'hi. Les masses compactes d'infanteria italiana es van convertir en un blanc fàcil per a les metralladores i l'artilleria austrohongareses, que havien retingut el foc fins a l'últim minut per no revelar la seva ubicació. Un oficial austrohongarès va descriure l'atac italià com «un intent de suïcidi massiu». Abans que les fortes pluges posessin fi a l'acció del 18 de setembre, els italians només van conquerir uns quants trossos de terra a costa de grans pèrdues.
Encara que triomfant en accions defensives, les forces de Borojević estaven al límit. L'augment de la producció italiana d'armes no va fer sinó augmentar la inferioritat numèrica de l'artilleria austrohongaresa, la qualitat dels aliments empitjorava contínuament i es patien fortes pèrdues, només posant en línia soldats de mitjana edat mal entrenats, amb les unitats cada cop més vulnerables a les demandes nacionalistes dels diferents grups ètnics de l'Imperi. Enfortit per una superioritat numèrica de tres a un, Cadorna va iniciar la vuitena batalla de l'Isonzo el 10 d'octubre, després d'una setmana de bombardeig. Els italians van conquerir algunes terres a la vall del riu Vipacco, però l'acció es va esgotar pel 12 d'octubre i va causar greus pèrdues a ambdós bàndols.

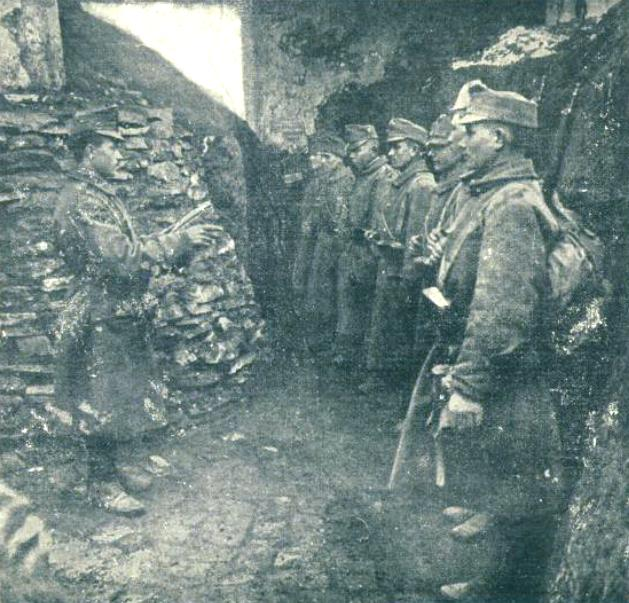
Soldats austrohongaresos a les trinxeres
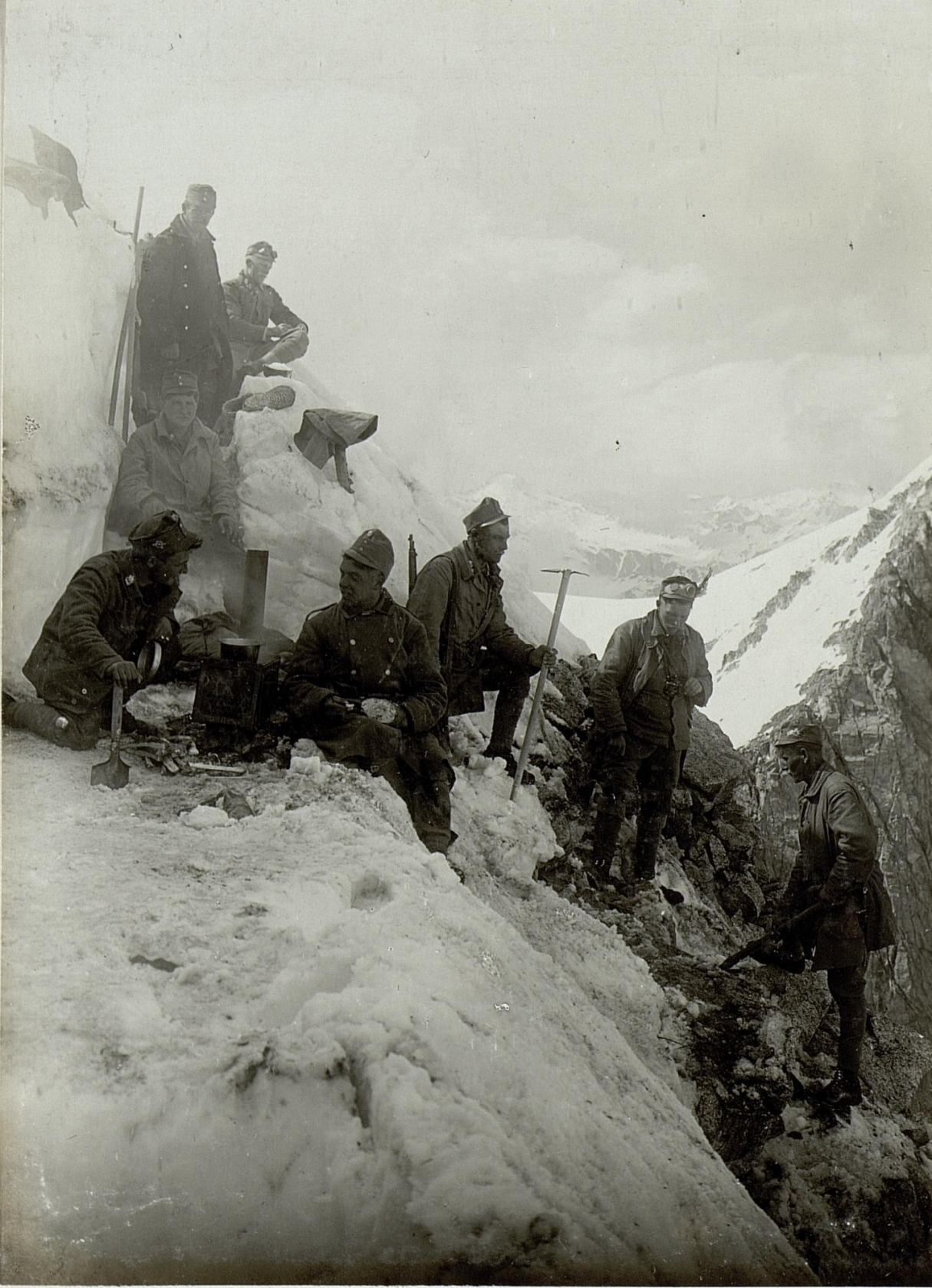
Posició austrohongaresa al Corno di Cavento el 1916

Després d'un breu descans, el 1r de novembre Cadorna va reprendre els seus atacs amb la novena batalla de l'Isonzo, per la línia Colle Grande-Pecinca-Bosco Malo amb l'objectiu Dosso Faiti i la Sella delle Trenche. El foc de 1.350 canons va desfer la primera línea austrohongaresa i els italians van aconseguir establir un sortint de 5 quilòmetres d'ample i 3 quilòmetres de profunditat, arribant al cim del Dosso Faiti, però al sud els atacs al mont Ermada no van portar a res. Un contraatac desesperat de les últimes reserves de Borojević va portar Cadorna a suspendre l'acció el 4 de novembre, just quan l'avenç semblava imminent. Les pèrdues patides van ascendir a 33.924 soldats entre els morts, ferits i desapareguts entre els italians i 22.529 entre els austrohongareses.
Mentrestant, mentre que al front es comptaven les pèrdues d'homes i materials i es preparava per afrontar l'hivern, el 21 de novembre moria a Viena el vell emperador Francesc Josep I d'Àustria, qui va ser succeït pel seu nebot Carles I. Ell, preocupat sobre el patiment i la inestabilitat interna que va provocar el conflicte, va fer propostes de pau a França i al Regne Unit, que van caure en oïdes sordes però els van donar el pretext per imposar-los les responsabilitats de la guerra prolongada. Durant tot l'hivern de 1916-1917, al front de l'Isonzo (entre el Carso i Monfalcone) la situació es va mantenir estacionària, mentre que als Alps (el sector del III Cos, incloent la zona entre el Stelvio i el llac de Garda) es va caracteritzar per petites ofensives dirigides a conquerir alguns cims estratègicament importants, inclòs el del Corno di Cavento, atacat a principis d'hivern. La Strefexpedition va provocar la paralització de les operacions per a la conquesta de la muntanya, reiniciades només el maig de 1917 amb la «Batalla del Gel», que va permetre a la 242a Companyia del Batalló Alpí «Val Baltea» conquerís el cim.

### La guerra de les mines
A l'alta muntanya, els soldats d'ambdós bàndols es dedicaven sovint a petits enfrontaments entre patrulles, en un intent de conquerir trinxeres al llarg de les carenes i cims de les muntanyes. L'escassetat d'homes, els camps de batalla limitats i les dures condicions climàtiques (que només permetien atacs en determinats moments) van fer que la guerra al front alpí trobés diferents aplicacions i nous mètodes estratègics. En aquest cas, es va idear un ús especial de les mines: enginyers, miners i soldats van excavar túnels subterranis a la roca per arribar a les línies enemigues, per sota dels quals es va crear una gran fossa plena d'explosius. Quan es detonaven els explosius de la mina, l'emplaçament esclatava juntament amb el cim de la muntanya permetent, almenys en teoria, ocupar la posició amb facilitat.
Entre els fronts on es practicava aquest tipus de guerra, hi havia Col di Lana, Monte Cimone, Pasubio i Lagazuoi, tot i que també es van intentar intents en aquesta direcció en altres fronts com al Monte Piana o al Castelletto delle Tofane. L'any 1916, el Cimone va ser l'escenari d'aquest tipus d'estratègies; la muntanya, d'alt valor estratègic, havia caigut en mans austrohongareses després de la Strafexpedition. L'última setmana de juliol, l'artilleria italiana va realitzar durant 18 hores un bombardeig molt intens sobre el cim i els contraforts del Cimone, al final de les quals les millors unitats de tropes alpini i finanzieri van ser enviades a atacar; inicialment aturades per foc, després d'una sagnant batalla els italians van recuperar el cim.
Arran dels estèrils contraatacs per tornar a adquirir el Cimone, els comandaments austrohongaresos van decidir recórrer a la guerra de les mines per tal de fer volar les posicions italianes. Les tropes alpini, alertades, van realitzar al seu torn treballs d'excavació des de diversos punts i van aconseguir detonar la contramina a la nit del 17 al 18 de setembre, provocant l'enfonsament dels túnels austrohongaresos. No obstant això, la feina de les tropes austrohongareses es va reprendre encara més decididament i el 23 de setembre, dos mesos després de la pèrdua del cim, estava a punt una mina amb 4.500 de dinamita i 1.000 de pólvora negra. A les 05.45h es va fer esclatar la càrrega; l'explosió va ser devastadora, dues columnes de fum gegantines van sortir del cim, llançant a l'aire tones de runa i centenars d'homes; la posició italiana va desaparèixer.

## 1917

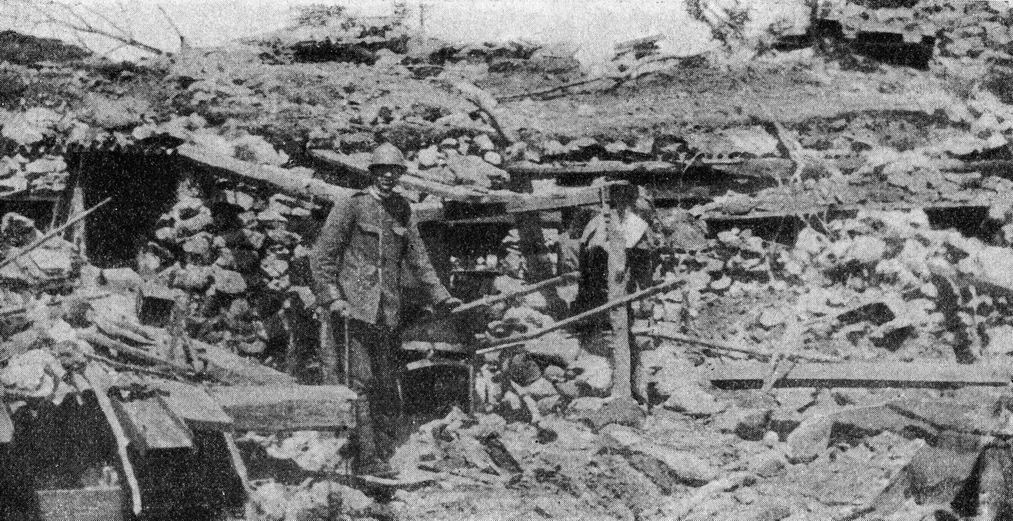
Soldat italià entre les ruïnes de la línia defensiva austrohongaresa, prop d'Opacchiasella (Carso)

L'inici de 1917, a diferència de l'any anterior, va ser crític per als Imperis Centrals; els seus recursos anaven minvant mentre els exèrcits de l'Entente creixien lentament però inexorable; Alemanya, en un intent de tallar el subministrament als Aliats i paralitzar la seva capacitat de guerra, va declarar una guerra submarina a ultrança, provocant la irritació dels Estats Units d'Amèrica que li van declarar la guerra el 6 d'abril. Hi va haver diversos canvis a nivell d'alt comandament: Erich von Falkenhayn, després de la immensa massacre de Verdun, va ser substituït al capdavant de l'exèrcit alemany pels generals Paul von Hindenburg i Erich Ludendorff; Conrad va ser destituït del càrrec de cap d'estat major austrohongarès a favor del general Arthur Arz von Straussenburg.
La situació va experimentar un fort canvi al novembre, quan la Revolució d'Octubre va comportar l'establiment d'un govern bolxevic a Sant Petersburg, a favor de la sortida de Rússia del conflicte. Amb el front oriental tancat, les Potències centrals van començar a redistribuir el gruix de les seves forces cap a l'oest, tot i que la majoria de les 140 divisions a l'est no es van traslladar fins a la signatura del tractat de Brest-Litovsk el 3 de març de 1918.

### De la desena a l'onzena batalla de l'Isonzo
Per a l'abril-maig de 1917, els Aliats occidentals havien planificat una sèrie d'ofensives per posar les Potències centrals en dificultats; els anglofrancesos estaven a punt de llançar una sèrie d'assalts simultanis al front occidental (l'anomenada «ofensiva de Nivelle»), mentre Cadorna preparava una altra batalla a l'Isonzo. Malgrat la pèrdua de prop de 400.000 soldats entre morts i ferits al llarg de l'any 1916, l'exèrcit italià s'anava fent cada cop més fort ; a la primavera de 1917 va poder desplegar 59 divisions amb una força de gairebé dos milions d'homes, gràcies a la crida de la 19a lleva de 1898, i un nombre de canons de calibre mitjà i gran es va duplicar respecte al 1916. Entre les innovacions tàctiques introduïdes el juliol de 1917 es troba l'establiment de les primeres unitats Arditi, soldats seleccionats i específicament entrenats i equipats per a l'assalt i conquesta de trinxeres enemigues.
L'ofensiva llargament planificada va començar el 12 de maig amb un bombardeig preliminar devastador d'uns 3.000 canons. A la tarda del 14 de maig, el 2n Exèrcit italià, passat al general Luigi Capello, va iniciar l'acció al curs mitjà de l'Isonzo, marxant des del cap de pont de Plava cap a la Quota 383. En condicions d'inferioritat de quinze a un, el solitari batalló austríac que defensava el cim va haver de cedir davant els atacs de cinc regiments italians, però no abans d'infligir pèrdues iguals al 50% de les forces als atacants. El pla era llavors aturar les forces del 2n Exèrcit per moure l'artilleria en suport del 3r Exèrcit al baix Isonzo, però donat el progrés Capello va demanar i va aconseguir continuar amb la seva acció. Els italians van estendre els seus assalts al mont Kuk, definitivament capturat el 17 de maig després de diversos atacs i contraatacs per part dels dos bàndols, i al mont Vodice, pres el 19. El 20 de maig, Capello va llançar deu onades d'infanteria contra Mont Santo, però les unitats arribades al cim van ser rebutjades per un contraatac austrohongarès i el general van decidir suspendre la seva ofensiva. L'acció es va desplaçar cap al sud, on el 24 de maig el 3r Exèrcit del duc d'Aosta va iniciar els seus atacs partint del sortint creat en la batalla anterior; a l'esquerra els italians van quedar bloquejats, però a la dreta van aconseguir un avanç, avançant per un banda de dos quilòmetres d'amplada a la zona plana entre l'altiplà del Carso i la mar. El poble de Jamiano va ser conquerit i l'impuls va portar el front als primers vessants de l'Ermada, on els reforços austrohongaresos van bloquejar els italians per al 26 de maig.

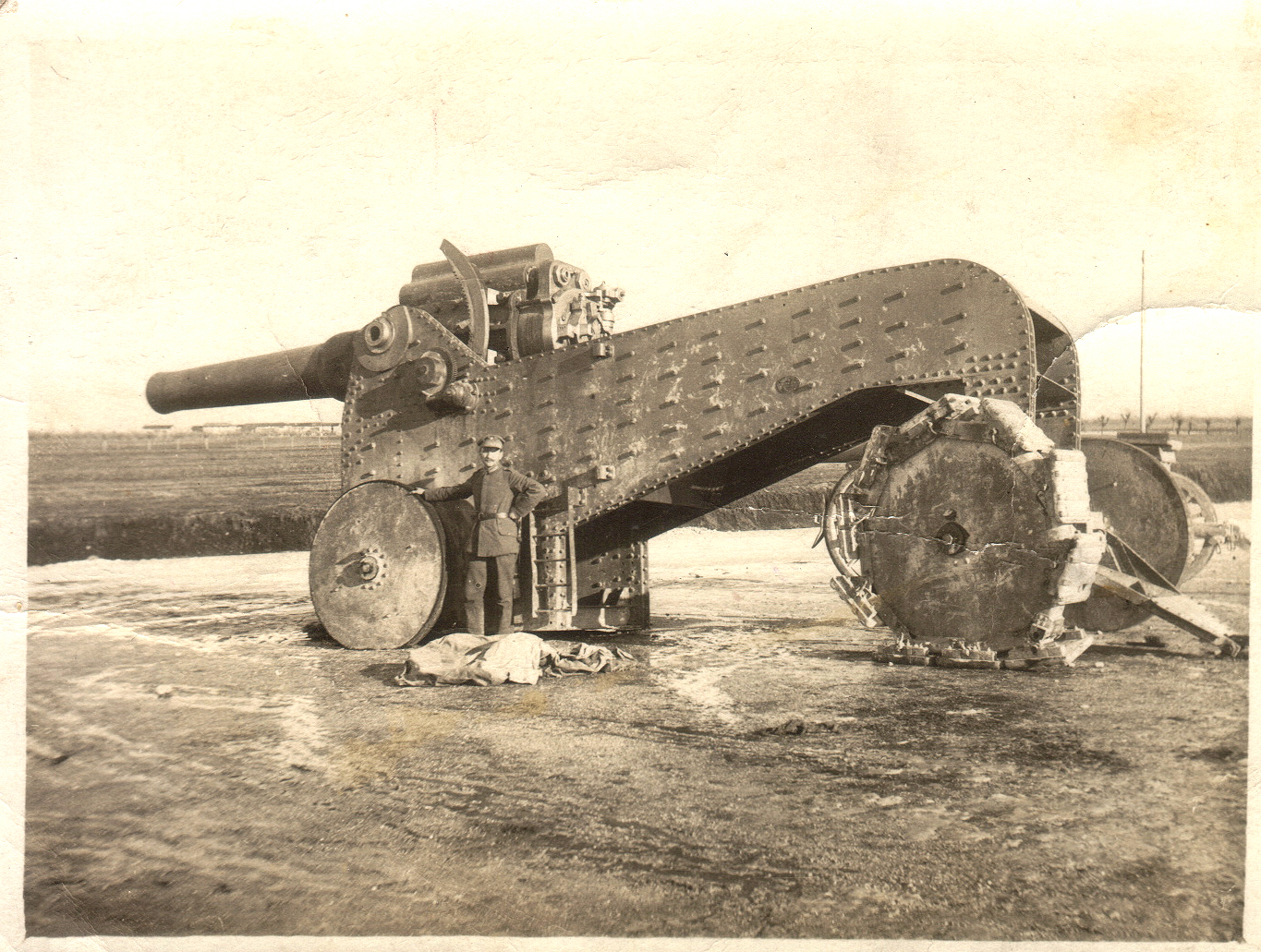
Un morter de 305 mm al davant de l'Isonzo
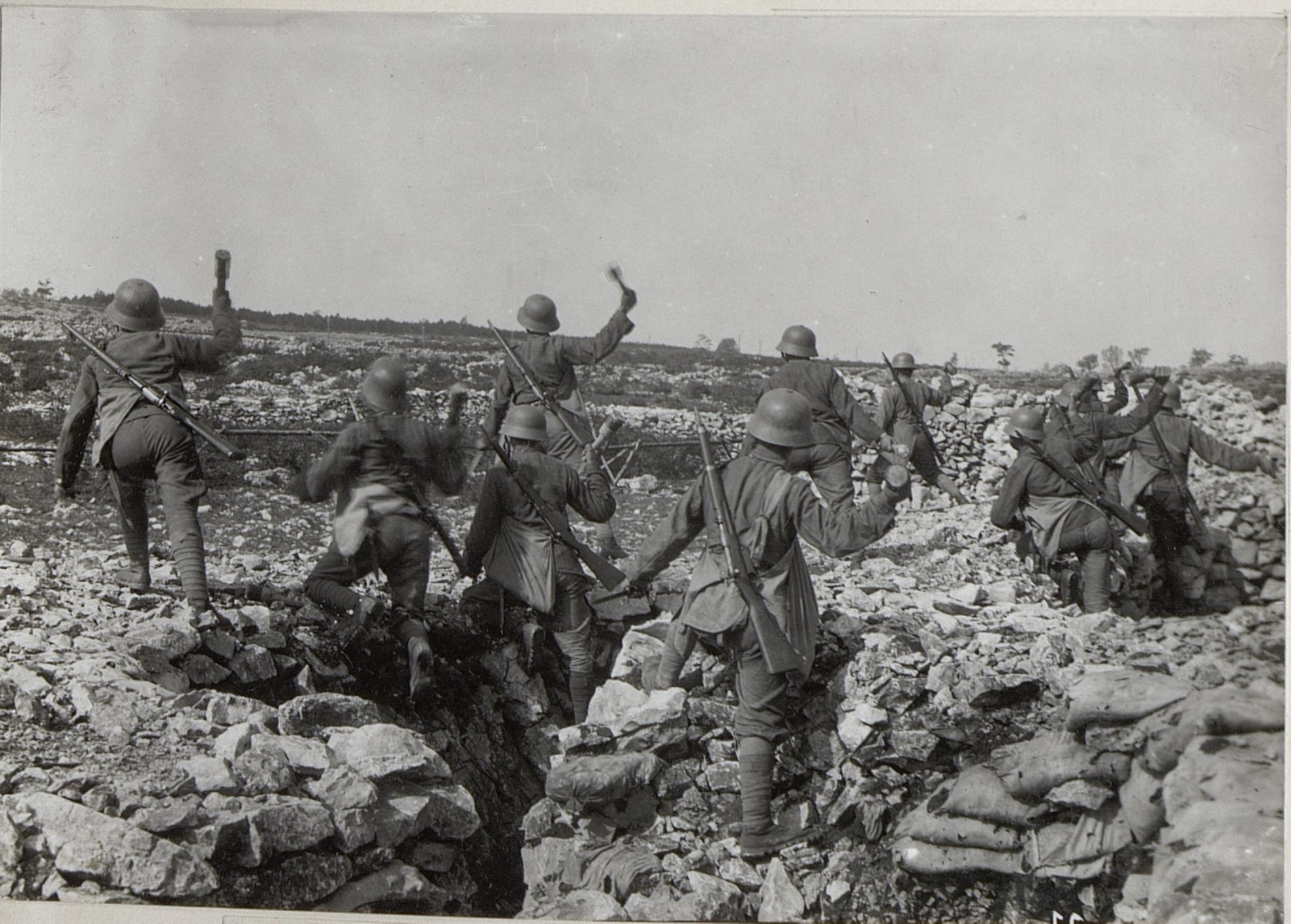
Tropes de xoc austrohongareses al front de l'Isonzo el setembre de 1917

Després de recuperar alguns regiments frescos del Trentino i de l'arribada de dues divisions separades del front oriental, Borojević va intentar un contraatac per al 4 de juny, donant vida a la batalla de Flondar; després d'una finta davant del Dosso Faiti, els austrohongaresos va invertir les posicions del 3r Exèrcit a l'oest de l'Ermada, fent retrocedir les unitats italianes afeblides durant uns quants quilòmetres i fent més de 10.000 presoners. Havent assegurat l'Ermada, els austrohongaresos van tornar a la defensiva i els enfrontaments a gran escala van acabar per tot el sector del Carso el 6 de juny.
Cadorna havia començat a planificar el seu següent moviment en el transcurs de la dura lluita; havia traslladat 12 divisions noves del front alpí, a l'Isonzo, per tal d'ocupar l'altiplà de Bainsizza, un altiplà semidesèrtic a l'alçada del curs mitjà de l'Isonzo que semblava poc guarnit pels austrohongaresos. A partir d'aquí, Cadorna creia que podia girar cap al sud, tallar Monte Santo i San Gabriele i agafar les defenses enemigues al baix Isonzo darrere seu. Després de quatre dies de bombardeig, el 19 d'agost es va desenvolupar un atac al llarg de tot el front; el 3r Exèrcit va trencar en tres punts però finalment va ser bloquejat per les fortes defenses de l'Ermada i la Vall de Vipava, al nord va irrompre el 2n Exèrcit de Capello. A partir del 22 d'agost, les defenses austrohongareses van avançar amb facilitat per l'altiplà de la Bainsizza. Borojević va optar per una defensa en profunditat i va retirar les seves tropes escàs a l'extrem oriental de l'altiplà, confiant en un terreny difícil per frenar les forces de Capello. Les tropes italianes es van trobar en una zona sense carreteres, inhòspita per la manca d'aigua i aquí es van quedar encallats. El 2n Exèrcit també va llançar una sèrie d'atacs cap a Tolmino, fàcilment rebutjats pels defensors, i un atac a Monte Santo, conquerit el 22 d'agost després de la retirada de les forces austrohongareses de la Bainsizza. Però el cordó defensiu establert per Borojević al voltant de l'altiplà va impedir la elusió que va haver de fer el 2n Exèrcit.
El 4 de setembre, un contraatac massiu austrohongarès va fer que algunes unitats del 3r Exèrcit es retiressin cap a la vall de Vipava i al mateix temps el general Capello va ordenar un moviment contra San Gabriele. Repetint els anteriors assalts al Carso, 700 peces d'artilleria van bombardejar el cim de la muntanya (que va perdre uns 10 metres d'alçada durant la batalla) abans que masses compactes de soldats de peu intentessin assaltar-la amb assalts frontals; les unitats austrohongareses van estar a punt de rendir-se, però les tropes italianes estaven molt esgotades i el 19 de setembre Cadorna es va veure obligat a aturar les operacions. L'onzena batalla de l'Isonzo va donar lloc a un nou bany de sang; el Regio Esercito va patir 166.000 morts i ferits (més de la meitat dels morts només es van registrar a San Gabriele) mentre que els austrohongaresos van patir 140.000.

### La batalla del Mont Ortigara
La Strafexpedition llançada el maig de 1916 a Trentino havia permès que l'exèrcit austrohongarès s'instal·lés en una línia que s'inclinava significativament cap al centre de l'altiplà de les Sette Comuni, que passava des de la vora de la Valsugana fins al mont Ortigara, el mont Campigoletti, el mont Chiesa i el mont Corno, i després s'estenia cap al sud fins a Vall d'Assa. Aquesta línia assegurava sortides directes cap a la plana de Vicenza i garantia un enorme cap de pont que amenaçava per darrere els exèrcits italians de Cadore, Carnia i Isonzo.
Després de la conquesta de Gorizia, l'alt comandament italià va emetre les directrius per a una ofensiva massiva que hauria d'enfrontar tres cossos del 6è Exèrcit del general Luca Montuori al llarg d'un front de 14 quilòmetres. S'hauria fet el màxim esforç per conquerir el mont Ortigara i el mont Campigoletti, de manera que es raconés l'oponent a la vora nord de l'altiplà i s'arribés a la línia superior Portule-Bocchetta di Portule. L'atac a Ortigara va ser dut a terme pels batallons alpini de la 52a Divisió sota el comandament del general Angelo Como Dagna Sabina.
A les 05:15h del 10 de juny l'acció va començar amb un potent foc d'artilleria cap a les línies enemigues que va durar fins a les 15:00h, però cap a les 11:00h la boira havia començat a envoltar la muntanya, fent la preparació ineficaç. A les 15:00h el tir es va estendre fins als vessants de l'Ortigara i la infanteria va començar a avançar. Després d'assalts múltiples i violents, la caiguda del vespre, la nit i la pluja, combinades amb el foc constant enemic, van aturar l'impuls dels alpini que no podien ser abastats pels portejadors, ja que també van ser immobilitzats per les defenses austrohongareses.
L'endemà, malgrat el mal temps i el desànim, les tropes alpini van tornar a llançar un atacac; va ser la pitjor opció, els soldats van tornar a topar amb les metralladores i les tanques estaven intactes.
El dia 12, l'ofensiva es va suspendre temporalment i després es va reiniciar el 19 de juny, quan vuit batallons van marxar per atacar Ortigara; en menys d'una hora es va conquerir el cim, però l'èxit de les tropes alpini va romandre aïllat. Això no va permetre reforçar la línia del front, deixant les forces de l'Ortigara a mercè de la contraofensiva austrohongaresa, que va tenir lloc puntualment el 25 de juny i va desbordar les tropes alpini. Sense adonar-se de la tràgica situació i de la confusió entre línies, aquell mateix dia els comandaments van ordenar un contraatac en comptes de la retirada, en una sèrie d'ordres i contraordres que van provocar el caos a les línies italianes, amb l'únic resultat d'augmentar el nombre de baixes. En aquesta batalla, els alpini van patir moltes baixes en va, ja que el front dels altiplans es va mantenir sense canvis, confirmant el fracàs total de l'ofensiva italiana.

### La moral, la propaganda i la justícia militar
Les sagnants i poc concloents batalles al front italià van tenir diferents efectes en els exèrcits contraris.
La tendència de la moral de les forces austrohongareses va ser fluctuant al llarg de la durada de les hostilitats. La propaganda austrohongaresa ho va tenir fàcil en presentar la declaració de guerra d'Itàlia com la traïció d'una aliança de trenta anys en el moment de major perill per a la nació, obtenint com a resposta el suport enèrgic de la població i els soldats; les interminables batalles de l'Isonzo van tenir un efecte depriment en la moral de nombrosos departaments austrohongaresos, condemnats a una defensa gairebé estàtica sota les impressionants canonades de l'artilleria italiana, una moral que, tanmateix, podria tenir sobtats sobresalts positius quan hi havia una contraofensiva amb força com va passar durant la Strafexpedition o la batalla de Flondar.
La qüestió de la moral i el valor bèl·lic també anava lligada a la nacionalitat dels departaments, però amb resultats no sempre inequívocs; les unitats txeques van tenir un mal nom al front oriental, on dos regiments es van dissoldre després del pas de nombrosos elements al bàndol rus, mentre que cap al final del conflicte els italians van arribar a formar una divisió sencera amb desertors txecs i eslovacs que havien acceptat lluitar contra el seu antic exèrcit; però també és cert que, durant la novena batalla de l'Isonzo, una decisiva càrrega amb baionetes d'un regiment txec a l'alçada del Quota 144 va bloquejar un avenç italià en direcció a l'Ermada, salvant tota la línia austrohongaresa.
La propaganda austrohongaresa també va explotar hàbilment les reivindicacions italianes sobre les terres a l'est de l'Adriàtica per enfortir la moral i la lleialtat de les unitats eslaves; els eslovens, el suposat pacifisme dels quals era objecte de broma, van demostrar ser excel·lents lluitadors al front italià com també les unitats croates, que sovint havien donat poques proves de valor contra els russos. Sempre es va creure que les unitats més lleials eren les germanòfones, però les unitats bosnianes també van resultar ser tropes d'elit.
També va soscavar la capacitat de lluita d'Àustria-Hongria la cada cop més greu escassetat d'aliments a tot l'Imperi; ja l'any 1915 es van produir els primers aldarulls per manca d'aliments i la situació es va fer catastròfica després del dur hivern 1916-1917; el març de 1917 molts soldats es van oferir voluntaris al servei de primera línia només per tenir accés a les millors racions d'aliments reservades als combatents.

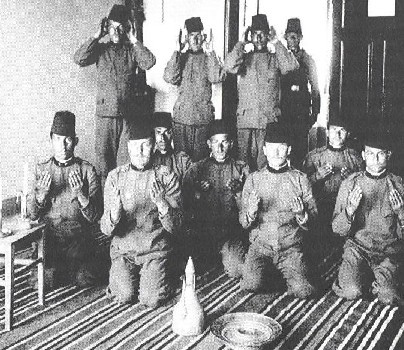
Soldats bosnians musulmans a les files de l'exèrcit austrohongarès. L'heterogeneïtat de l'exèrcit dels Habsburg va ser un dels factors de la seva debilitat
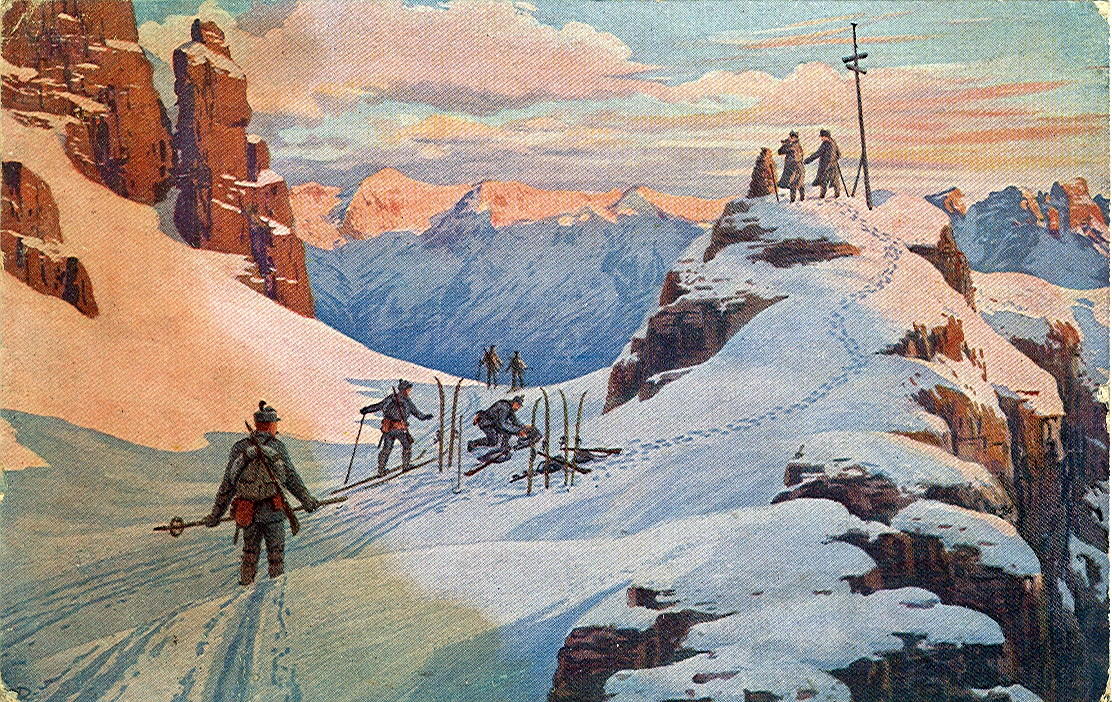
Postal de propaganda austrohongaresa titulada: «En la lluita pel Tirol - Un nou dia»

La moral dels soldats italians va anar baixant progressivament amb la continuació de les batalles a l'Isonzo, fins a l'enfonsament de Caporetto. L'inici de les hostilitats va ser rebut amb un sentiment substancialment positiu; els més entusiastes van ser els voluntaris «irredemptistes» de les terres italianes sota el control de Viena, però només eren una petita minoria (es van presentar voluntaris per al Regio Esercito només el 881 de Trieste, menys de l'1% de la comunitat italiana de la ciutat, i 760 del Trentino d'una població de 400.000 habitants), a més que eren considerats amb recel pels altres soldats com a possibles espies dels Habsburg. La massa de les tropes va acceptar la mobilització sense una oposició particular, però el secret del pacte de Londres va fer difícil explicar-los els motius i els objectius del conflicte excepte en línies àmplies i genèriques. La moral es va esfondrar després de l'experiència de les primeres batalles a l'Isonzo, on els enfrontaments sagnants van provocar minsos guanys territorials amb prou feines visibles en un mapa geogràfic, una situació agreujada també per les males condicions higièniques i la improvisació de posicions italianes (també desitjada per motius propagandístics; donat l'èmfasi en l'ofensiva total, es considerava contradictori gastar energies per establir posicions defensives sòlides i còmodes).
La població civil tenia poca percepció del que passava al front. Ja després de la segona batalla de l'Isonzo, davant les enormes pèrdues, el comandament italià va emetre l'ordre de no divulgar les estadístiques de les víctimes si no fos absolutament necessari, eliminant tota credibilitat als butlletins oficials. La situació no era millor pel que fa al periodisme; com a totes les nacions en guerra, els periodistes admesos al teatre d'operacions, acreditats en petit nombre i sotmesos a una forta censura, interpretaven el seu paper en sentit patriòtic, com a partidaris de la seva pròpia nació, i de la necessitat de la victòria definitiva, més que com a autors d'una crònica fidel i veraç dels fets que presentaven a l'opinió pública. Quan la realitat podia aparèixer com a derrotisme, eren els mateixos periodistes els autocensuraven, però van acabar alimentant la insensibilitat de l'alt comandament davant qualsevol crítica a la seva tasca. En aquest escenari, els únics relats verídics de la vida al front només podien ser els dels soldats que tornaven a casa després d'obtenir una llicència. El Nadal de 1915 es va registrar un fort descens del suport públic a la guerra, coincidint amb la tornada a casa d'uns quants milers de soldats del front, fet que va impulsar el comandament a imposar una forta pressió a la concessió de llicències amb el consegüent dany a la moral de les tropes.
Si Cadorna sempre estava disposat a denunciar els informes derrotistes perjudicials per a la moral de les tropes, al mateix temps mostrava un obert desinterès per les activitats que, en canvi, poguessin millorar la moral dels soldats al front. La creació del «Diari de les trinxeres», escrit per soldats per als soldats, va rebre poca consideració dels comandaments i algunes obres com les «cases dels soldats» construïdes pel prevere Giovanni Minozzi, llocs on els homes apartats del front podien relaxar-se, llegir i estudiar, eren pràcticament iniciatives individuals. Inevitablement, aquesta situació va afavorir la insubordinació i els amotinaments. L'11 de desembre de 1915 es va produir el primer episodi de gran envergadura, quan 500 homes de la Brigada «Ferrara», veterans de sagnants enfrontaments al San Michele, van protestar violentament per la manca de concessió d'un descans de torn. Dos homes van ser condemnats a mort per un tribunal militar reunit menys de 24 hores després de l'incident.

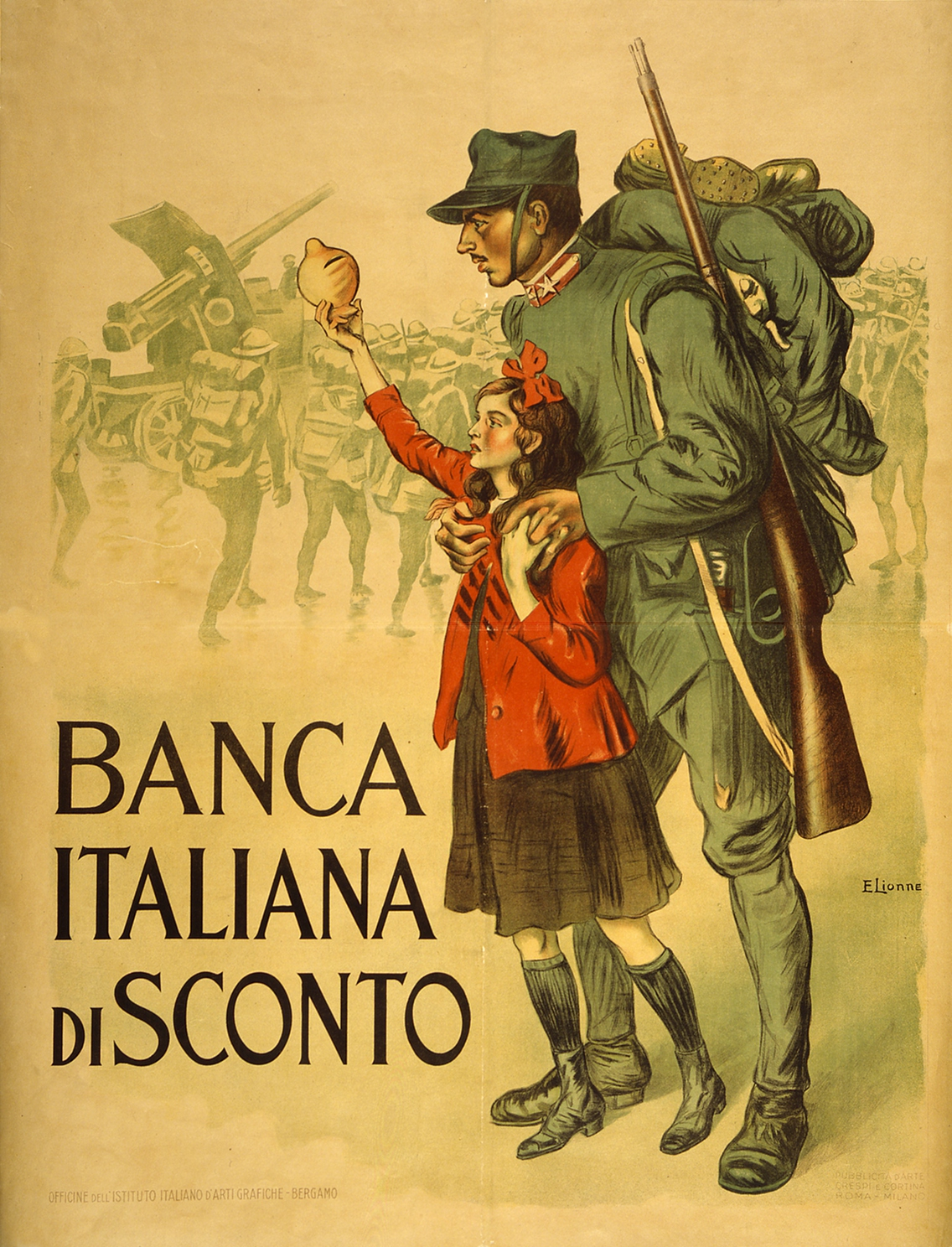
Cartell de propaganda italià per a la subscripció de bons de guerra
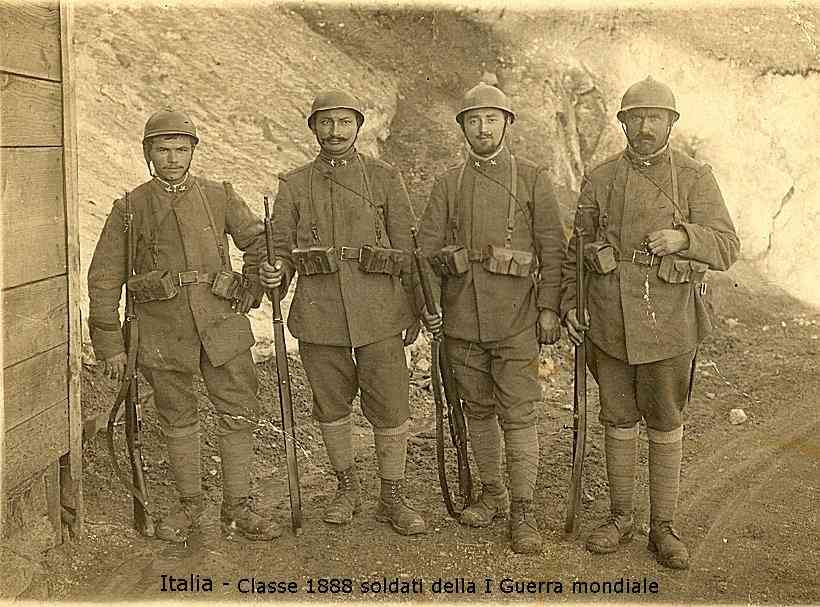
Soldats italians el 1916

La resposta de l'alt comandament italià als episodis d'insubordinació entre les tropes va ser l'ús despietat de mètodes de repressió violenta. En tots els exèrcits en guerra, els tribunals militars van actuar amb poca atenció als drets dels acusats i als principis del judici just, i molts dels comandants en cap van mostrar menyspreu per les regulacions legals que dificulten l'aplicació ràpida de penes severes i exemplars. No obstant això, Cadorna va ser l'únic que va reclamar el dret d'adaptar la justícia militar als seus propis fins; després d'haver lamentat la reticència dels tribunals a dictar condemnes a mort i d'haver animat els comandants en el camp a recórrer a execucions sumaràries, una directiva de l'Alt Comandament de setembre de 1915 prescriva la convocatòria de tribunals militars formals només quan s'estigués segur que s'estava dictant una condemna severa, en cas contrari n'hi havia prou amb un tribunal improvisat sobre el terreny, sense magistrats militars i sense possibilitat de recurrir la sentència. El 26 de maig de 1916 es va produir el primer cas documentat de la decimazione (una pràctica seguida durant la guerra només a l'exèrcit italià), quan uns centenars de soldats d'un regiment enviats a Asiago per oposar-se a la Strafexpedition es van presentar al front amb un dia de retard. El coronel que comandava la unitat va seleccionar per sorteig dotze homes i els va fer afusellar per deserció. La pràctica de la decimazione no estava prevista pel Codi Penal Militar, però Cadorna la va aprovar sense condicions amb una directiva de novembre de 1916. Tan bon punt els soldats es van adonar que podien ser executats independentment de les seves accions individuals, es van quedar aterrits i induïts a obeir absolutament.
Malgrat algunes denúncies presentades pels diputats socialistes, ni el govern ni el parlament van iniciar investigacions sobre la conducta dels tribunals militars italians abans de la fi de la guerra. El setembre de 1919, quan finalment es va proclamar l'amnistia pels crims de guerra, els tribunals havien iniciat 350.000 judicis dels quals 210.000 ja tenien la sentència, amb 4.028 condemnes a mort (729 executades); els casos d'execució sumària amb decimazione registrats són més de 300, encara que algunes estimacions arriben a més del miler de víctimes. A manera de comparació, l'exèrcit francès, que tenia el doble de nombres que l'exèrcit italià i que el maig de 1917 va viure una sèrie de motins a gran escala que van afectar gairebé la meitat de les divisions del front, va registrar un total de 600 soldats afusellats durant la guerra i no més d'una dotzena de casos d'execució sumària.

### La desfeta del Caporetto
Amb la línia austrohongaresa al voltant de Gorizia en risc d'esfondrament arran de l'onzena batalla de l'Isonzo, l'alt comandament de Viena va fer una crida als alemanys perquè contribuïssin a una contraofensiva al front italià; Paul von Hindenburg i Erich Ludendorff, comandants suprems de l'exèrcit alemany, van acordar, per tant, amb el nou cap d'estat major austrohongarès Arthur Arz von Straußenburg organitzar una ofensiva combinada. El general alemany Konrad Krafft von Dellmensingen va ser enviat al front per a una inspecció, que va durar del 2 al 6 de setembre. Després de les diferents comprovacions i després d'haver valorat la probabilitat de victòria, Dellmensingen va tornar a Alemanya per aprovar l'enviament d'ajuda, també segur que França, després del fracàs de la segona batalla de l'Aisne a l'abril, no atacaria.
Set excel·lents divisions alemanyes es van unir amb altres cinc divisions austrohongareses en el nou 14è Exèrcit al comandament del general Otto von Below, recolzat per més de 1.000 peces d'artilleria. La concentració de les forces dels Imperis Centrals al curs superior d'Isonzo, entre Plezzo i Tolmino, va començar a principis de setembre. Els informes del reconeixement aeri i els informes dels desertors van informar als italians del moviment de les tropes alemanyes que es dirigien cap a la zona alta d'Isonzo, i el 18 de setembre Cadorna va decidir canviar a una línia defensiva pendent dels esdeveniments. Tanmateix, l'alt comandament va mostrar un considerable escepticisme davant la notícia d'un atac imminent per la força i, de nou, el 23 d'octubre Cadorna va formular la previsió que no hi hauria operació important almenys fins a la primavera del 1918.
A les 02:00h en punt del 24 d'octubre, l'artilleria austroalemanya va començar a colpejar les posicions italianes des del Mont Rombon fins a l'Alta Bainsizza, alternant llançaments de gas amb granades convencionals, colpejant especialment entre Plezzo i l'Isonzo. El foc preparatori va ser molt precís, tallant aviat les comunicacions entre els comandaments i les unitats de primera línia. L'artilleria italiana del xxvii Cos d'Exèrcit comandada pel general Pietro Badoglio va romandre aïllada i no va obrir cap foc de resposta. Aquell mateix dia, els austroalemanys van atacar el front d'Isonzo cap al nord, convergint a Caporetto, un sector que s'havia mantingut en silenci des de finals de 1916 i que només era defensat per deu de les trenta divisions del 2n Exèrcit del general Capello. Posant en pràctica les noves tàctiques d'infiltració ja provades amb èxit al front oriental, les tropes alemanyes van forçar els punts febles del desplegament italià, traslladant-se al fons de la vall per esquivar i ocupar darrere les posicions situades als cims de les muntanyes. El front del 2n Exèrcit es va enfonsar ràpidament i a les 17:00h les primeres unitats alemanyes van entrar al mateix Caporetto. Durant el primer dia de batalla, els italians van perdre aproximadament 40.000 soldats entre morts i ferits, i altres es van trobar atrapats a Monte Nero, mentre que els seus oponents van patir unes 6000-7000 víctimes.

Mapa de la batalla de Caporetto
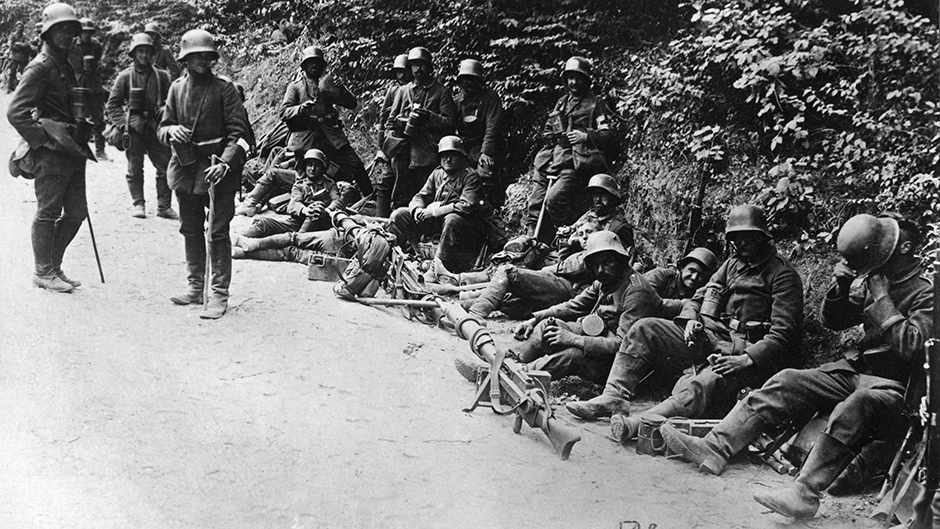
Un esquadró d'assalt alemany al sector de Caporetto
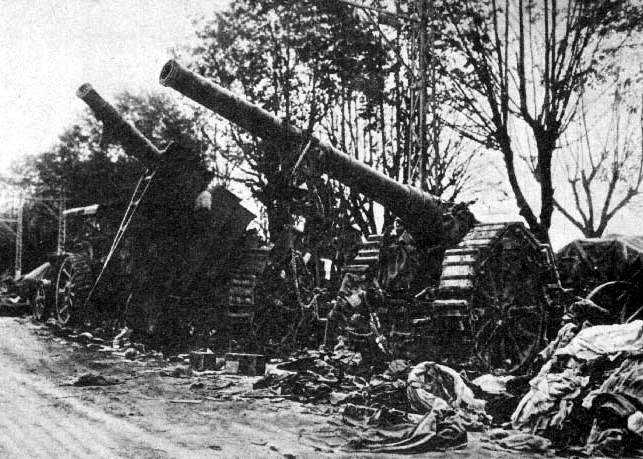
Peces d'artilleria italiana abandonades a la carretera de Caporetto

La notícia de l'avanç es va filtrar molt lentament fins al comandament d'Udine, i no va ser fins a la matinada del 25 d'octubre que va començar a aflorar l'abast del desastre. El front s'havia trencat en diversos punts, la moral de les tropes s'havia ensorrat i masses d'homes fugien en desordre cap a la rereguarda. Cadorna va continuar aturant-se i a les 02:50h del 27 d'octubre va ordenar al 2n i 3r Exèrcit retrocedir cap a la línia del riu Tagliamento. La retirada de les forces del duc d'Aosta, ja preparada pel seu comandant, va tenir lloc amb un cert ordre, però les tropes de Capello van ser pràcticament abandonades a la seva sort, en una retirada caòtica caracteritzada per desercions i fugues. L'abast de l'èxit va sorprendre els mateixos comandaments austrohongaresos. Ludendorff, lluitant en la fase més crítica de la batalla de Passchendaele al front occidental, tenia pressa per retirar les divisions alemanyes, deixant la persecució als exèrcits de Borojević del Carso i de Konrad del Trentino, però les males comunicacions i l'esgotament de les unitats van retardar la progressió dels austrohongaresos.
El 28 d'octubre al vespre, els austroalemanys van travessar la frontera d'abans de la guerra. Cadorna esperava poder contenir l'enemic al Tagliamento, però el 2 de novembre una divisió austrohongaresa va aconseguir travessar el riu més amunt, establint un cap de pont a la riba occidental, i el matí del 4 de novembre l'alt comandament italià va ordenar una retirada general de tot l'exèrcit fins al riu Piave. Els Imperis Centrals van mantenir la pressió sobre les tropes en retirada. El 9 de novembre a Longarone van ser capturats 10.000 homes i 94 canons pertanyents al 4t Exèrcit del general Mario Nicolis di Robilant, i en una altra ocasió les 33a i 63a Divisions italianes es van rendir, després d'haver intentat sortir de l'encerclament, 20.000 homes. Però a la plana els austroalemanys no van tenir un èxit similar i moltes unitats italianes es van reorganitzar un cop van arribar a la línia del Piave. A les 12 del migdia del 9 de novembre es va acabar el replegament darrere del riu i es van volar els ponts.
La batalla de Caporetto va resultar en un desastre per als italians. Les pèrdues van ascendir a 12.000 morts, 30.000 ferits i 294.000 presoners, amb 400.000 soldats més aïllats a l'interior del país. Les pèrdues materials van incloure més de 3.000 canons i 1.600 vehicles de motor, mentre que la zona perduda tenia una superfície de 14.000 km².

### La substitució de Cadorna i la reorganització de l'exèrcit
La derrota de Caporetto va provocar diversos trastorns dins dels alts comandaments italians. Es va fer una moció de censura al govern de Boselli, i el 30 d'octubre de 1917 va ser substituït per un executiu encapçalat per Vittorio Emanuele Orlando. El 9 de novembre, després de molta insistència per part del nou primer ministre, Cadorna va deixar el comandament de l'exèrcit en mans del general Armando Díaz i va assumir el càrrec de representant italià al recentment constituït consell militar interaliat a Versalles.
La nova línia defensiva italiana es va establir al llarg de la riba sud del Piave, des de la desembocadura de la mar Adriàtica fins al massís del mont Grappa a l'oest, des d'on va tornar a connectar amb l'antic front de l'altiplà d'Asiago i al sud de Trentino. El nou front era uns 170 quilòmetres més curt, fet que va ajudar els italians. Díaz només va poder desplegar 33 divisions intactes i preparades per al combat, aproximadament la meitat de les disponibles abans de Caporetto. Per reposar les files es va recórrer a la mobilització de joves de 18 anys (els anomenats «Ragazzi del '99» ; Nois del 99) i el febrer de 1918 s'havien reconstituït altres 25 divisions. El 8 de desembre de 1917, sis divisions franceses i cinc britàniques amb unitats d'artilleria i suport (en total uns 130.000 francesos i 110.000 britànics) van viatjar cap a Itàlia i, encara que no en acció immediatament, van servir com a reserva estratègica permetent al Regio Esercito concentrar-se. les seves tropes al front. Els alemanys, en canvi, van traslladar la meitat dels seus canons al front occidental al novembre i després el gruix de les seves tropes a principis de desembre, deixant els austrohongaresos sols.
El primer indici de recuperació de les unitats italianes es va produir gràcies al 4t Exèrcit del general de Robilant que, basat en Cadore, s'havia retirat el 31 d'octubre amb l'ordre d'organitzar la defensa del Mont Grappa i de reorganitzar les tropes de l'altiplà d'Asiago i les desplegades al llarg del Piave. La nova posició a defensar a qualsevol preu era de vital importància per a tot l'exèrcit, ja que la seva caiguda hauria arrossegat tot el front. L'exèrcit va aconseguir mantenir-lo contra diversos assalts dels austrohongaresos a mitjans de novembre. Aleshores, els austrohongaresos van aturar els atacs esperant la primavera següent, tot i que les escaramusses van durar fins al 23 de desembre. El final de la guerra contra Rússia va permetre aleshores que la majoria de les tropes emprades al front oriental es traslladessin a l'italià, de cara a una ofensiva decisiva.

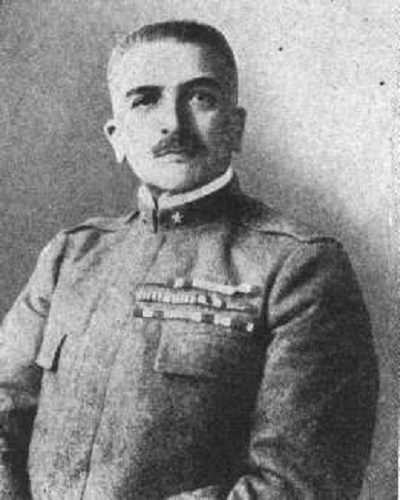
Armando Diaz, el nou cap d'estat major del Regio Esercito a partir del 8 de novembre de 1917
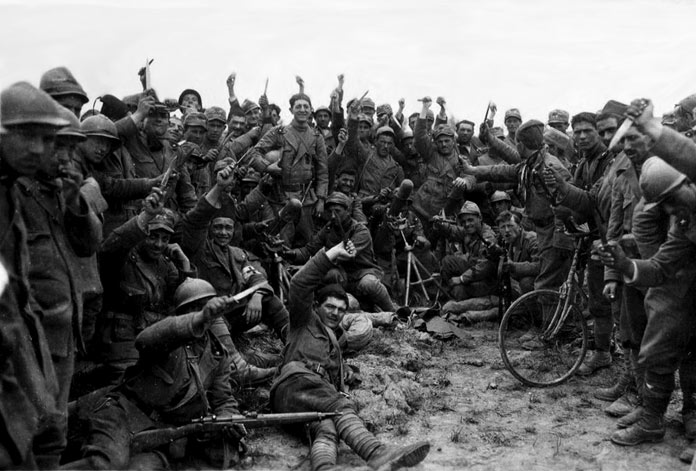
Un grup d'Arditi italians
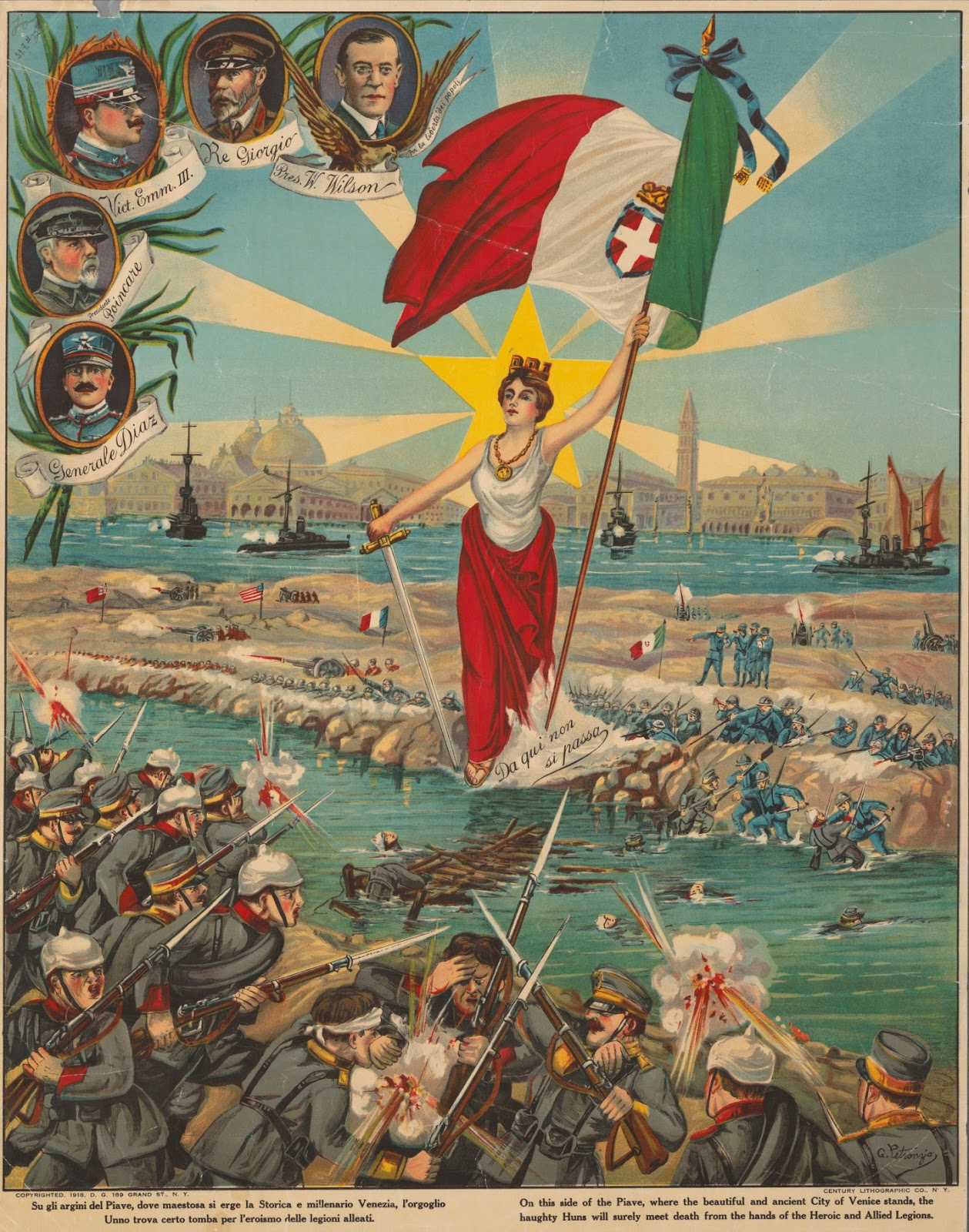
Postal de propaganda amb Italia turrita qui, juntament amb les tropes italianes, rebutja els austroalemanys al llarg del Piave

Díaz va dedicar molta cura a millorar el tracte als soldats per tal de guarir el desgast de la moral de les unitats. La justícia militar es va mantenir severa però es van abandonar les pràctiques més rígides, en primer lloc la decimazione; hi va haver millores en l'alimentació i en el correu, es va augmentar la paga i la periodicitat i durada de les llicències. Entre els recursos posats en marxa per reaccionar davant la derrota i rearmar l'esperit de resistència dels soldats, es va utilitzar un cert nombre d'intel·lectuals i artistes escollits entre els soldats competents en aquelles zones, que es dedicaven a l'edició de diaris de trinxera per pujar la moral, entretenir els exèrcits implicats en la defensa del Piave i els soldats de la rereguarda. Precisament en el període comprès entre Caporetto i Vittorio Veneto, l'ús de dissenyadors, il·lustradors i pintors va cobrar més importància que mai; es van encarregar de crear còmics per a diaris de l'exèrcit, cartells de propaganda i postals, i en general fer més eficaç i comunicativa la imatge de la guerra i esdeveniments al front. Aquestes «tropes d'elit» de la intel·lectualitat militar van trobar la seva identitat i veu en el servei P (Propaganda), encaminat a dur a terme una campanya de promoció de l'esperit patriòtic, fent servir la psicologia, la pedagogia i sobretot la retòrica.
Paral·lelament, el servei P va planificar i millorar la censura, sobretot pel que fa als diaris. En aquest cas es va fer un major esforç per fer la notícia més senzilla i de caràcter ideològic, eliminant dels diaris destinats a les tropes les relacions amb els països aliats, els esdeveniments a Rússia, els catorze punts de Wilson, i sobretot la pau. Al mateix temps que s'elogiava la guerra d'Itàlia, la notícia tenia un caràcter educatiu i polític, dirigida especialment al soldat, que d'aquesta manera mantenia el contacte amb el país. Així s'aconseguia una propaganda sense l'ús de rimes ni de grans cartells, però amb el comentari natural de la notícia. Va ser, doncs, fonamental la col·laboració en la redacció dels diaris dels soldats, escrits de vegades per a grups de tropes molt reduïdes, on el soldat d'infanteria tenia l'oportunitat de llegir i identificar-se amb els divertits còmics, sovint fets per homes coneguts, que celebraven les seves accions i representaven la vida a les trinxeres amb humor.

### L'ampliació de la força aèria
Quan a l'esclat del conflicte Itàlia es va declarar neutral, es va posar en marxa un intens programa de formació i reorganització dels departaments aeris, que s'emmarcaven en el Cos de la Força Aèria (Corpo Aeronautico Militare, CAM) encara que, precisament per la seva tardana entrada en la guerra, la força aèria no es va poder beneficiar de l'inici dels avenços tècnics en el camp de l'aviació que, en canvi, havien afectat altres països. Els 15 esquadrons dividits en tres grups que conformaven el CAM estaven repartits entre el 2n Exèrcit (2n Grup de Vol), el 3r Exèrcit (1r Grup de Vol) i en defensa de la ciutat de Pordenone (3r Grup de Caça Terrestre), mentre que la secció d'hidroavions dins de la marina es va desplegar al llarg de la costa adriàtica. Però a la data de la tercera batalla de l'Isonzo, la força aèria va experimentar grans canvis; la creixent necessitat d'avions de reconeixement i bombardeig va provocar un augment de la força global del CAM, que va arribar a comptar amb 35 esquadrons equipats amb els avions moderns de disseny italià i francès.

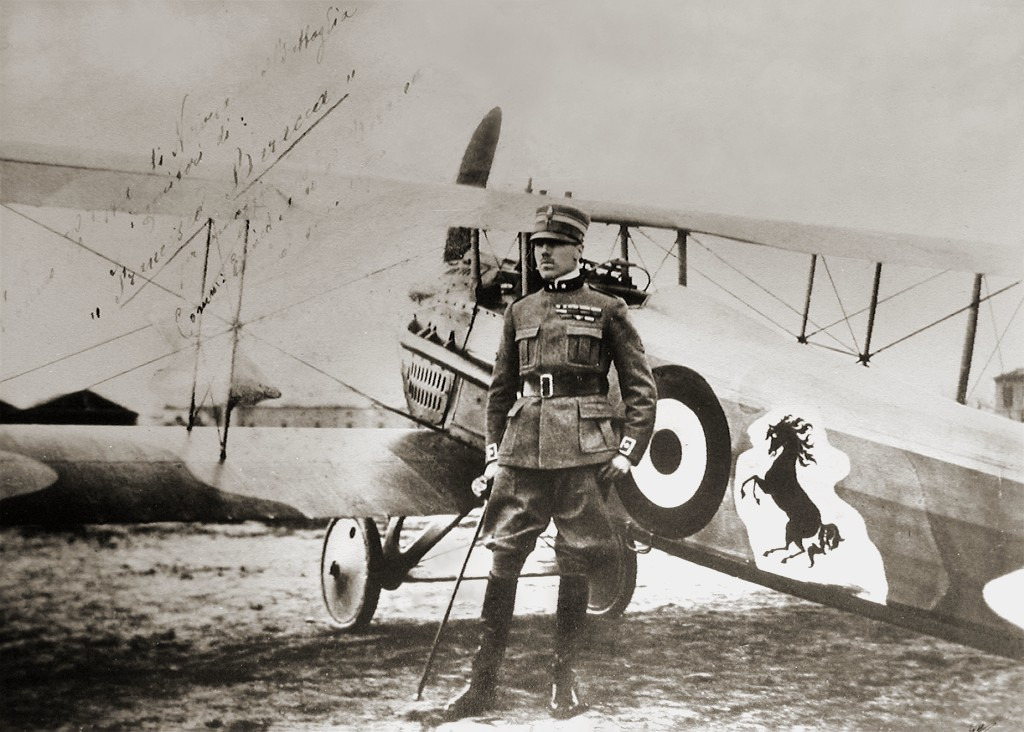
Francesco Baracca al costat del seu avió de caça SPAD S.XIII
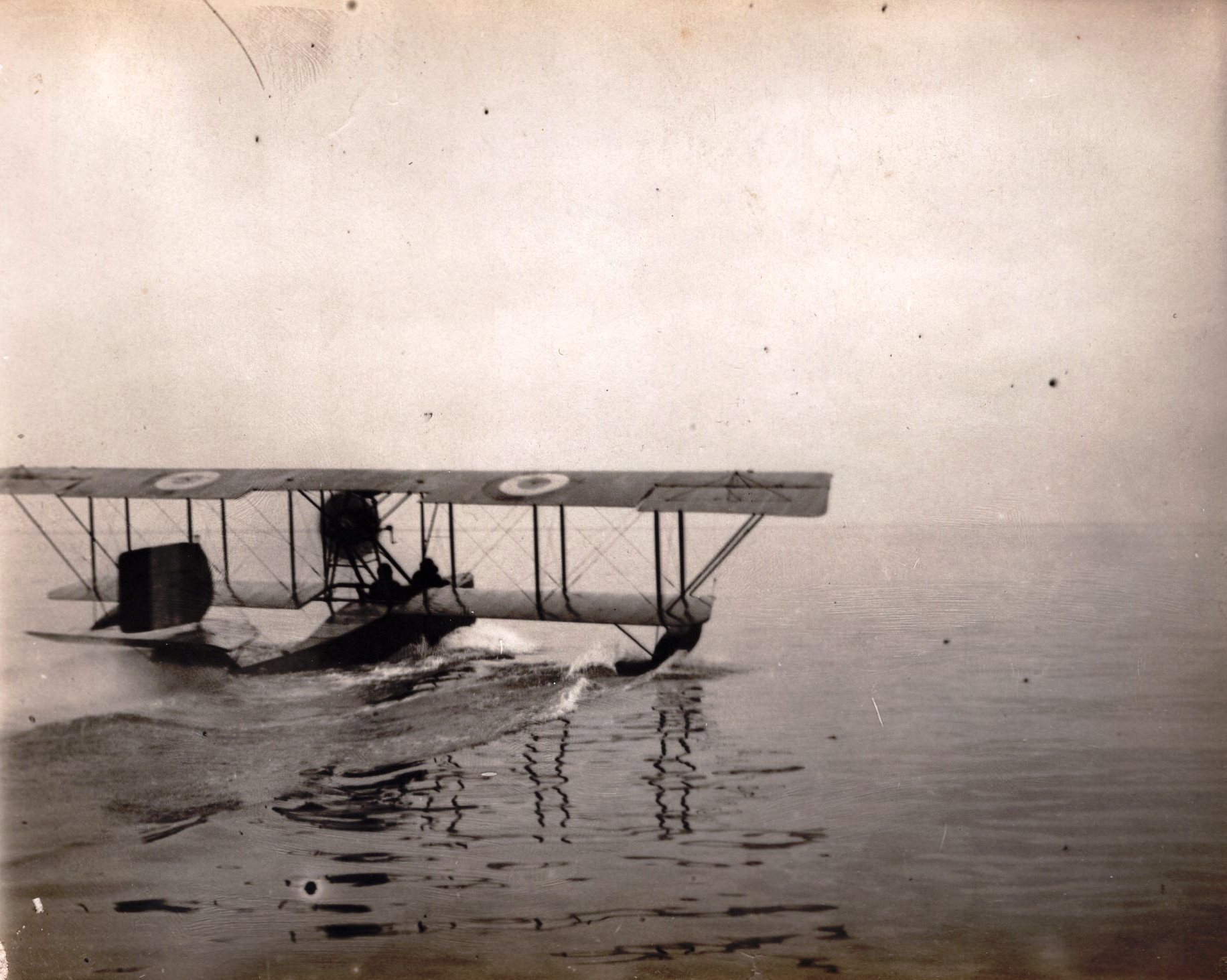
Hidroavió de la Regia Marina al port de Tessalònica, 1916

Més o menys cap a finals de 1917, el CAM va experimentar una nova reorganització, adquirint una estructura de comandament simplificada, que reflectia l'augment de dimensió i importància que va assumir el servei aeri. Ara, cada un dels exèrcits italians tenia el seu propi departament de vol, mentre que el comandament suprem tenia una unitat aèria autònoma encarregada de dur a terme missions de bombardeig i reconeixement de llarg abast des de la regió d'Udine, en suport de les operacions terrestres al front de l'Isonzo. En termes generals, el CAM, en els primers mesos de 1917, va arribar a desplegar 62 esquadrons, dotze dels quals ara s'encarregaven de les tasques de caça i equipats amb el monoplaça Nieuport construïts sota llicència d'Aermacchi. La força aèria va intervenir en suport de les operacions a l'Isonzo i al Bainsizza, mentre que els bombarders Caproni van atacar diverses vegades l'arsenal de Pula a l'agost i la base naval de Kotor a l'octubre.
En el moment de la batalla de Caporetto, s'havien organitzat altres 15 esquadres de caça. Malgrat la derrota que va obligar els departaments d'aviació a retirar i abandonar molts vehicles i materials, encara van augmentar en nombre durant el conflicte, tant és així que en el moment de l'armistici la força de caça italiana era de 75 esquadrons en total (entre ells tres esquadrons francesos) i quatre britànics. Al final del conflicte, la força aèria del CAM va augmentar constantment; els departaments aeris de la primera línia podien comptar amb 1.758 avions i mentre que el 1915 la indústria bèl·lica italiana havia produït només 382 aeroplans i 606 avions amb motors, l'any 1918 va produir 6.488 aeroplans i 14.840 avions amb motor.

## 1918

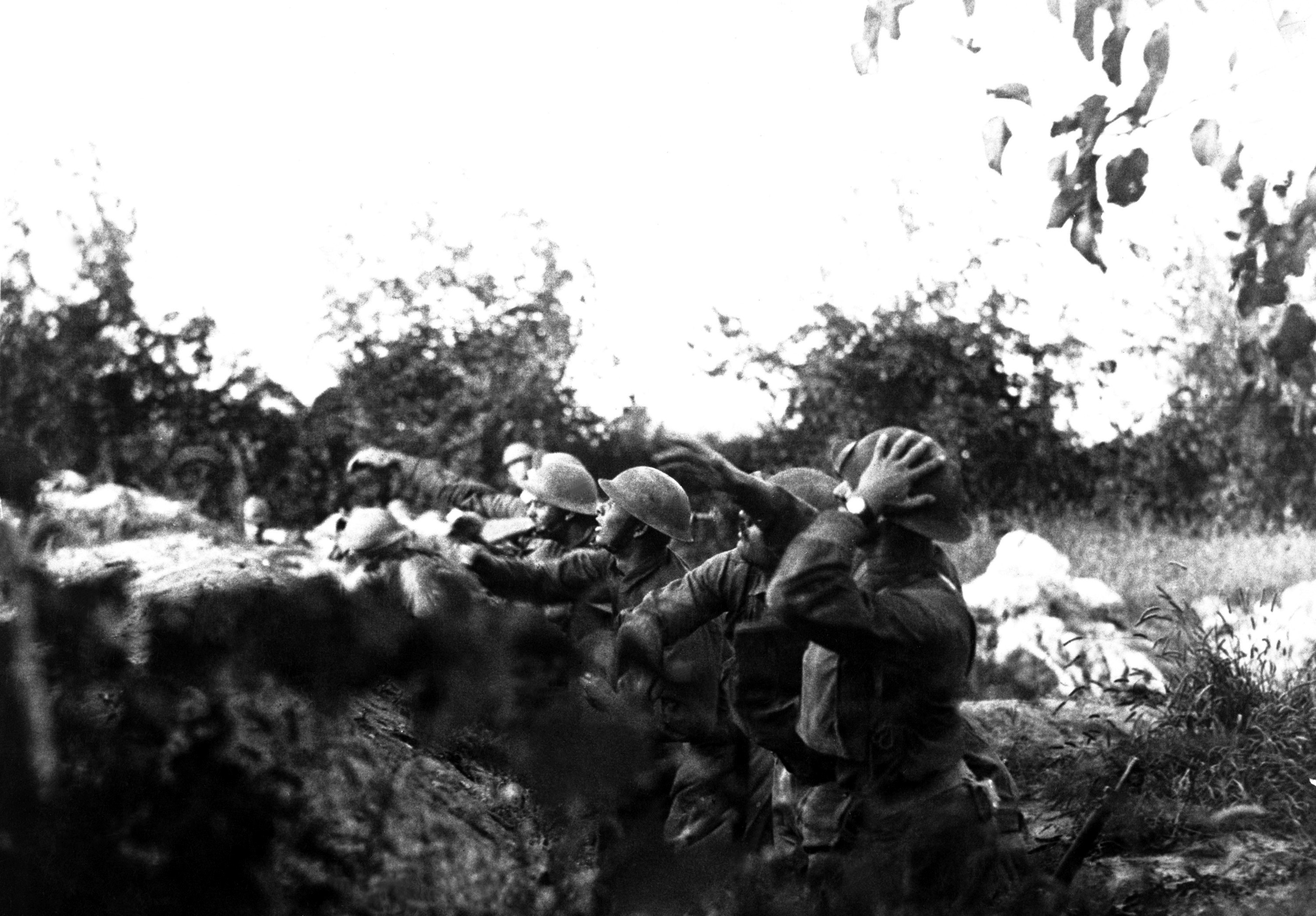
Tropes estatunidenques al front del Piave, setembre de 1918

A principis de 1918 la situació era crítica per a Àustria-Hongria. Després que els francesos fessin públic l'intent de pau separada emprengut per Carles I el març de 1917, els alemanys imposaren a l'aliat una submissió econòmica i política quasi total, i en vista la seva ofensiva de primavera al front occidental, van imposar un nou atac al front italià als austrohongaresos. Però el marge de maniobra dels austroalemanys s'anava reduint progressivament. La situació dels Imperis Centrals pel que fa als aprovisionaments, tant d'aliments com de matèries primeres, s'anava fent cada cop més precària, mentre que, al contrari, els subministraments estatunidencs, almenys al front occidental, començava a tenir un pes efectiu sobre el balanç de la guerra.
Les forces dels Imperis Centrals es van esgotar després del gran esforç militar i logístic de Caporetto, que no havia produït un enfonsament complet de l'exèrcit italià. Les 53 divisions concentrades al front tenien un nombre d'efectius igual a la meitat si no inferior del previst, les files estaven plenes de reclutes de disset anys o de gent gran, i el col·lapse de la producció industrial havia començat a reflectir-se negativament en l'oferta d'armes i equipament. La propaganda aliada, ara molt persistent, havia afectat a les tropes, fent cada cop més els soldats desitgessin acabar ràpidament amb les hostilitats. L'escassetat d'aliments a tot el país s'havia convertit en catastròfica i als disturbis organitzats per grups nacionalistes o moviments socialistes, inspirats en la revolució russa, s'hi van sumar autèntics disturbis pel pa. L'abril del 1918, almenys set divisions havien estat convocades a Àustria-Hongria per al manteniment de la ordre. El mateix general Borojević va suggerir no sacrificar el que quedava de l'exèrcit en ofensives ara inútils, sinó mantenir-lo per fer front als disturbis, però l'alt comandament va ser inflexible en els seus plans per a un atac decisiu al front italià.

### L'últim atac austrohongarès
A l'hora de planificar el cop definitiu per derrotar Itàlia, va sorgir una acalorada disputa entre els generals von Hötzendorf (qui havia estat posat al comandament del sector del Trentino), i Borojević. El primer considerava més avantatjós que l'ofensiva tingués lloc al Grappa, mentre que el segon creia que la ruta principal havia d'apuntar a l'illa Grave di Papadopoli, a la desembocadura del Piave. Aleshores va intervenir l'arxiduc Josep August d'Habsburg-Lorena qui, per satisfer els dos oficials, va decidir autoritzar l'atac des d'ambdós sectors, diluint les seves forces al llarg de tot el front.
El 15 de juny va començar l'ofensiva prevista, després d'haver reunit uns 678 batallons i 6.800 peces d'artilleria, a les quals els italians podien oposar-se amb 725 batallons i 7.500 peces d'artilleria.
- En la primera ofensiva, es va fer una operació de distracció al Passo del Tonale, que es retallava fàcilment. Però al general Díaz no li importava. De fet, els objectius de l'ofensiva havien estat revelats als italians per alguns desertors, cosa que els va permetre traslladar dos exèrcits a les zones designades pels comandaments austrohongaresos. Per tant, l'ofensiva de Conrad al mont Grappa es va resoldre gairebé immediatament en un greu fracàs, amb minsos guanys territorials en poc temps anul·lats pels contraatacs italians.
- Al Piave la situació semblava al principi millor, les tropes de Borojević van poder travessar el riu i construir una sèrie de caps de pont, especialment a la zona de Montello. Durant el primer dia, 100.000 soldats austrohongaresos van ser transportats a la riba sud del Piave, però l'augment del nivell de les aigües per les pluges i el foc de l'artilleria italiana van impedir l'establiment d'un pas segur al riu.[136] Ja el segon dia es va fer evident que l'ofensiva havia fracassat. Els austrohongaresos es van veure confinats a la riba del riu per la tossuda resistència dels italians, que el 19 de juny van començar a contraatacar. Sense més reserves amb les quals alimentar l'ofensiva, el manteniment dels caps de pont es va tornar inútil i el 20 de juny al vespre l'alt comandament austrohongarès va ordenar la retirada. Les ultimes tropes de Borojević van abandonar la riba sud el 23 de juny, acabant així la batalla.[137]

Després de sis mesos de reforç i reorganització, l'exèrcit italià va poder resistir l'atac, però Díaz no va aprofitar l'ocasió per contraatacar perquè, tement que la contraofensiva no tingués l'efecte desitjat, va preferir esperar als estatunidencs, reforços que li van ser denegats (només un regiment de l'exèrcit dels Estats Units d'Amèrica sota el comandament del general de brigada Charles Treat i algunes unitats de suport van ser enviats a Itàlia).
El Regio Esercito es va mantenir a la defensiva, també perquè les pèrdues eren elevades: 87.000 homes dels quals 43.000 van ser fets presoners. El bàndol austrohongarès també havia patit molt, amb un total de 117.000 víctimes (24.000 presoners). L'aportació de l'aviació havia estat decisiva per a les forces italianes, sobretot en les accions de suport tàctic, bombardeig i interdicció; però el cos va patir la pèrdua, el 19 de juny, de l'as Francesco Baracca, abatut al Montello. La conquesta de la supremacia aèria en el bàndol italià va ser confirmada pel vol pacífic sobre Viena, realitzat per set biplans monomotor SVA el 9 d'agost de 1918 que, liderats per Gabriele D'Annunzio, va llançar milers de pamflets de propaganda en una acció que va tenir un gran ressò moral i propaganda tant a Itàlia com a l'estranger, i va comprometre significativament l'opinió pública de l'Imperi austrohongarès.

### L'ofensiva de l'exèrcit italià
Entre juliol i octubre de 1918, el nombre de forces austrohongareses al front italià va baixar de 650.000 a 400.000 efectius. Els homes posats fora de joc per les malalties (la grip espanyola va aparèixer pels voltants de Pàdua al juliol i es va traslladar a l'est des d'aquí) i l'escassetat de menjar, es van afegir a les desercions cada cop més extenses, afavorides per una constant erosió de la moral donada per l'omnipresent propaganda enemiga i per la difusió ara incontrolada de les reivindicacions nacionalistes a l'Imperi. Tot i així, però, les forces de Borojević van mantenir una certa cohesió; no hi va haver amotinaments entre els soldats almenys fins a finals d'octubre i fins i tot llavors es van limitar a unes poques unitats. A l'altra banda del front, les forces de Díaz van seguir creixent; a l'octubre, estaven disponibles 57 divisions d'infanteria i quatre de cavalleria, entre elles tres britàniques, dues franceses, una txecoslovaca i una romanesa, distribuïdes en una sèrie d'exèrcits més petits i més manejables que els de l'època de les batalles de l'Isonzo. La superioritat Aliada pel que fa a l'artilleria i els avions era aclaparadora, però Díaz va continuar posposant el llançament d'una ofensiva decisiva.
A principis d'agost de 1918, esgotat l'impuls de l'ofensiva alemanya a França, els Aliats van contraatacar al llarg de tot el front occidental, i al setembre havien descobert el complex sistema fortificat alemany. Els ministres Orlando i Sonnino, i amb ells els alts comandaments aliats, van instar en repetides ocasions a Díaz a iniciar l'atac decisiu i el general va haver de cedir. El pla italià estava preparat per al 9 d'octubre i les primeres ordres operatives van arribar als comandaments el 12 d'octubre; al 4è Exèrcit del general Gaetano Giardino se li va encarregar la important tasca de dividir les tropes austrohongaresa des del Trentino fins al riu Piave, atacant contra el front del mont Grappa. El 8 (amb els cossos d'assalt i els arditi del general Francesco Saverio Grazioli, que hi va fer una contribució decisiva), el 10è i el 12è Exèrcit atacarien vora el riu. Díaz va traçar un pla d'atac massiu en un sol punt i no a través de tota la línea del front, en un intent de trencar les defenses i tallar les vies de connexió cap a la rereguarda; l'elecció va recaure en la ciutat de Vittorio Veneto, considerada un punt de ruptura probable, ja que aquesta ciutat era la unió entre el 5è i el 6è exèrcit austrohongarès.

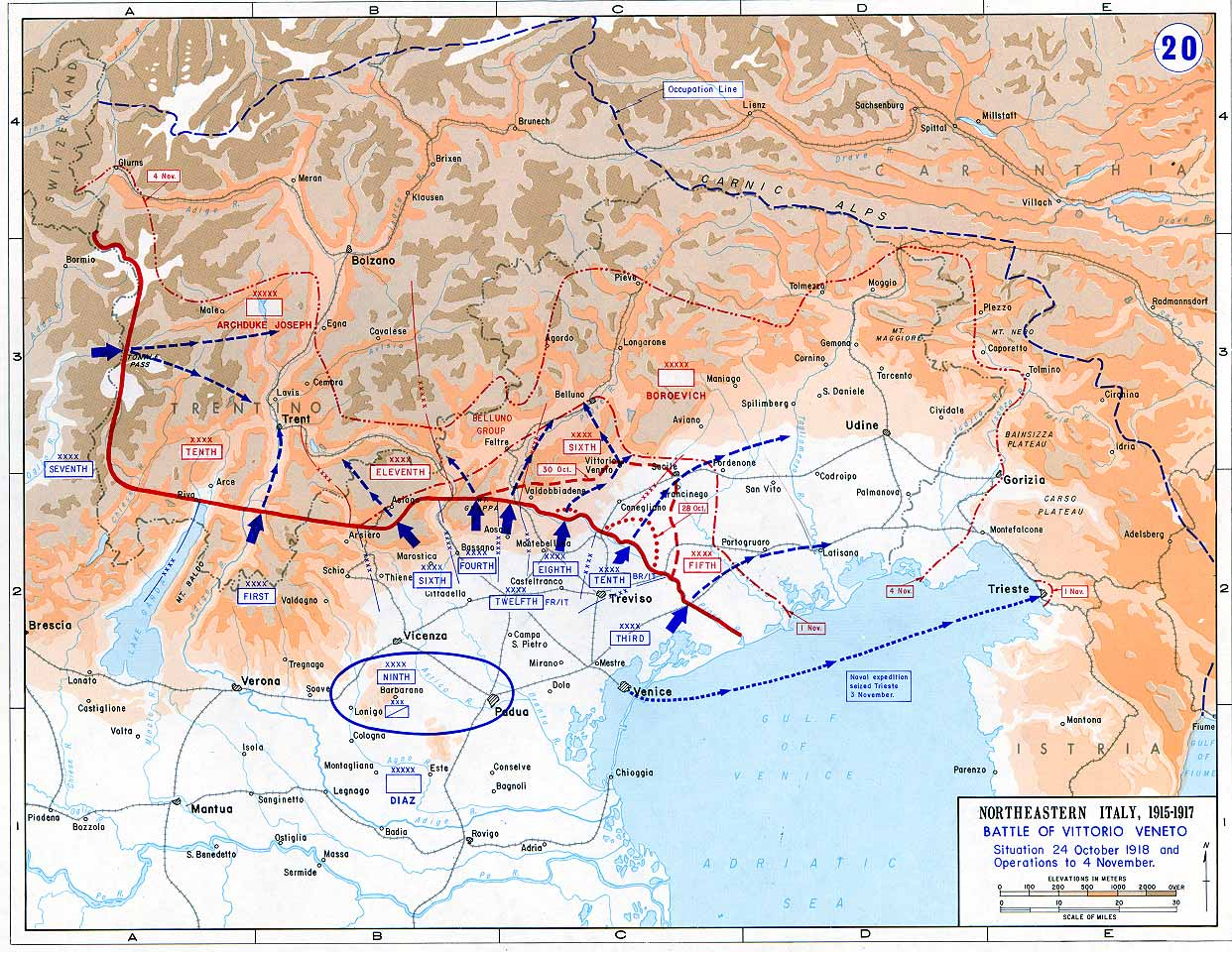
El front italià el 1918 i la batalla de Vittorio Veneto
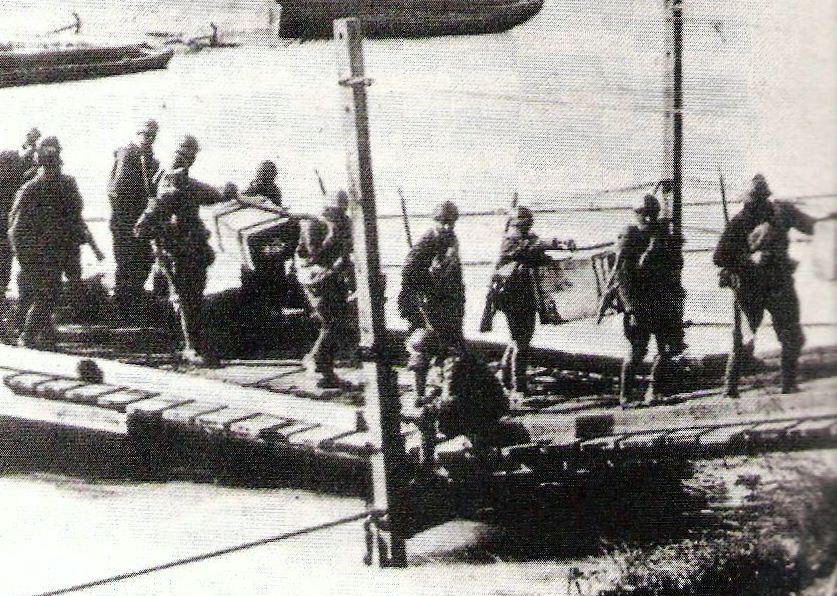
Tropes italianes travessant el Piave durant la batalla de Vittorio Veneto

L'atac al mont Grappa va començar en perfecte moment el 24 d'octubre, tot i que les pluges i la pujada de les aigües del Piave havien obligat a ajornar l'inici de l'ofensiva al costat del riu.Però l'ofensiva del 4t Exèrcit va ser infructuosa fins al 28 d'octubre i en alguns punts els avanços mínims italians van patir el ràpid i efectiu contraatac enemic. Les condicions meteorològiques van retardar l'inici de l'ofensiva al Piave fins al vespre del 26 d'octubre; les tropes italianes, britàniques i franceses van aconseguir establir caps de pont a la riba nord malgrat la dura resistència austrohongaresa i la dificultat de posar passarel·les al riu en inundació. El 28 d'octubre, el comandament suprem italià va prescriure la continuació de l'ofensiva indefinidament, fins que l'atac al Piave sortís de la fase d'estancament.
Àustria-Hongria es trobava ara en un fort malestar intern, que va afectar el front. Els departaments imperials van començar a dividir-se per ètnies i nacions, negant-se a complir les ordres dels alts comandaments. Després d'haver ordenat una primera retirada cap al curs del riu Monticano ja el 28 d'octubre, al vespre del 29 el general Borojević va obtenir finalment l'autorització de l'alt comandament per iniciar una retirada general al llarg de tot el front. El 30 d'octubre, les forces italianes es van estendre en massa més enllà del Piave, llançant-se a la persecució de les unitats austrohongareses. La resistència de les rereguardes enemigues es va mostrar feble i aquell mateix matí els primers contingents italians van entrar a Vittorio Veneto, uns 16 quilòmetres més enllà del Piave, arribant després al curs del riu Livenza.

### El col·lapse de l'imperi autrohongarès
El 28 d'octubre Àustria-Hongria va demanar als Aliats un armistici. La nació s'estava col·lapsant i a hores d'ara els diferents moviments independentistes ho estaven fent tot per explotar la situació. A Praga, la petició d'armistici va provocar una reacció decisiva per part dels txecs; el Consell Nacional de Txecoslovàquia es va reunir al Palau de Gregor i va assumir les funcions d'un veritable govern, donant als oficials austríacs al castell de Praga l'ordre de transferir poders i proclamant el independència de l'estat txec. Aquell vespre, les tropes austríaques al castell van deixar les armes. També el dia 28, el Parlament croat va declarar que, a partir d'aquell moment, Croàcia i Dalmàcia formarien part d'un «estat nacional sobirà d'eslovens, croats i serbis»; declaracions similars fetes a Laibach i Sarajevo van vincular aquestes regions amb l'emergent Regne dels Serbis, Croats i Eslovens.

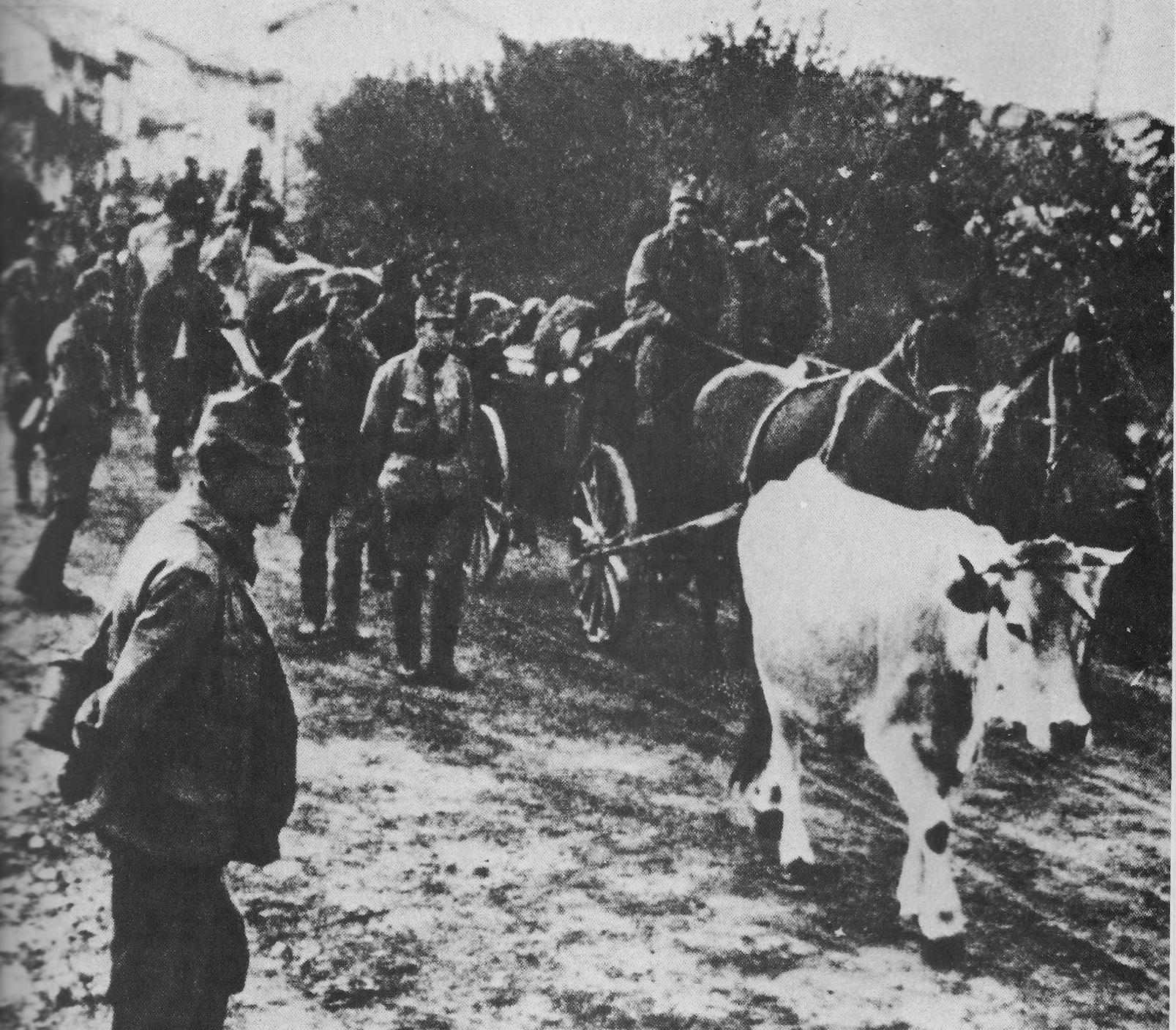
Tropes austrohongareses en retirada durant els últims dies de la guerra
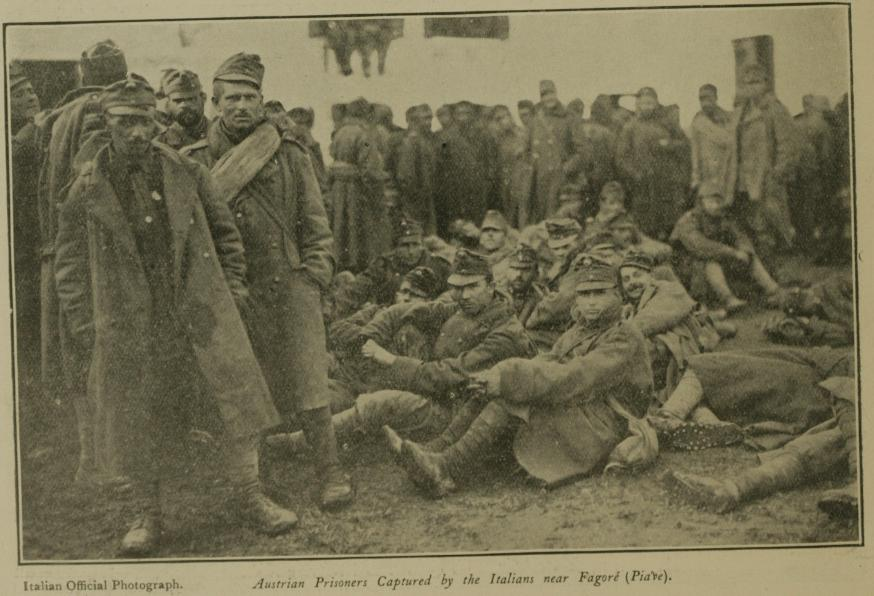
Presoners austrohongaresos capturats al Piave

El 29 d'octubre, el Consell Nacional Eslovac es va unir en una nova entitat, insistint en el dret de la regió eslovaca a la «lliure autodeterminació». El 30 d'octubre, mentre Viena lluitava per arribar a un armistici amb els Aliats, el port austríac de Fiume (Rijeka), que durant dos dies formava part de l'autodenominat Regne serbocroat-eslovè, va proclamar la seva independència demanant unir-se a Itàlia. A Budapest, el comte Mihály Károlyi va formar un govern hongarès i, amb el consentiment de Carles I, va renunciar a l'Ausgleich de 1867, després va entrar en negociacions amb les forces franceses a Sèrbia; l'emperador, en canvi, va procedir a lliurar la k.u.k Kriegsmarine als eslaus del sud i la flotilla del Danubi a Hongria. El dia 30 també va arribar a Villa Giusti, prop de Pàdua, la delegació austrohongaresa per a l'armistici. El 1r de novembre, Sarajevo es va declarar part de l'«Estat sobirà dels eslaus del sud», mentre que Viena i Budapest van ser sacsejades per les revolucions bolxevics, que van ser suprimides l'agost de 1919.

### L'armistici
Les llargues columnes de soldats, subministraments i artilleria dels exèrcits austrohongaresos en retirada van ser objectiu de més de 600 avions italians, francesos i britànics, un bombardeig ferotge del qual els homes no tenien manera de defensar-se.
| «                                   | Pel camí hi havia restes de vehicles, cavalls morts, cadàvers d'homes a la carretera i als camps per on fugien eren atacats per les metralladores i les bombes de l'avió [..] | » |
| — Bernard Garside, oficial britànic | |   |

El 3 de novembre, la delegació va signar l'armistici a Villa Giusti, prop de Pàdua, que entraria en vigor l'endemà. El mateix dia que els italians van entrar a Trento, la Royal Navy va desembarcar tropes a Trieste. Al front occidental els Aliats van acceptar la sol·licitud formal d'armistici feta pel govern alemany. Els combats al front italià van cessar a les 15.00 hores del 4 de novembre; aquella nit, l'oficial d'artilleria britànic Hugh Dalton va recordar: «[…] el cel estava il·luminat per la llum de les fogueres i els focs dels coets de colors. [..] Darrere nostre, en direcció a Treviso, escoltàvem el llunyà repic de campanes, i cançons i explosions d'alegria per tot arreu. Va ser un temps de perfecció i realització».
El general Armando Díaz va comunicar a tot el país la conclusió del conflicte mitjançant la signatura del darrer butlletí de guerra, que després va passar a la història com a Butlletí de la Victòria, que concloïa amb aquestes paraules: «[…] Les restes del que va ser un dels més poderosos exèrcits del món pugen en desordre i sense esperança les valls que havien baixat amb orgullosa seguretat».
L'endemà es van ocupar Rovinj (Ruveîgno), Parenzo (Poreč), Zara (Zadar) i Lissa (Vis); la ciutat de Fiume (Rijeka), encara que no prevista entre els territoris als quals s'enviarien les forces italianes tal com especificaven algunes clàusules de l'armistici, fou ocupada arran de la proclamació d'unió amb Itàlia, emesa el 30 d'octubre pel Consell Nacional. L'exèrcit també va forçar la línia del Pacte de Londres i es va dirigir cap a Ljubljana, però va ser aturat més enllà de Postojna per les tropes sèrbies. En canvi, es basava en l'art. 4 de l'armistici de Villa Giusti que Itàlia va legitimar la seva ocupació més enllà de la línia del Brenner. La precarietat de la situació i la por generalitzada que el conflicte contra Alemanya pogués durar encara un parell de mesos va impulsar les autoritats militars a ordenar l'avenç del III Cos cap a Landeck i Innsbruck. Per tant, l'ocupació es justificava per la necessitat de «dotar a l'exèrcit italià de dos caps de pont sòlids sobre l'Inn per a qualsevol possible canvi de situació». En el seu punt àlgid, el contingent italià va assolir la xifra de 20.000-22.000 homes, que es van anar reduint gradualment fins a la retirada definitiva que va tenir lloc el desembre de 1920.

## Balanç i conseqüències
Arran de l'armistici, els problemes militars d'Itàlia van ser nombrosos i van des de la consolidació d'una nova línia fronterera fins a la reorganització dels serveis territorials i les unitats de combat, des de l'assistència a les poblacions de les terres alliberades i ocupades fins a la recollida del botí de guerra, a partir de la reorganització d'antics presoners que s'agrupaven en gran nombre. Paral·lelament, el govern va considerar imperatiu iniciar la desmobilització, que va ser molt demandada pel país.
El gran problema de l'exèrcit immediatament després de la guerra va ser la reorganització de l'aparell militar, que necessitava una modernització. Si Caporetto va ser essencialment una derrota per la previsió i la subestimació de l'alt comandament, hi va haver nombrosos episodis que van revelar inadequacions en la realització de les operacions i poca adaptabilitat a les necessitats modernes; la massacre patida a l'Ortigara havia ofert un clar exemple de negativa obstinada a actuar en profunditat i la insistència en una ofensiva de front ampli. Hi havia, doncs, la necessitat d'agilitzar els departaments en vista d'una major autonomia, maniobrabilitat i poder de decisió, tal com havien fet amb benefici les forces austroalemanes.
A la conferència de pau de París, la delegació italiana encapçalada per Orlando va impugnar el pacte de Londres de 1915 i va demanar, a més de la seva plena aplicació, també la concessió de la ciutat de Fiume (acutal Rijeka), en virtut de la majoria ètnica italiana i la proclamació del 30 d'octubre. Però la ciutat, sobre la base del pacte, havia estat assignada expressament com a principal sortida marítima d'un possible estat croat o hongarès; els Aliats van negar des del principi les peticions d'Itàlia, els líders de la qual estaven dividits sobre com actuar. Si Orlando, amargat, abandonava la conferència de pau en senyal de protesta, el nou primer ministre Francesco Saverio Nitti reafirmava la posició italiana i al mateix temps iniciava negociacions directes amb el nou Regne dels Serbis, Croats i Eslovens.

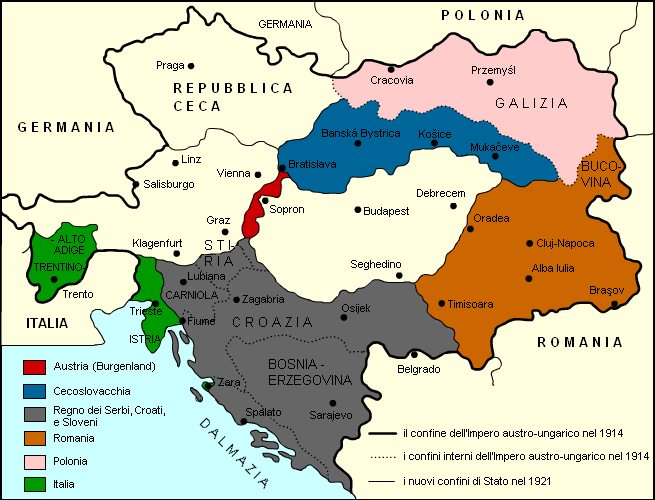
La dissolució d'Àustria-Hongria segons els tractats de pau
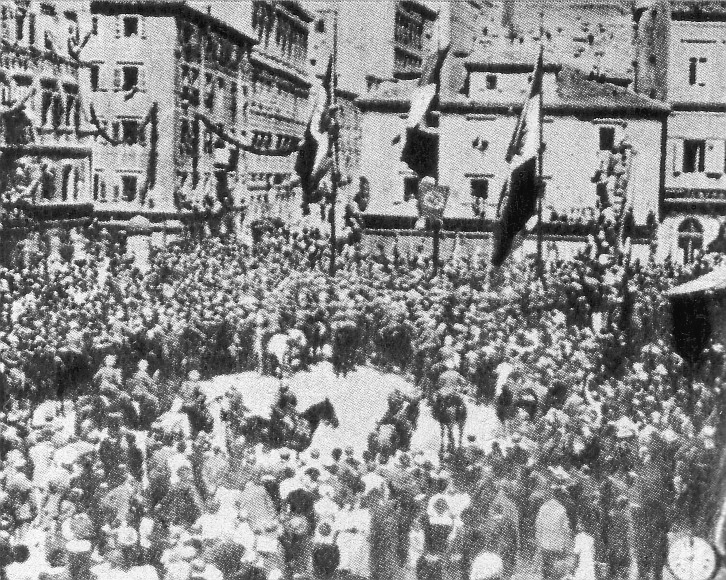
Els legionaris italians proclamen la institució de la Regència del Carnaro a Fiume

El 10 de setembre de 1919, Francesco Saverio Nitti va signar el Tractat de Saint-Germain, que definia les fronteres italo-austríaques però no les orientals. La recentment formada Primera República d'Àustria va cedir el Trentino-Alto Adige, Istria, tota la Venècia Giulia fins als Alps Julians (incloent la ciutat de Volosca (actual Volosko) i les illes del Carnaro (actual Kvarner)) a Itàlia, el nord de Dalmàcia a les seves fronteres administratives fins a incloure el port de Sebenico (actual Šibenik) i totes les illes del voltant, el port de Valona (actual Vlorë) i l'illot de Saseno (actual Sazan) a Albània (ocupat durant el conflicte). El tractat també incloïa el dret a demanar ajustos fronterers amb les possessions franco-britàniques a l'Àfrica.
El tractat no va satisfer ningú. De fet, Iugoslàvia reclamava com a propis aquells territoris que havien estat reconeguts a Itàlia; aquesta, al seu torn, pretenia ocupar Fiume que li havia estat negada. L'irredemptisme nacionalista, que es va reforçar en el transcurs de la guerra, va passar a posicions d'oposició oberta i radical a les decisions del govern. Després de l'abandonament de la conferència per part dels delegats italians, el mite de la «victòria mutilada» i els objectius expansionistes a l'Adriàtica esdevenen els punts forts del moviment. Aviat va recollir les tensions d'una banda social heterogènia, de la qual també hi havia els Arditi, els únics capaços de donar un canvi valent a l'actitud del govern. La creença es va estendre en molts cercles, alimentada pels diaris i alguns intel·lectuals, que els més de 600.000 morts de la guerra havien estat traïts, enviats inútilment a la matança, i que tres anys de patiment només havien servit per destruir l'Imperi dels Habsburg a les fronteres d'Itàlia per construir-ne un de nou i encara més hostil.
El 12 de setembre de 1919, una força voluntaria irregular de nacionalistes i excombatents italians, encapçalada pel poeta D'Annunzio, va ocupar militarment la ciutat de Fiume i va exigir la seva annexió a Itàlia. El govern de Nitti es va estancar davant d'aquesta contundent acció i va deixar la candent qüestió internacional al cinquè govern de Giolitti, que va aconseguir desbloquejar la situació; Giolitti va arribar a un acord amb els iugoslaus i Fiume va ser reconeguda com a ciutat independent. D'Annunzio i els seus legionaris es van veure obligats a abandonar la ciutat després d'una intervenció per la força el desembre de 1920.

### Les víctimes

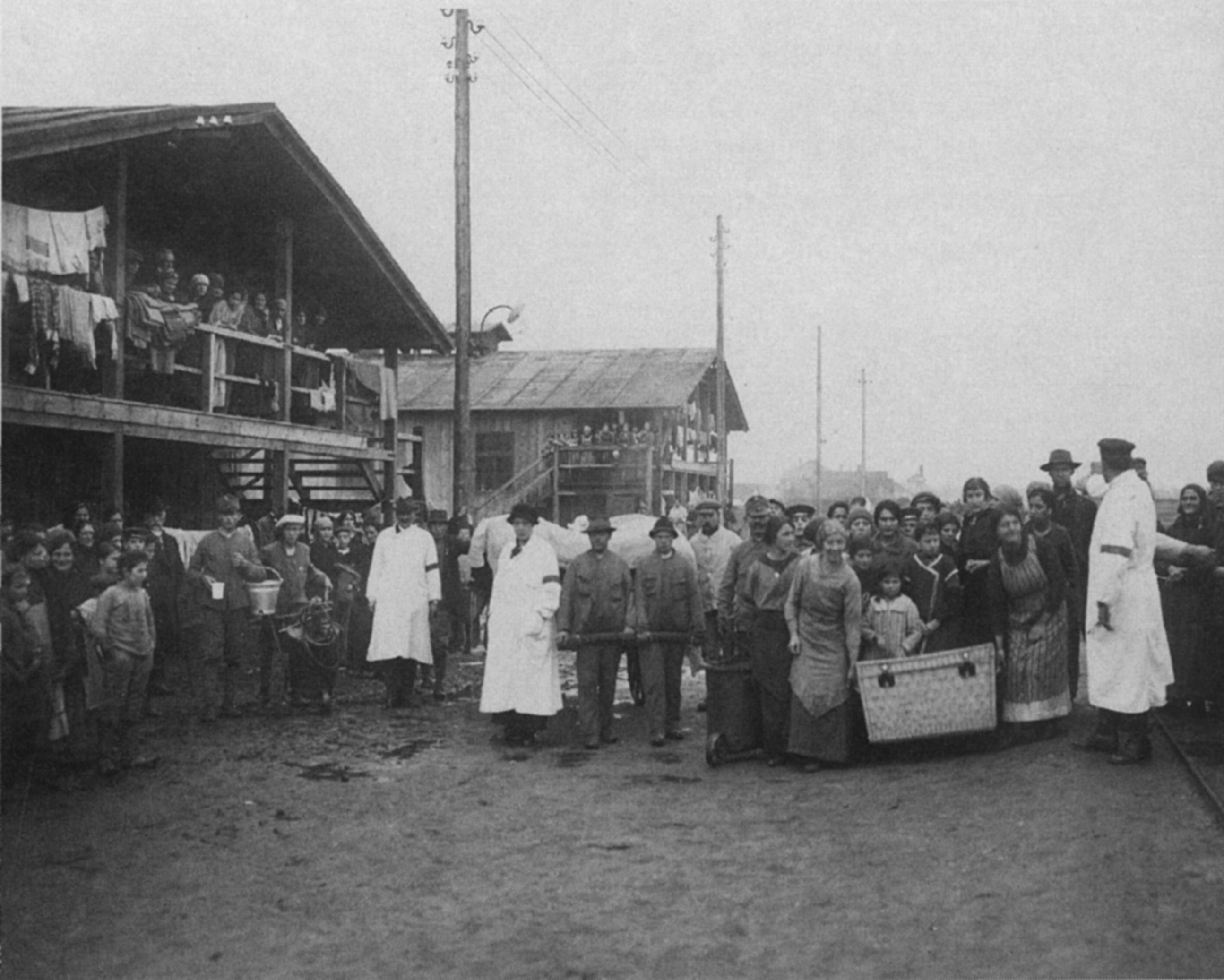
Civils evacuats de la costa de Dalmàcia arriben al camp de refugiats de Wagna, Àustria

Un recompte de les víctimes anunciat per les forces armades del Regne d'Itàlia a la Primera Guerra Mundial, incloses les pèrdues a tots els teatres d'operacions en què estaven involucrades les tropes italianes, va ser fet pel demògraf italià Giorgio Mortara l'any 1925 sobre la base de dades oficials del govern, estimant un total de 651.000 soldats italians que van morir durant el conflicte, desglossats de la següent manera: 378.000 morts en acció o per les seves ferides, 186.000 morts per malalties i 87.000 persones amb discapacitat que van morir durant el període entre 12 de novembre de 1918 i 30 d'abril de 1920 a causa de les ferides patides a la guerra. Altres fonts eleven aquest total a 689.000 soldats que van morir per totes les causes durant el conflicte, així com indiquen uns 1.000.000 de ferits, 700.000 dels quals estaven discapacitats. A manera de comparació, les baixes causades per les tres guerres d'independència italianes s'estima en menys de 10.000 homes en total, mentre que les baixes militars italianes a la Segona Guerra Mundial s'estima en poc més de 291.000 homes. El total de pèrdues militars (morts, ferits i presumptes morts desapareguts) informades pels austrohongaresos al front italià s'estima en uns 650.000 homes; una altra estimació arriba a uns 400.000 morts i 1.200.000 ferits. El total de víctimes entre els soldats austrohongaresos durant el conflicte va ascendir a uns 1.100.000 morts en tots els fronts. Les pèrdues informades pels Aliats al front italià van ascendir a 1.024 morts i 5.073 ferits per als britànics, 480 morts i 2.302 ferits per als francesos, 3 morts i 5 ferits per als estatunidencs.
El total de morts civils a Itàlia per cada causa s'estima en unes 589.000 víctimes, principalment causades per la desnutrició i l'escassetat d'aliments, a les quals s'afegeixen 432.000 morts més atribuïbles a la grip espanyola que va esclatar cap al final de les hostilitats. Només una petita part d'aquesta xifra va ser causada directament per accions militars: 3.400, dels quals 2.293 van morir en atacs a vaixells, 958 en bombardeigs aeris i 147 en bombardejos navals. Es calcula que les víctimes civils austrohongareses durant el conflicte ascendeixen a 467.000 morts «atribuïbles a la guerra», principalment causades per la desnutrició.
La guerra també va comportar grans desplaçaments de població: uns 70.000 civils residents al Friül i a les zones ocupades per l'exèrcit italià van ser internats per motius de seguretat militar, sovint sobre la base d'acusacions genèriques o infundades, sent traslladats per la força a altres regions de la península Itàlica (també es van enviar grups a Sardenya i Sicília); el comandament italià també va decretar el trasllat de tots els civils que vivien a les zones properes al front (40.000 persones el primer any de la guerra), als quals es van afegir després altres 80.000 desplaçats que van fugir de l'altiplà d'Asiago durant la Strafexpedition i 650.000 del Friül i del Vèneto després de Caporetto. De la mateixa manera, les autoritats austrohongareses van decretar l'internament de ciutadans italians sorpresos dins de l'imperi a l'esclat de la guerra, així com dels sospitosos d'espionatge o simpatia amb l'enemic: uns 15.000 civils van ser internats, encara que només 3.000, homes en edat de conscripció van ser detinguts fins al final de les hostilitats. En els primers mesos de la guerra, es va iniciar una vasta evacuació del Trentino i la costa austríaca, traslladant fins a 230.000 civils a les zones interiors de l'Imperi on van ser allotjats en una sèrie de campaments improvisats, en condicions higièniques i subministraments d'aliments sovint molt precàries.
Els episodis d'atrocitats contra civils eren rars. A finals de maig de 1915, el comandament italià de Villesse va ordenar la detenció de tota la població del poble i l'afusellament de sis civils sobre la base d'informació difusa, que informaven de trets contra tropes italianes. Una setmana més tard els italians van aplegar tota la població masculina d'una dotzena de pobles entre Caporetto i Tolmin, acusats d'espionatge i de donar refugi als desertors, i va afusellar sis civils sortejats. El Friül ocupat pels austrohongaresos després de Caporetto va ser sotmès a la llei marcial, però una comissió d'investigació italiana creada després de la guerra va concloure que les condemnes a mort executades contra civils eren en definitiva molt poques. Les forces imperials van dur a terme requisicions d'aliments i bestiar a gran escala, provocant una greu crisi alimentària que va provocar almenys 10.000 morts per fam entre la població civil abans de la fi del conflicte.